# Cathédrale de Roskilde
La cathédrale de Roskilde (en danois : Roskilde Domkirke) est une cathédrale de l'Église luthérienne du Danemark, située à Roskilde, au Danemark, dans l'île de Sjælland. Nécropole royale depuis des siècles, elle est un des monuments historiques les plus importants du pays.  
Essentiellement bâtie aux XIIe et XIIIe siècles en style gothique de brique, elle représente 800 ans d'architecture ecclésiastique et est inscrite avec son environnement sur la liste du patrimoine mondial de l'Unesco en 1995. 
Vingt-et-un rois et dix-neuf reines de Danemark sont inhumés dans la cathédrale et ses chapelles, et leurs tombeaux, l'art et les fresques de la cathédrale évoquent mille ans d'histoire des rois, de la cathédrale et du Danemark. 
La cathédrale de Roskilde accueille environ 175 000 visiteurs par an. 

## Architecture
Entièrement construite en brique rouge, la cathédrale est caractéristique des débuts du style gothique de brique, et elle fut en partie à l'origine de la propagation de ce style dans l'Europe du Nord.
Dans les siècles suivants, plusieurs chapelles ont été construites à l'intérieur et à l'extérieur de l'église. D'abord dédiée à divers saints, elles ont ensuite servi de mausolées pour les rois et reines de Danemark, leurs styles évoluant avec l'époque de leur construction. Cela fait de cette cathédrale une frise chronologique de l'évolution de l'architecture des bâtiments chrétiens en Europe du Nord. À partir de 1413, des monarques danois furent donc inhumés dans cette cathédrale. La crypte contient également des tombeaux.
Le maître-autel de la cathédrale est un retable réalisé à Anvers à partir de 1560. Conçu après la Réforme, il montre en détail avec de riches sculptures, des scènes de l'enfance et de la crucifixion de Jésus.

## Galerie d'images de la cathédrale

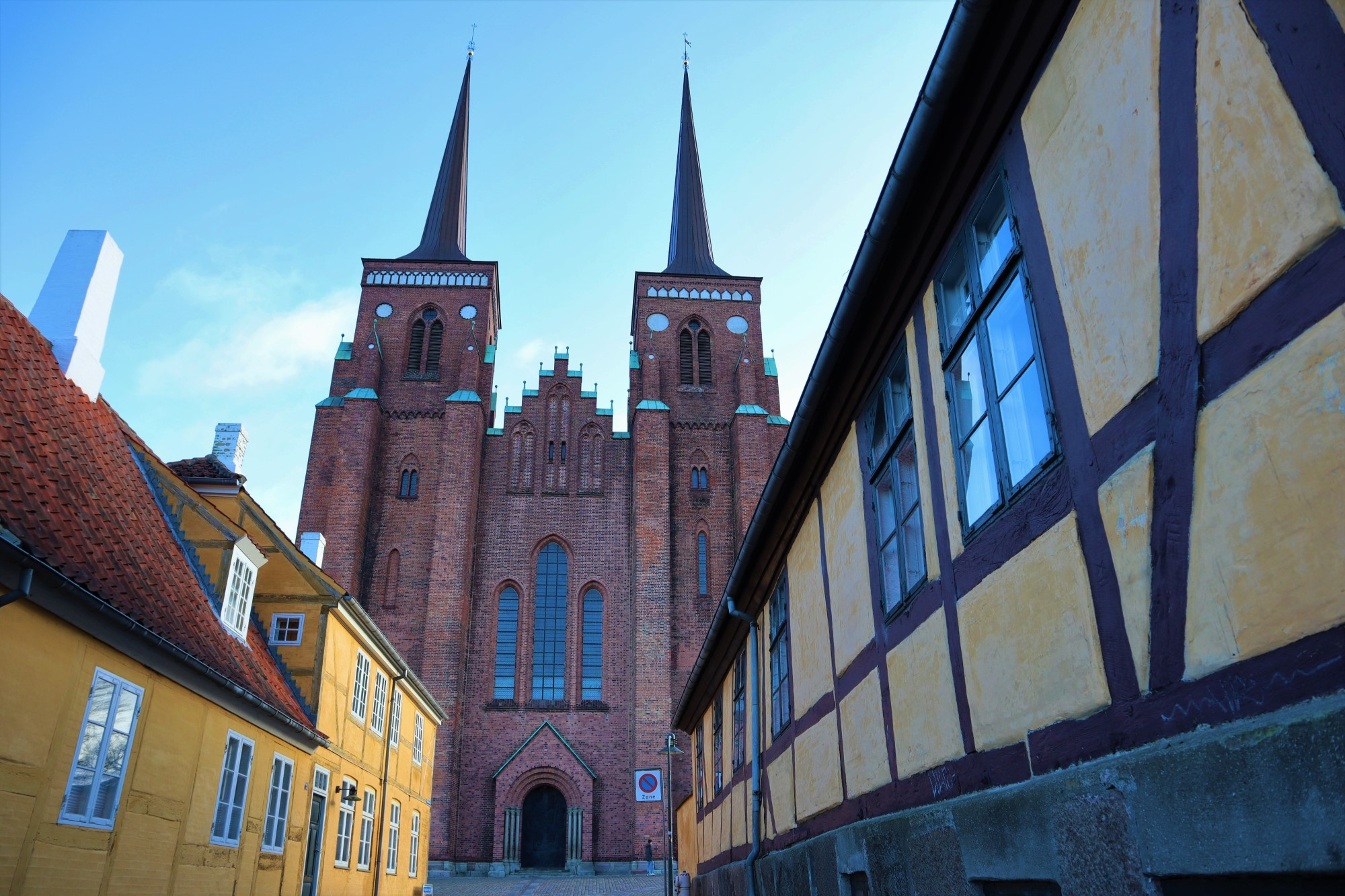
Vue générale de la cathédrale de Roskilde.
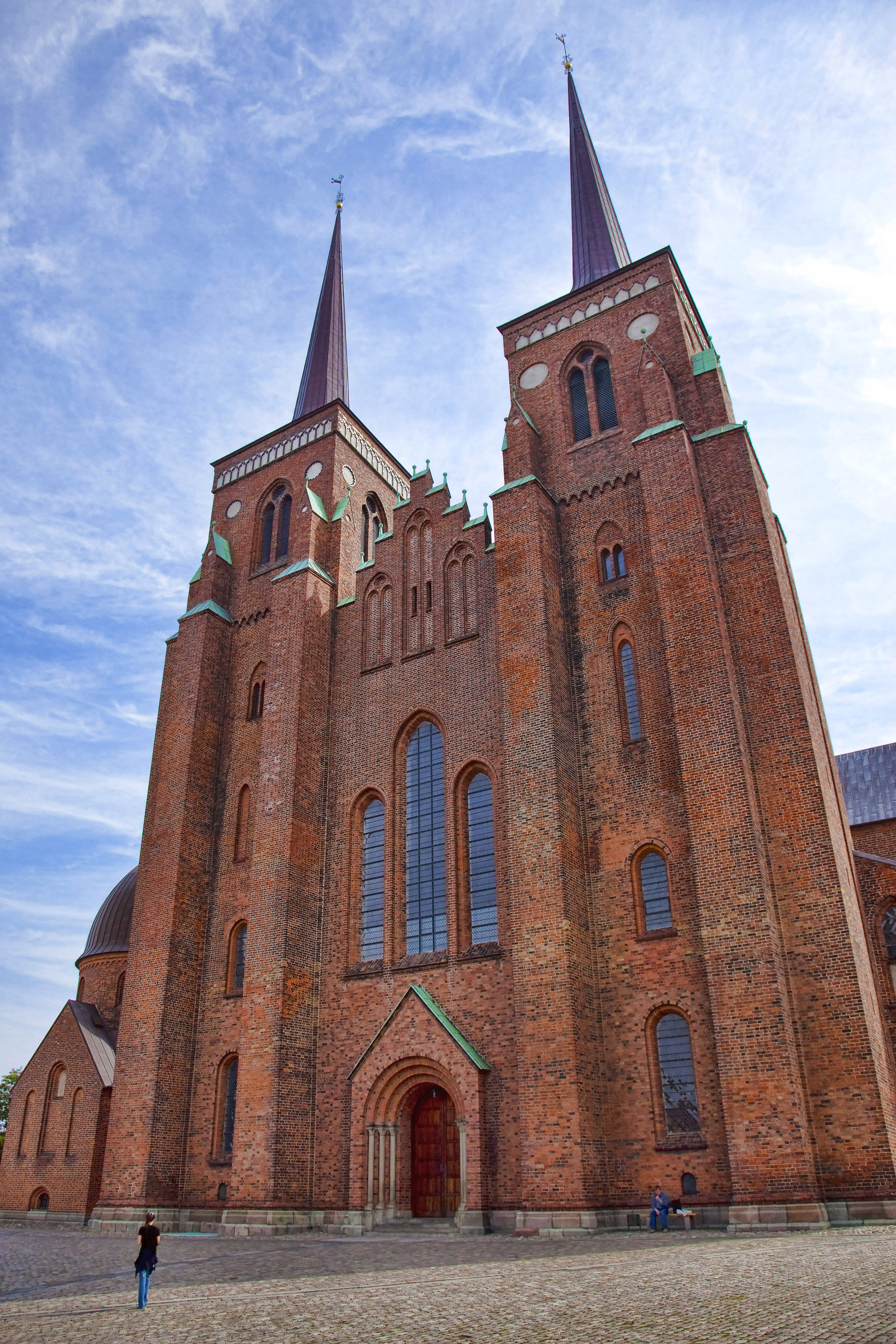
la cathédrale de Roskilde.
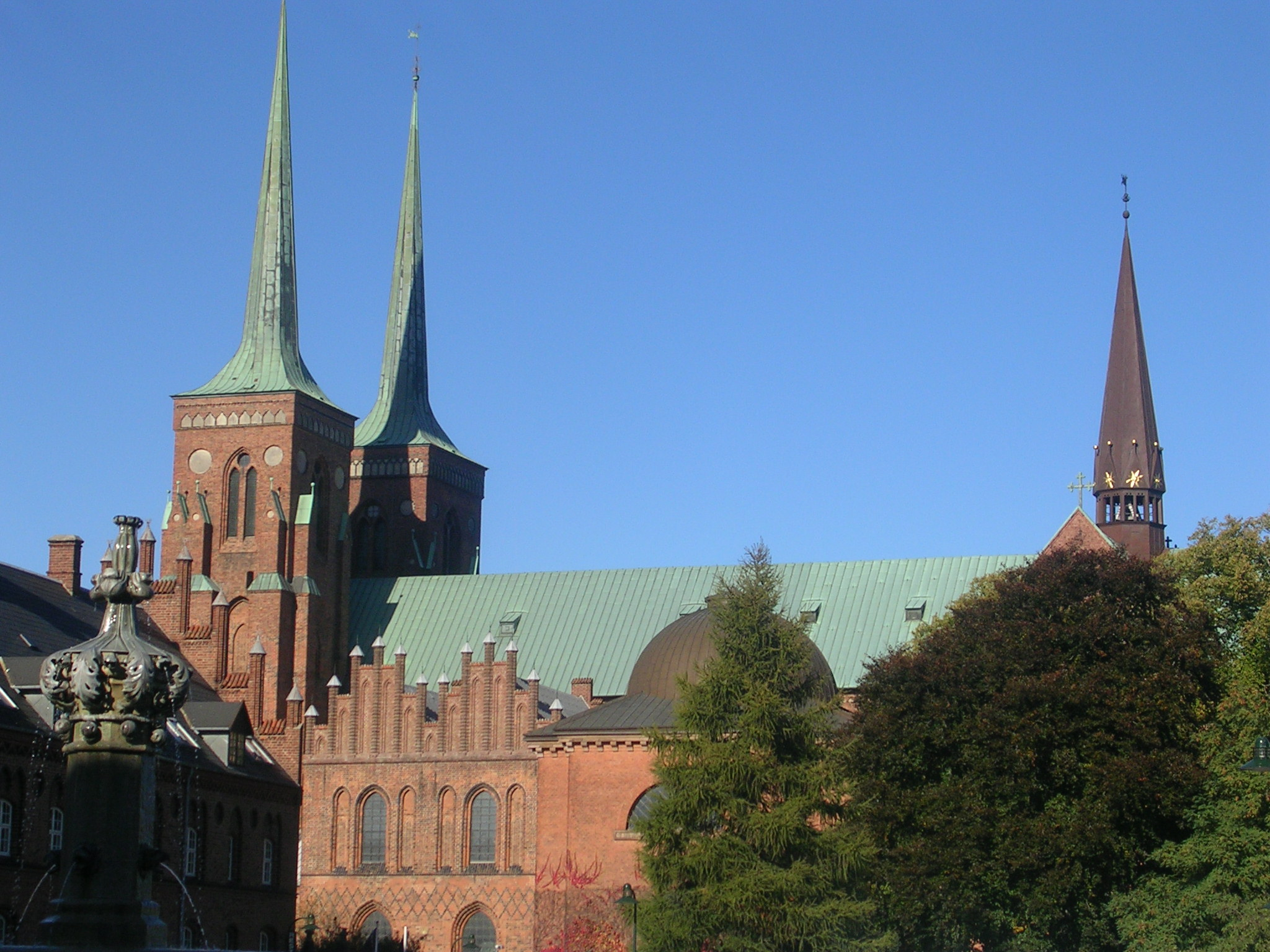
Vue générale de la cathédrale de Roskilde.
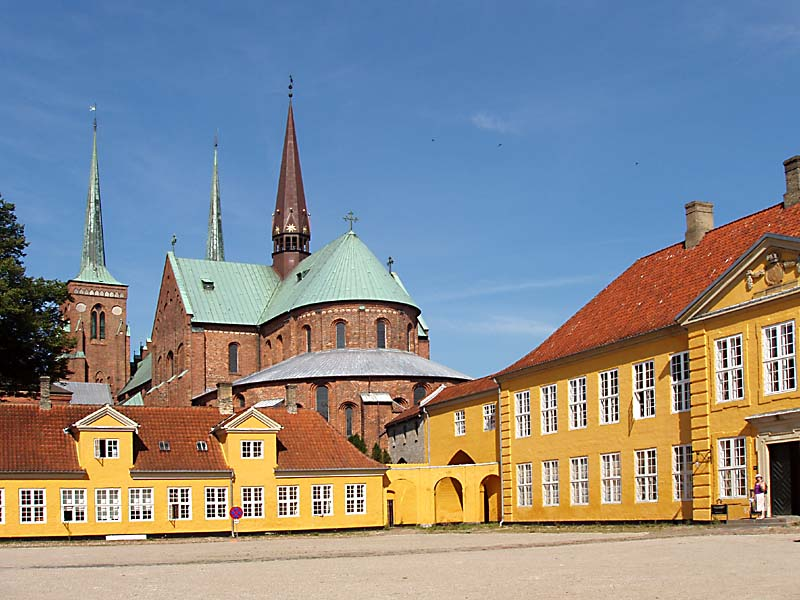
L'évêché de Roskilde derrière la cathédrale.
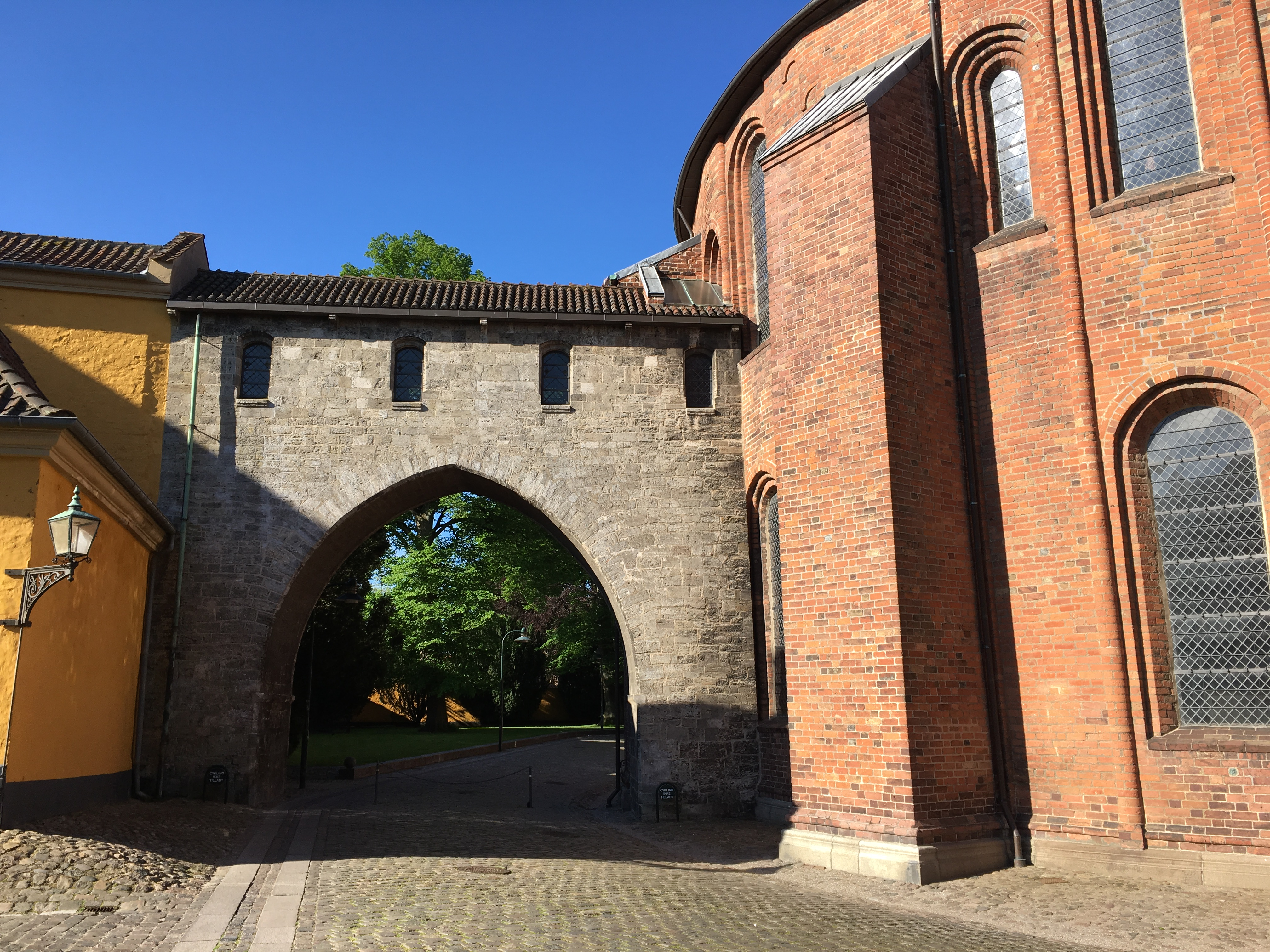
la cathédrale de Roskilde.
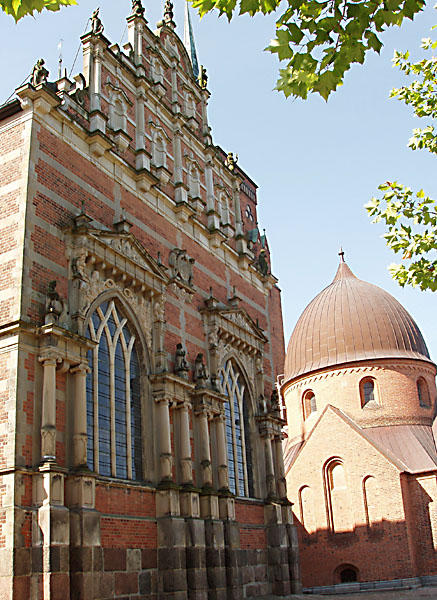
Chapelle Christian IV (au premier plan) et chapelle Christian IX (au second plan).
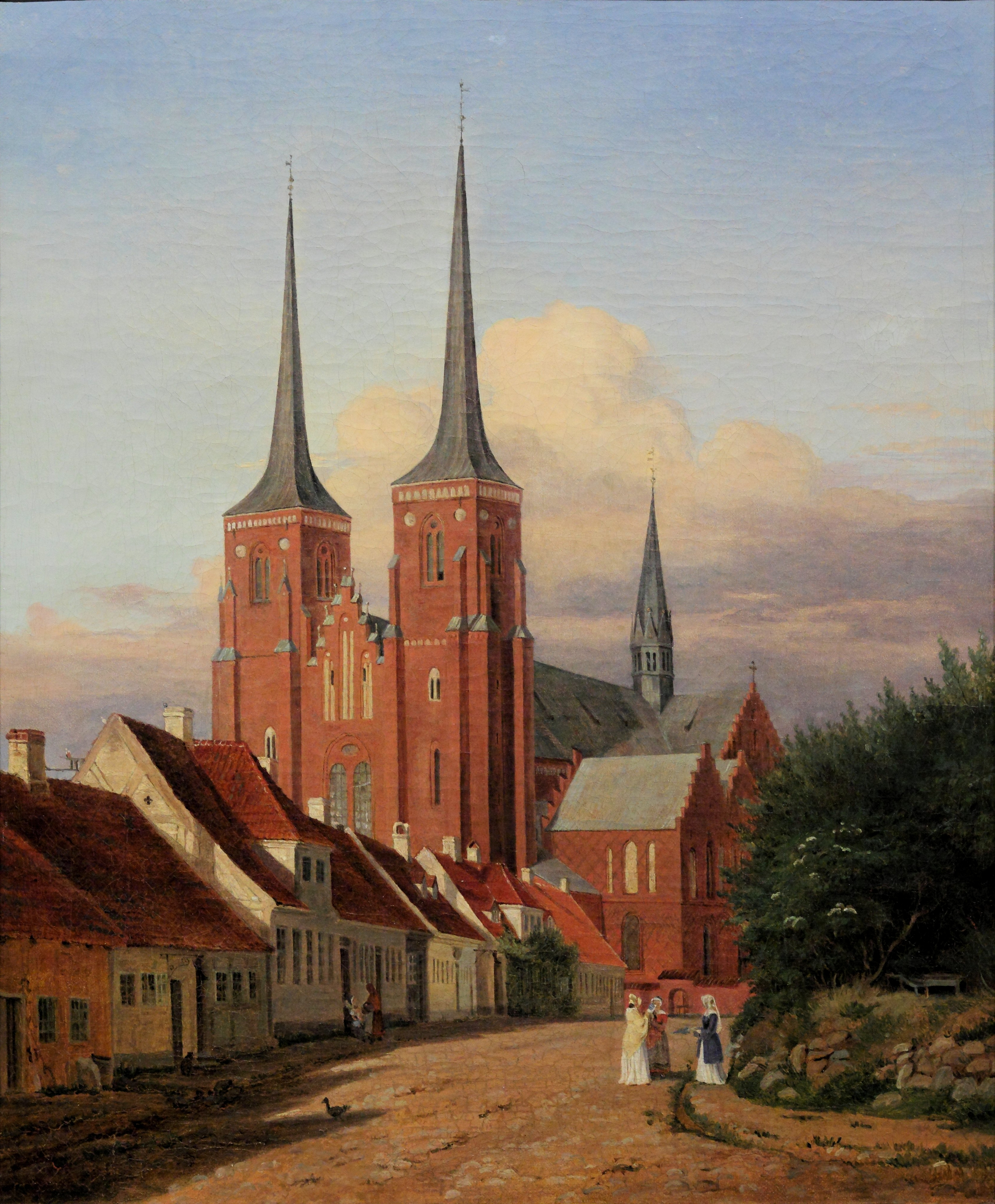
La cathédrale de Roskilde, Jørgen Roed (1833-1838), ARoS Aarhus Kunstmuseum.
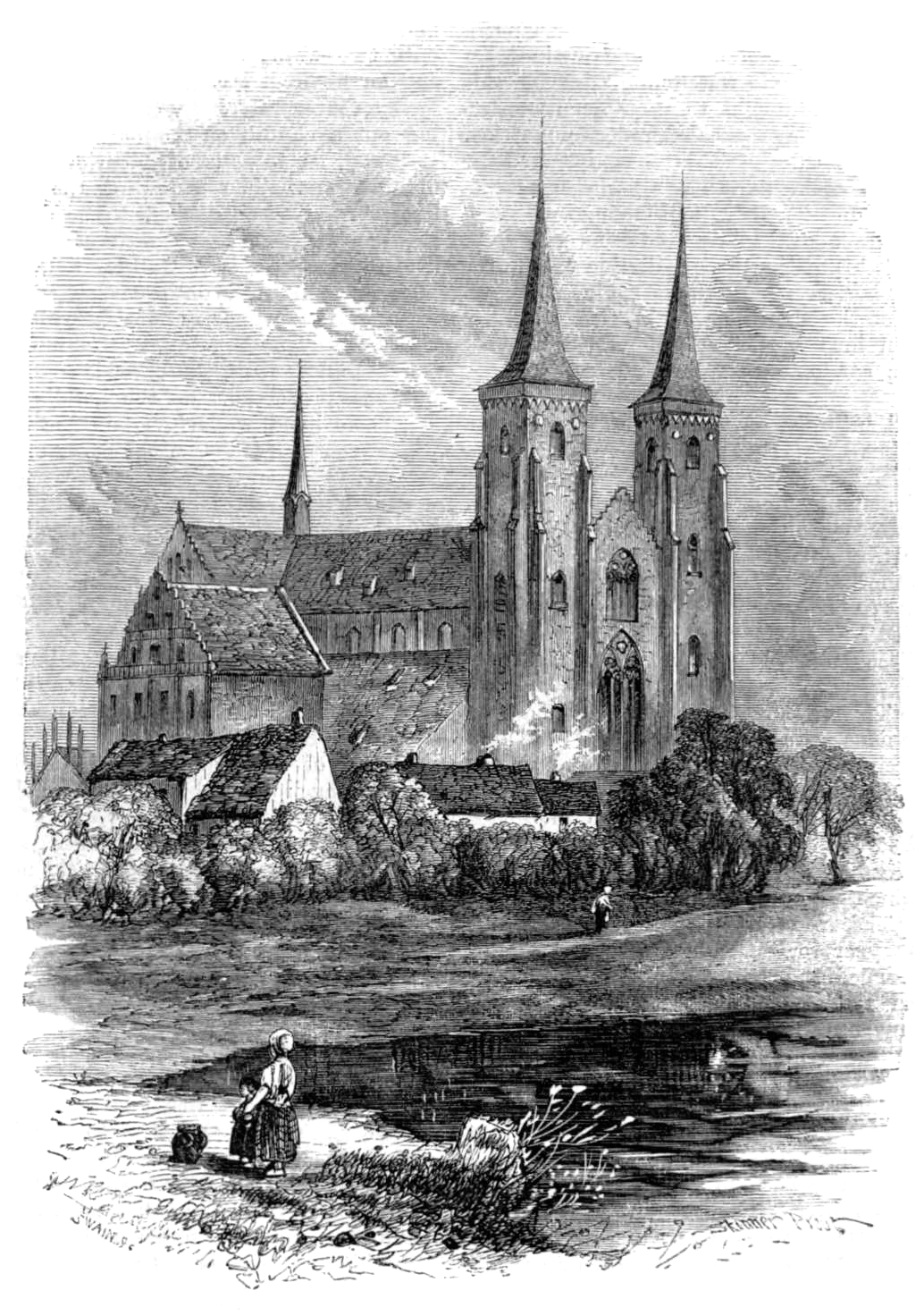
Gravure vers 1862.
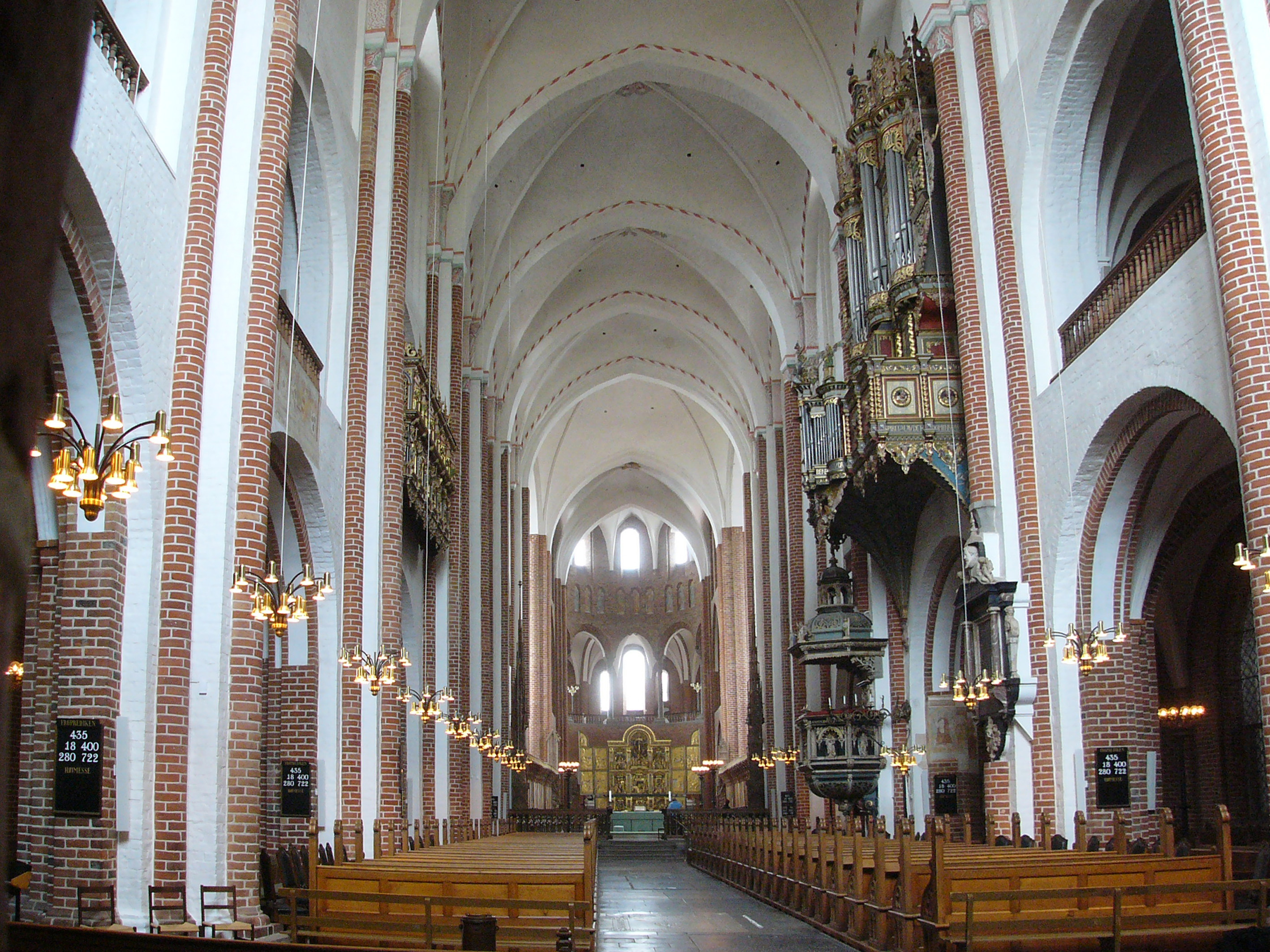
La nef.
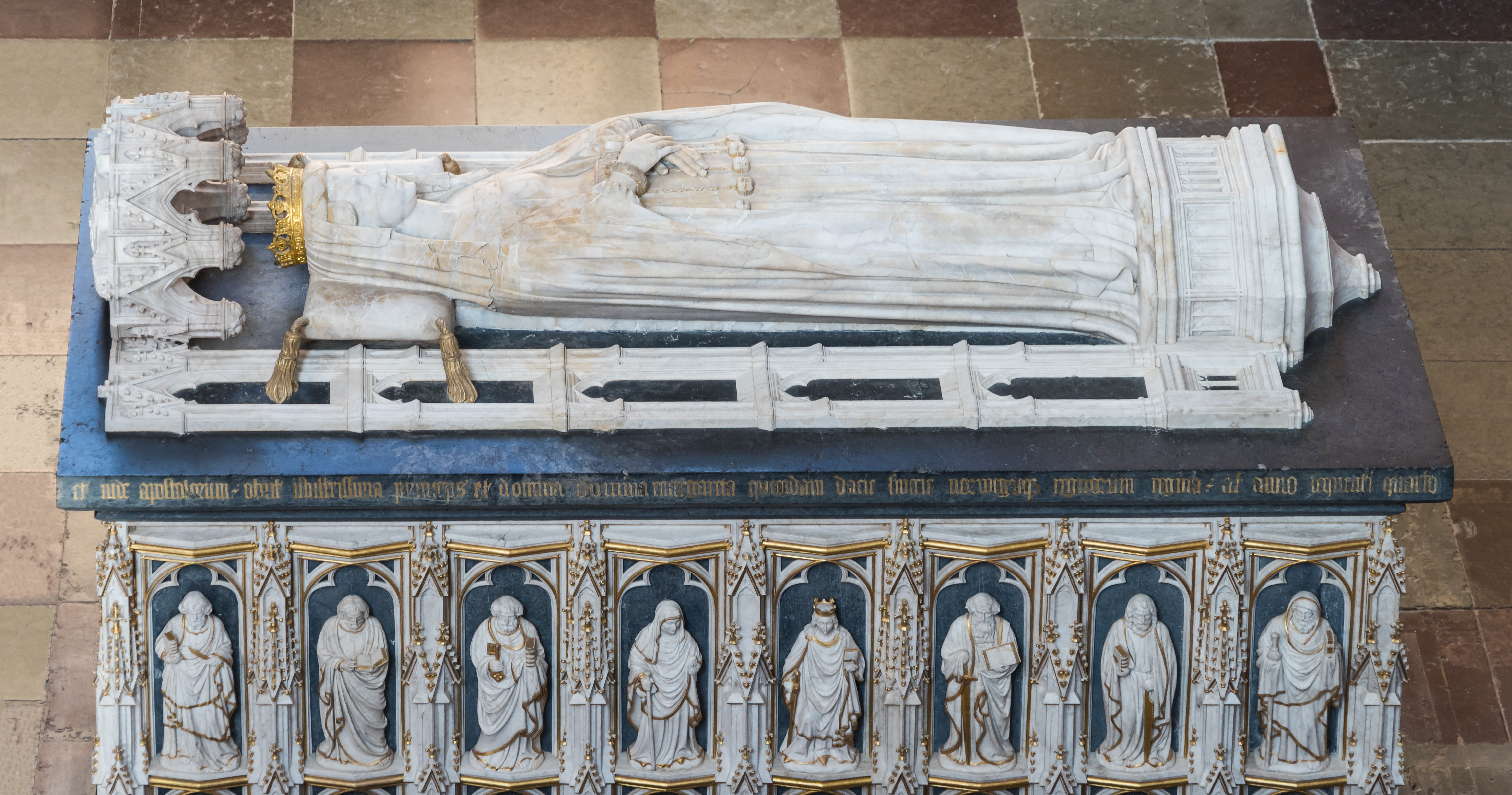
Le sarcophage de Marguerite de Scandinavie.
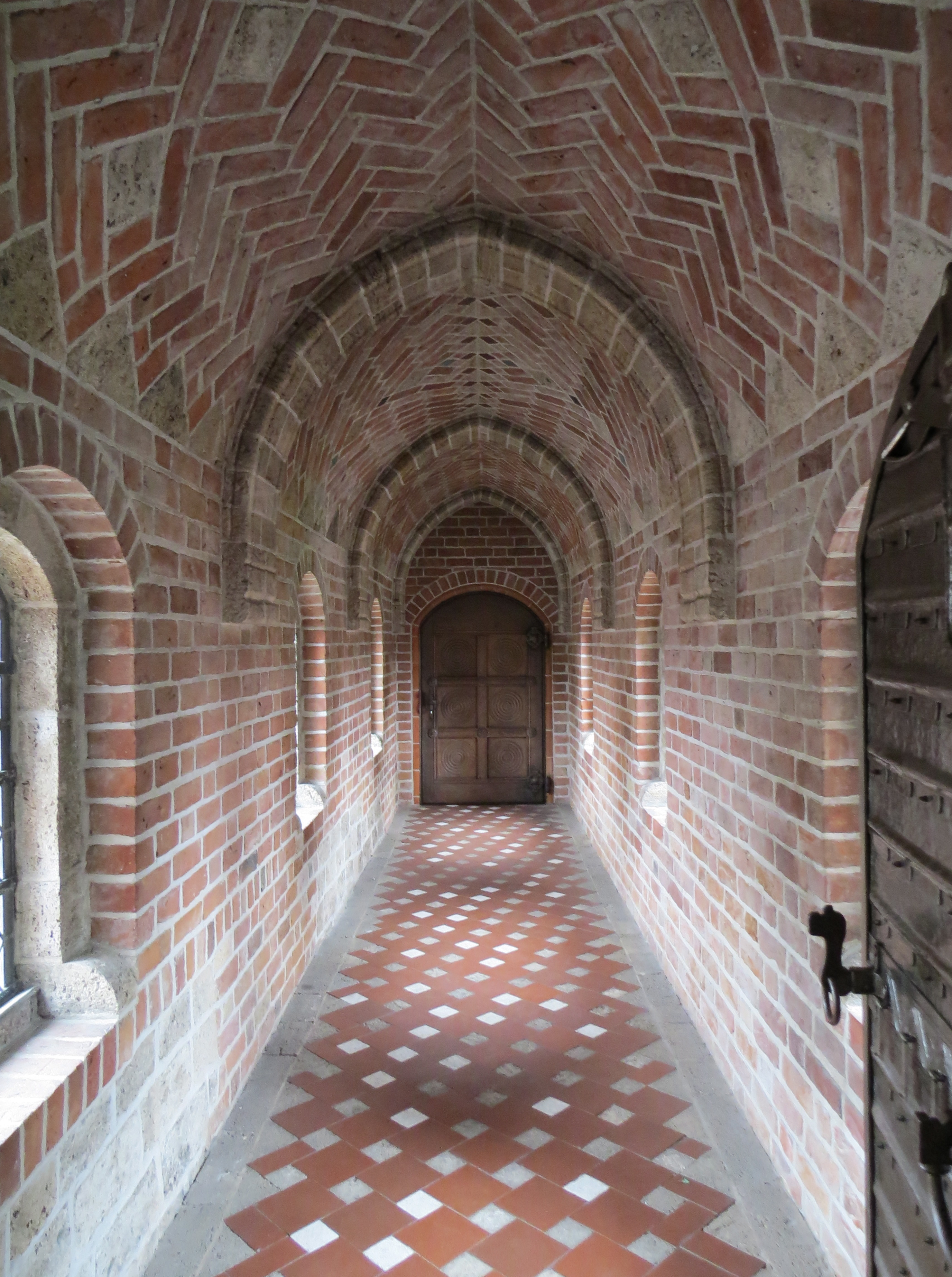
Intérieur de l'arche d'Absalon séparant la cathédrale du palais royal.
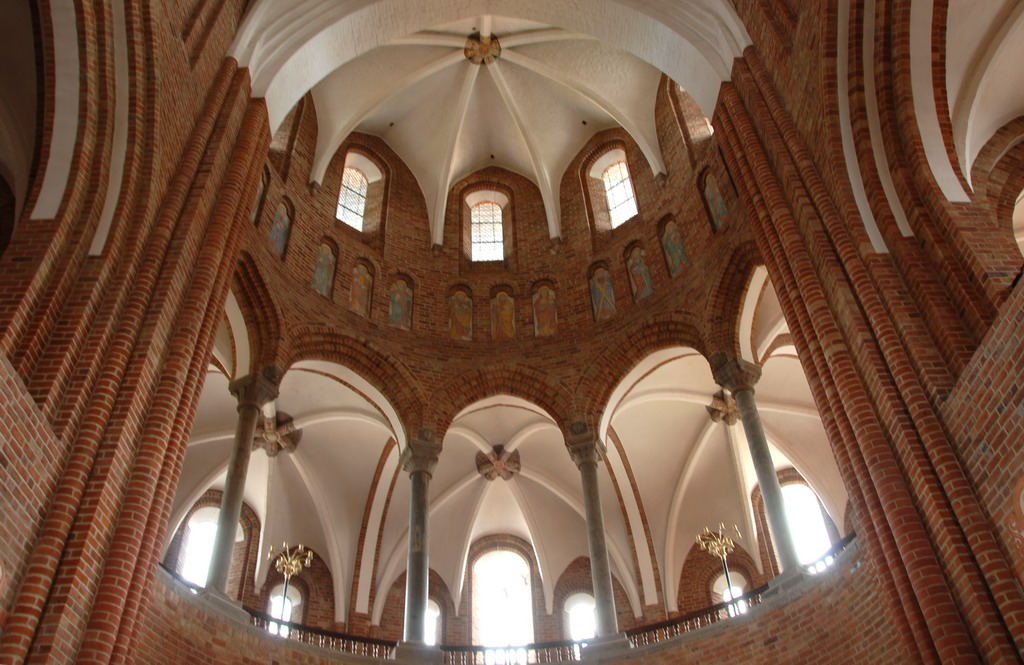
Voutes du chœur.
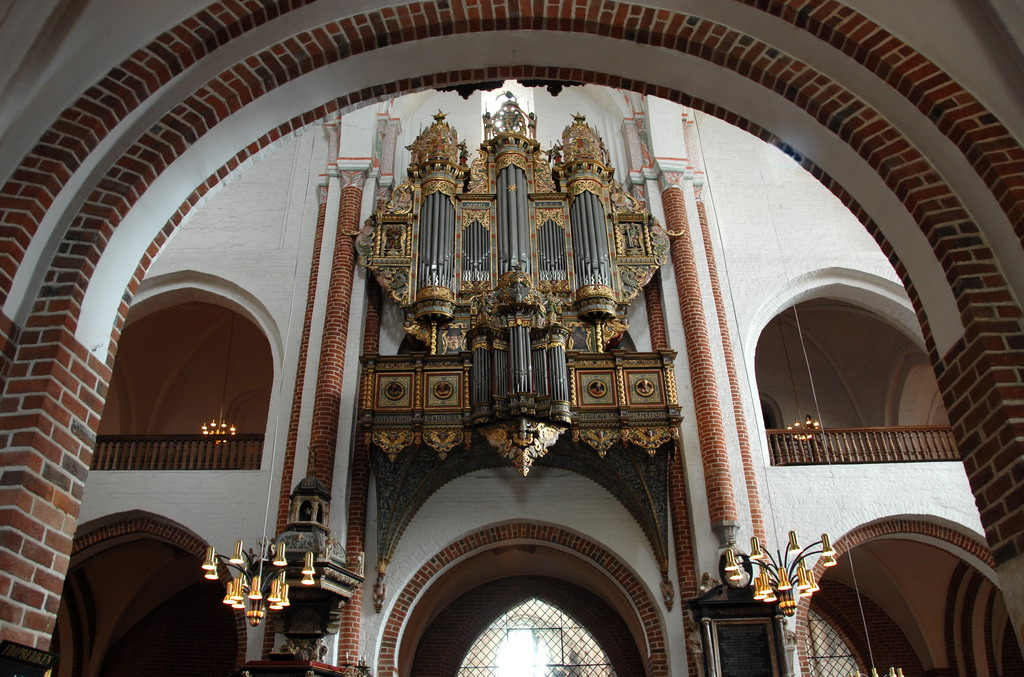
L'orgue (vue no 3).
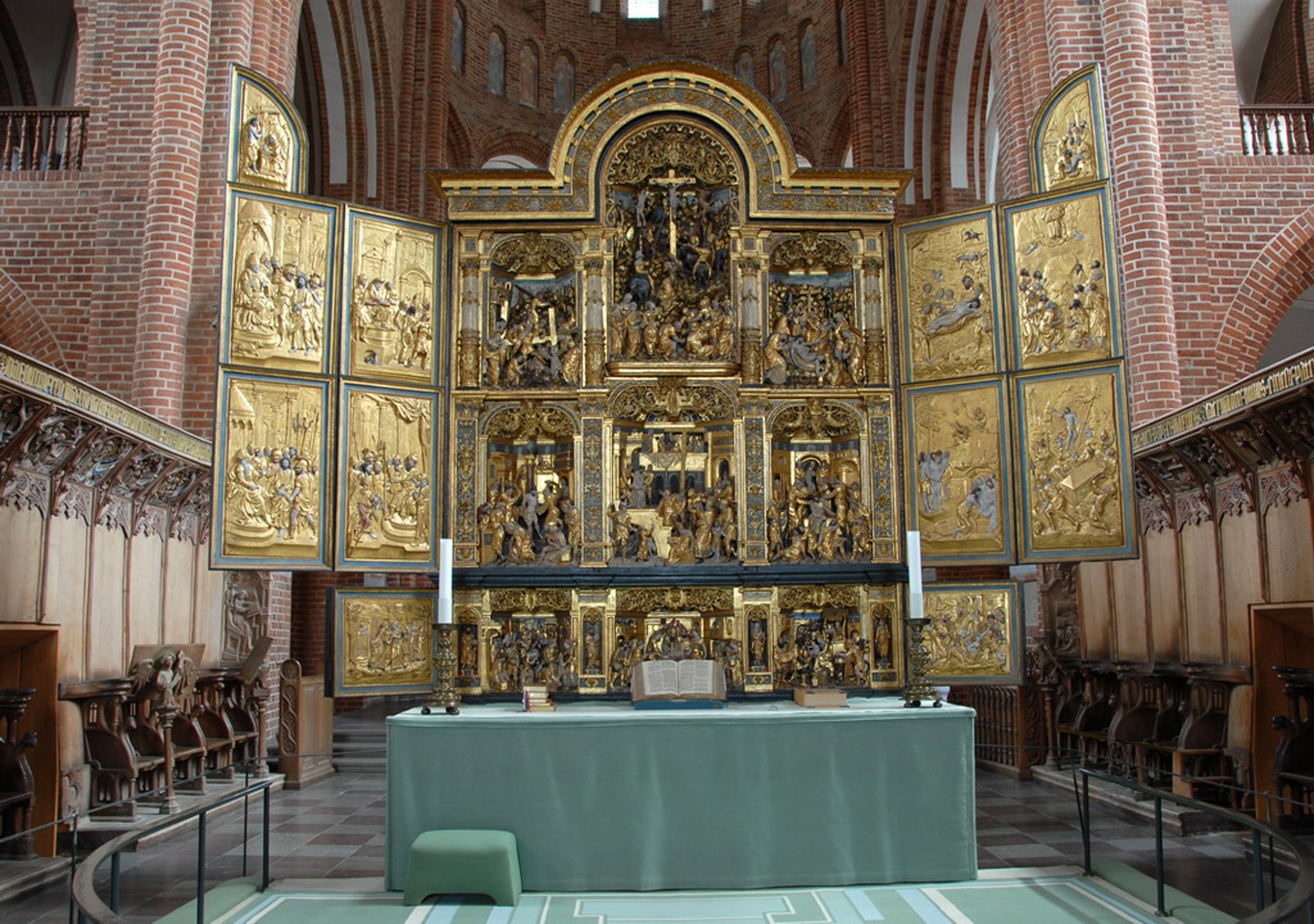
L'autel (vue de face).
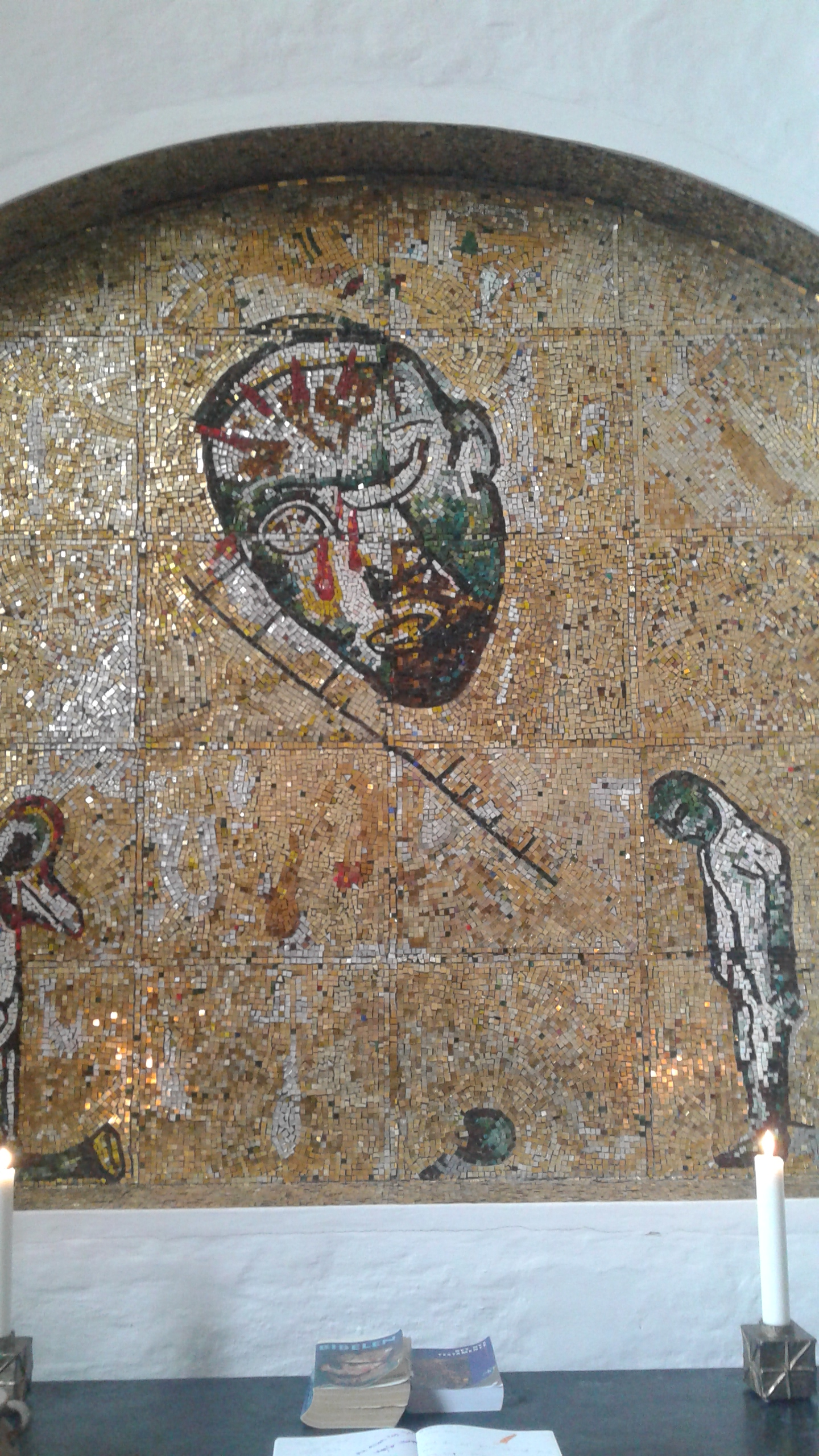
la cathédrale de Roskilde.
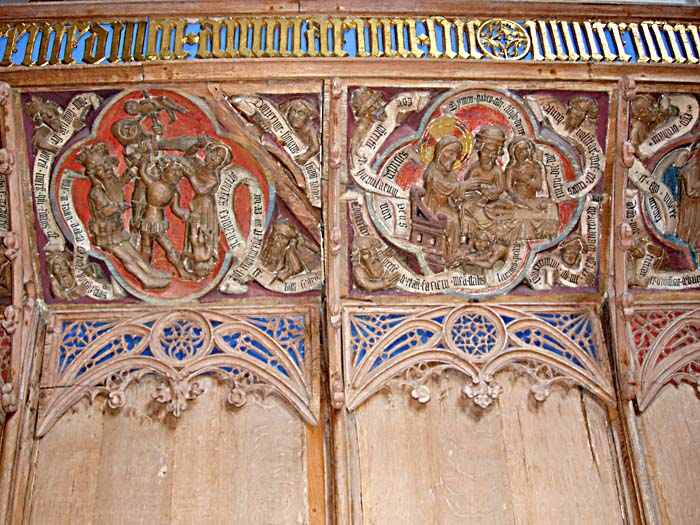
Détail des stalles.
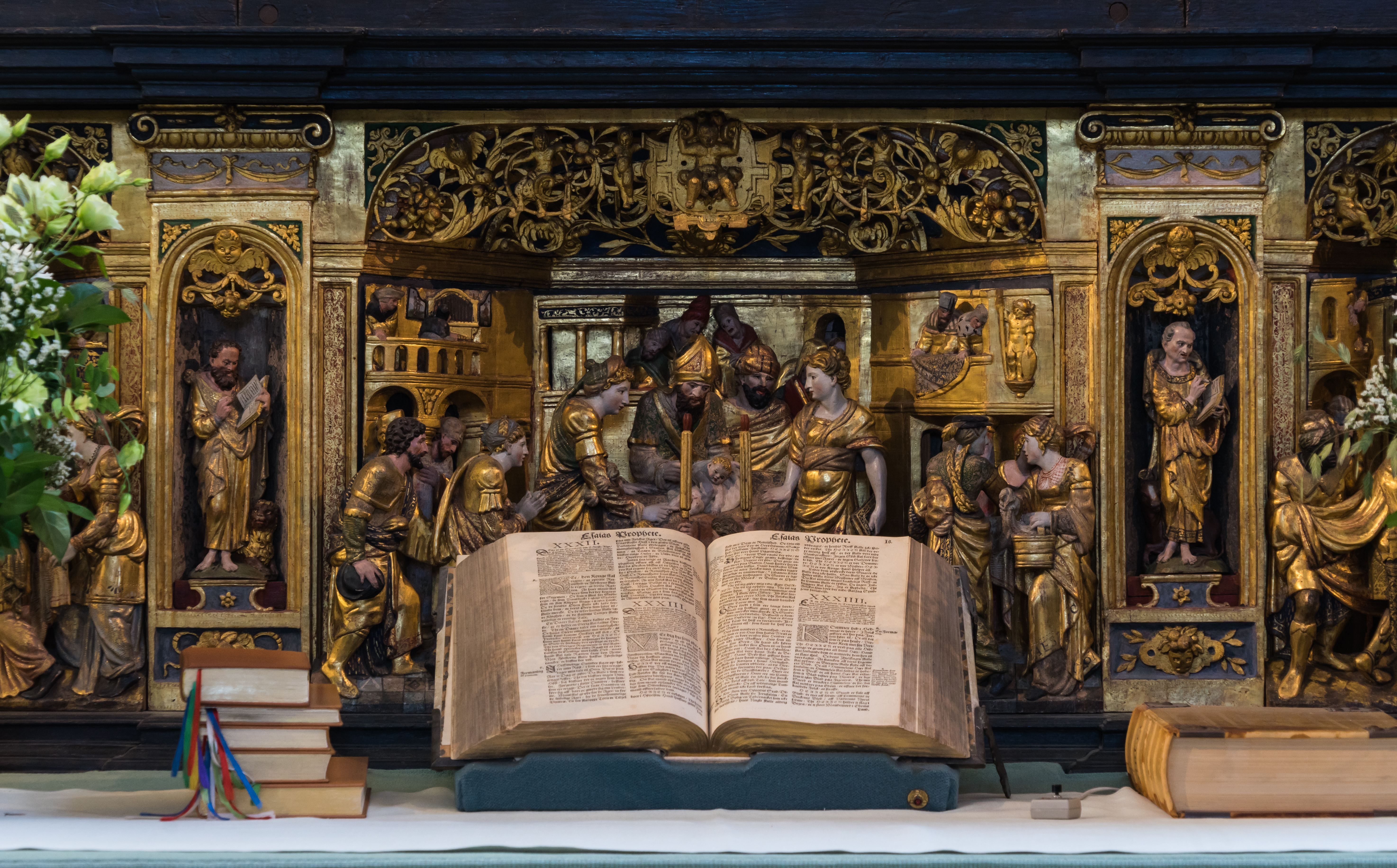
L'autel
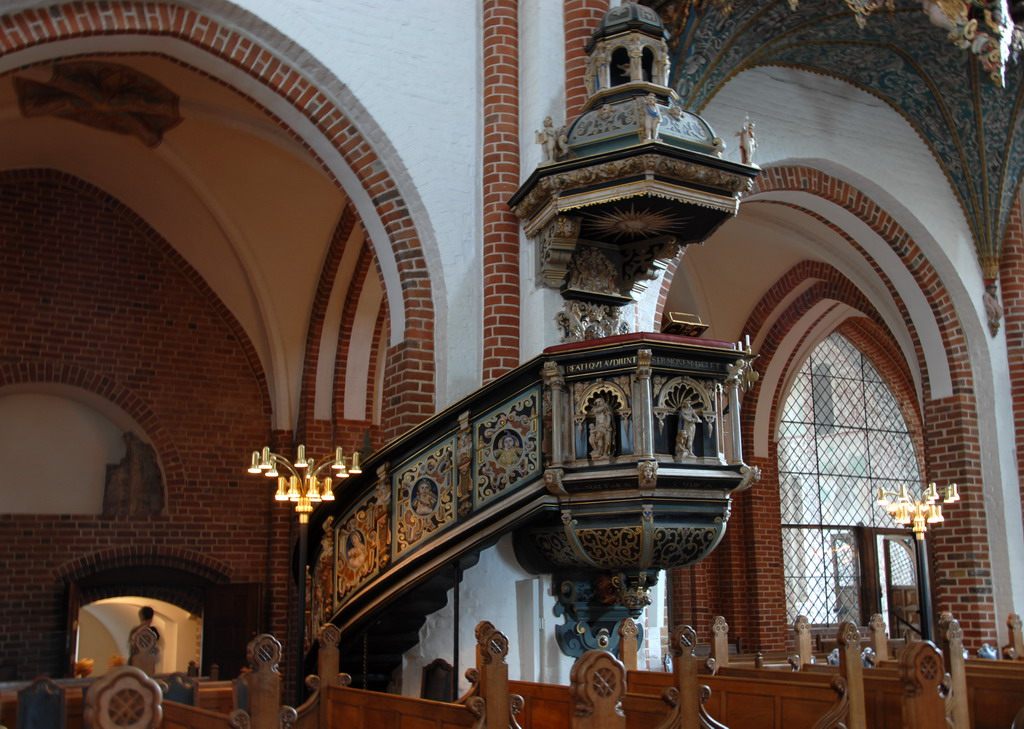
Chaire de grès datant de 1609.
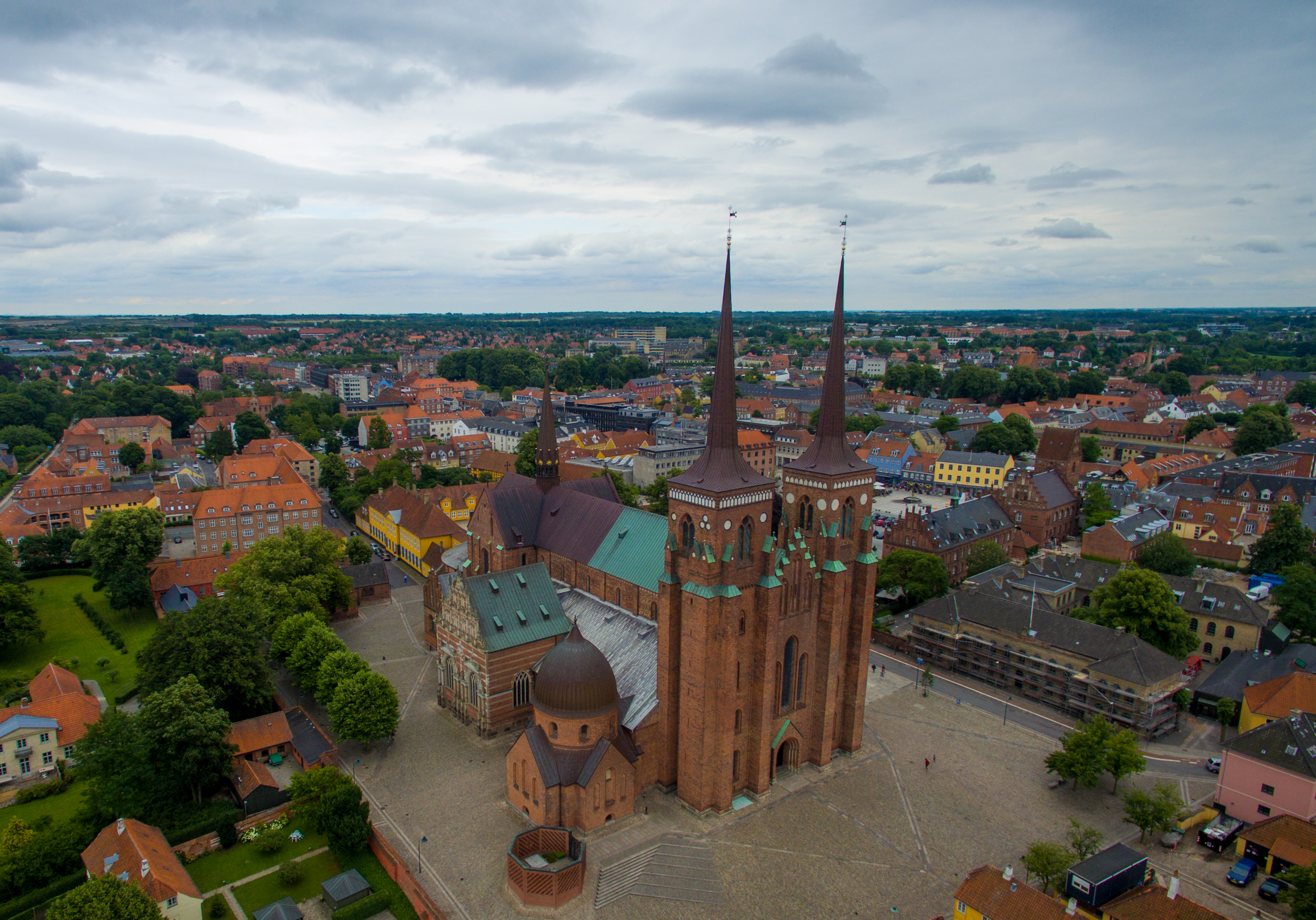
Sa situation dans la ville.
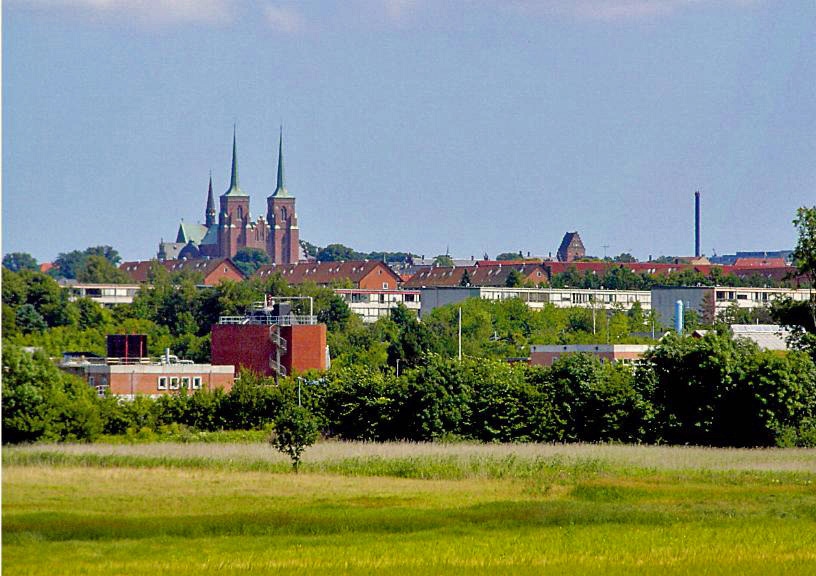
Vue générale de la cathédrale de Roskilde.

## Nécropole royale
La nécropole abrite les restes de nombreux membres de la famille royale danoise, dont vingt-deux souverains régnants. Leurs tombeaux ont été installés essentiellement dans le chœur de la cathédrale et dans quatre chapelles principales : les chapelles Christian Ier, Christian IV, Frédéric V et Christian IX.

### Chœur de la cathédrale

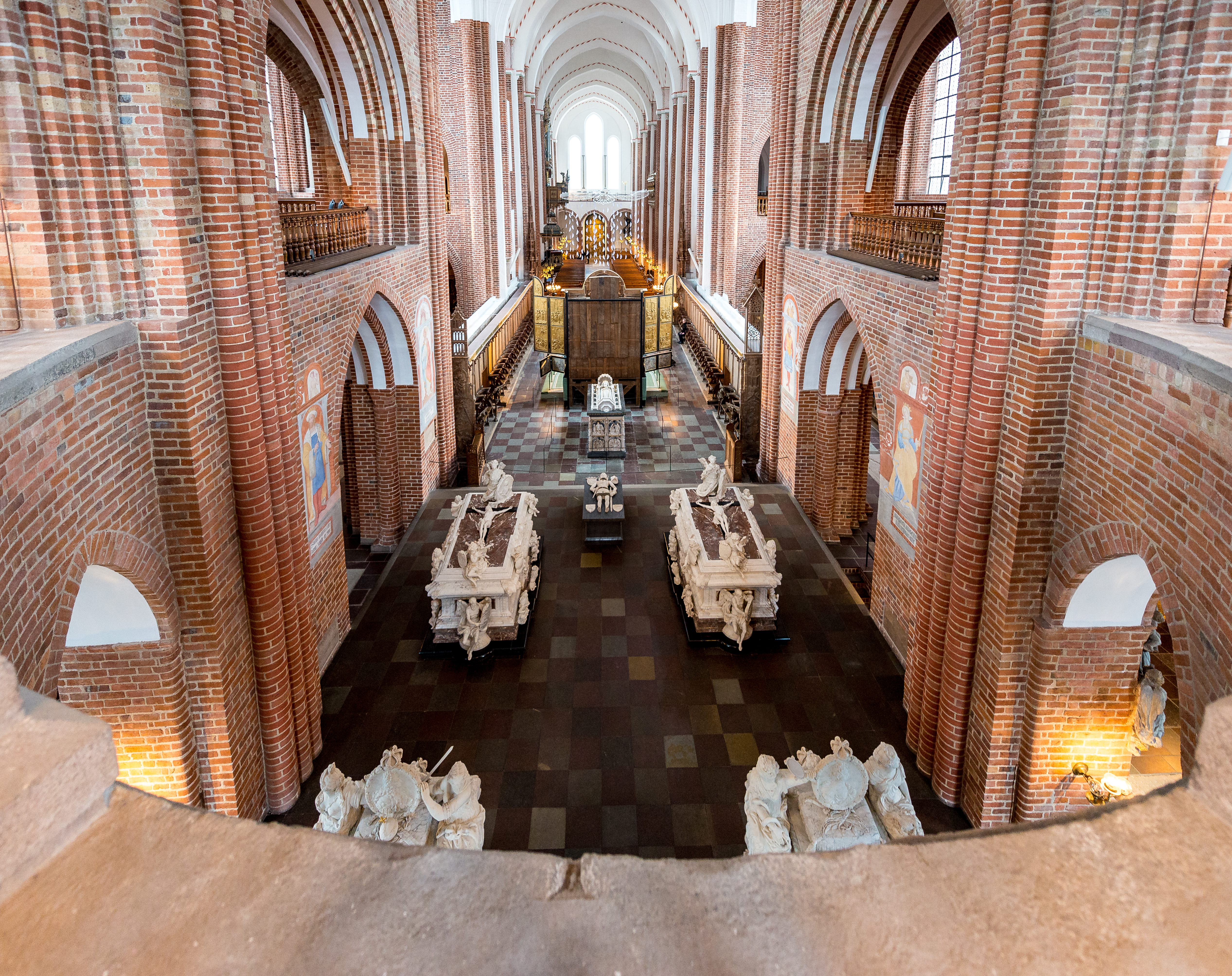
La cathédrale de Roskilde, nécropole royale.

1. Harald Ier de Danemark, roi de Danemark et de Norvège (910 - 1er novembre 987) (fils de Gorm de Danemark et de Thyra)
2. Sven Ier de Danemark, roi de Danemark, de Norvège et d'Angleterre (vers 960 - 3 février 1014) (fils de Harald Ier de Danemark et d'Aesa la Couturière)
3. Estrid de Danemark, princesse de Danemark (avant 1010 - entre 1057 et 1073) (fille de Sven Ier de Danemark et de Świętosława)
4. Sven II de Danemark, roi de Danemark (vers 1020 - 28 avril 1076) (fils d'Estrid de Danemark et d'Ulf Thorgilsson)
5. Christophe Valdemarsen de Danemark, prince de Danemark, duc de Lolland (vers 1341/1344 - 11 juin 1363) (fils de Valdemar IV de Danemark et d'Hedwige de Schleswig)
6. Marguerite Ire de Danemark, reine de Danemark, de Norvège et de Suède (1353 - 28 octobre 1412) (fille de Valdemar IV de Danemark et d'Hedwige de Schleswig)
7. Christian V de Danemark, roi de Danemark et de Norvège (15 avril 1646 - 25 août 1699) (fils de Frédéric III de Danemark et de Sophie-Amélie de Brunswick-Calenberg)
8. Charlotte Amélie de Hesse-Cassel, reine consort de Danemark et de Norvège (27 avril 1650 - 27 mars 1714) (épouse de Christian V de Danemark)
9. Frédéric IV de Danemark, roi de Danemark et de Norvège (11 octobre 1671 - 12 octobre 1730) (fils de Christian V de Danemark et de Charlotte Amélie de Hesse-Cassel)
10. Louise de Mecklembourg-Gustrow, reine consort de Danemark et de Norvège (28 août 1667 - 15 mars 1721) (première épouse de Frédéric IV de Danemark)

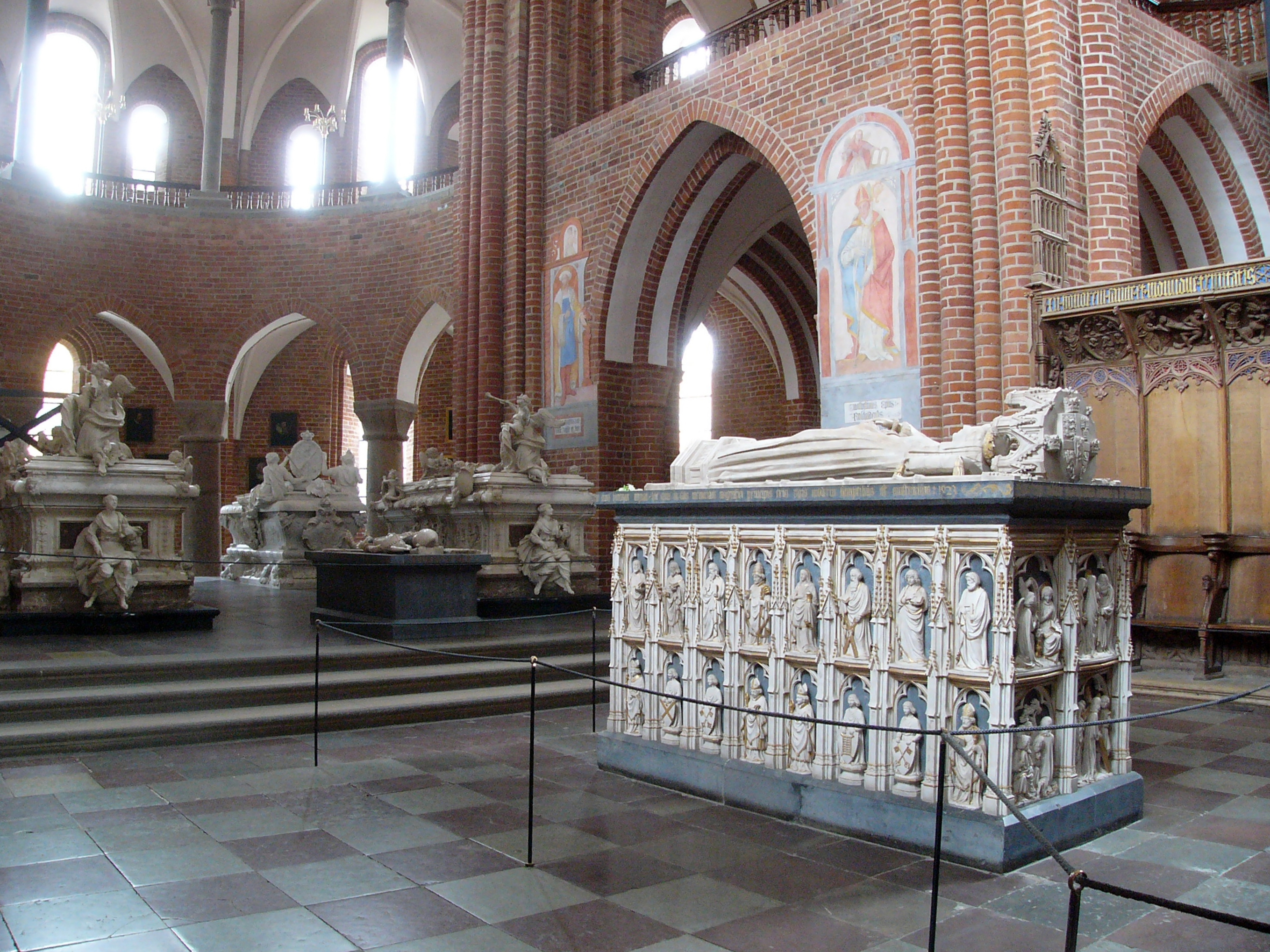
Tombeau de Marguerite Ire de Danemark derrière l'autel.
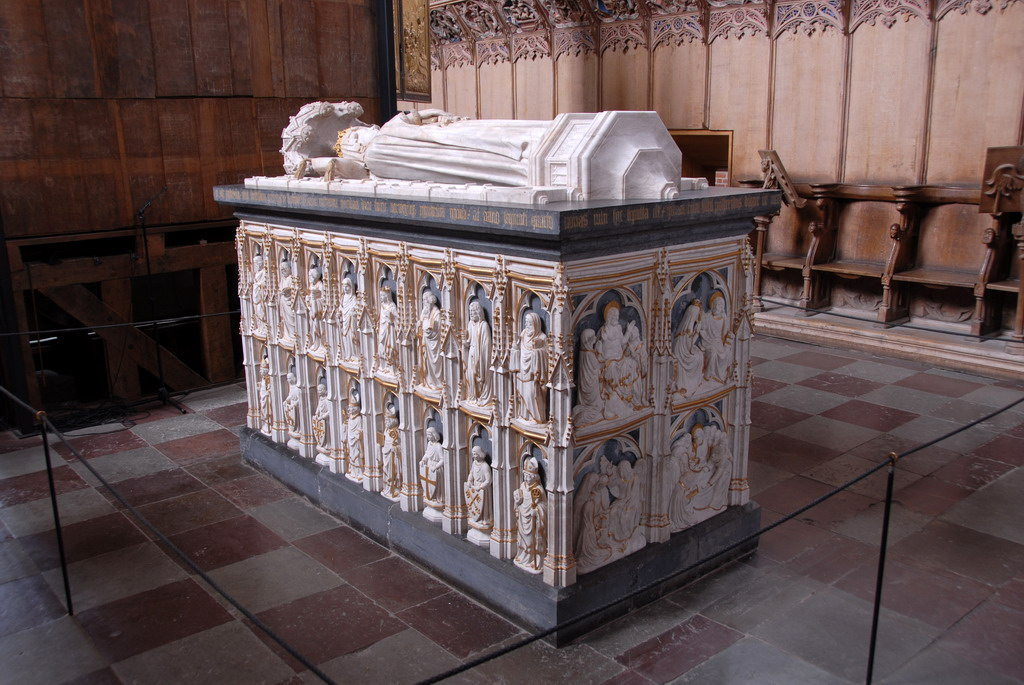
Tombeau de Marguerite Ire de Danemark.
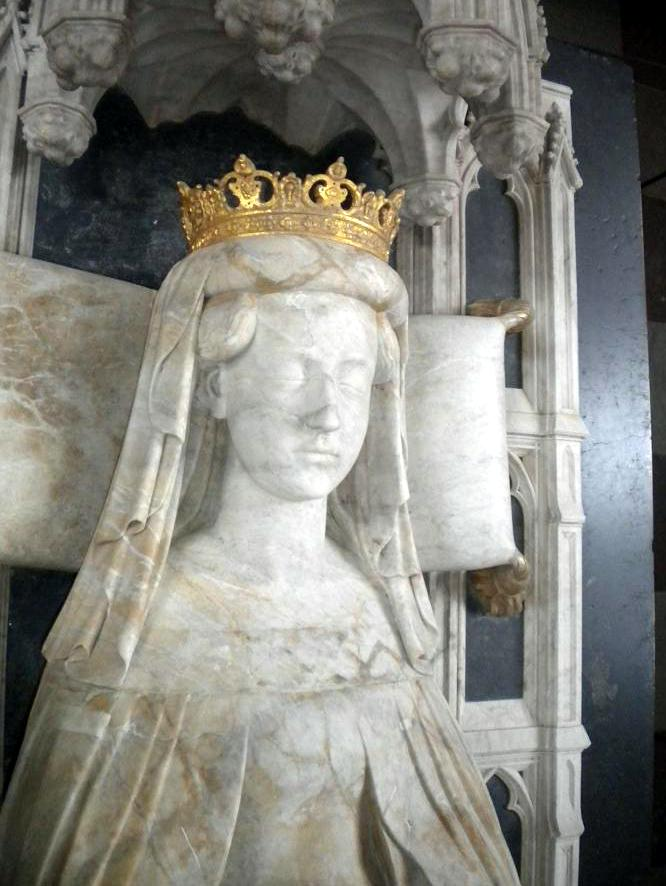
Détail du gisant de Marguerite Ire de Danemark.
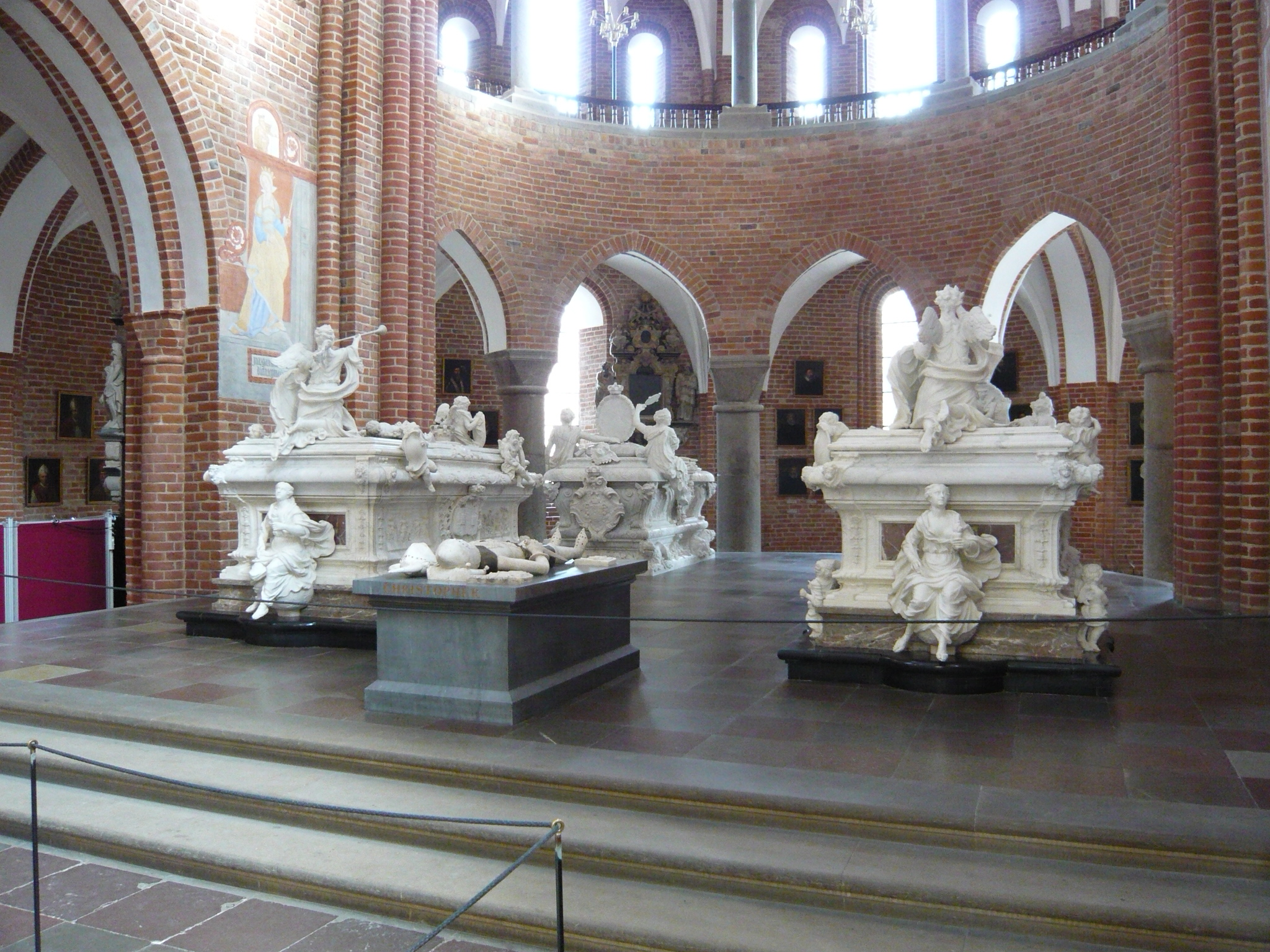
Tombeaux de Christophe Valdemarsen (au centre), de Louise de Mecklembourg-Gustrow (à gauche) et de Frédéric IV de Danemark (à droite).
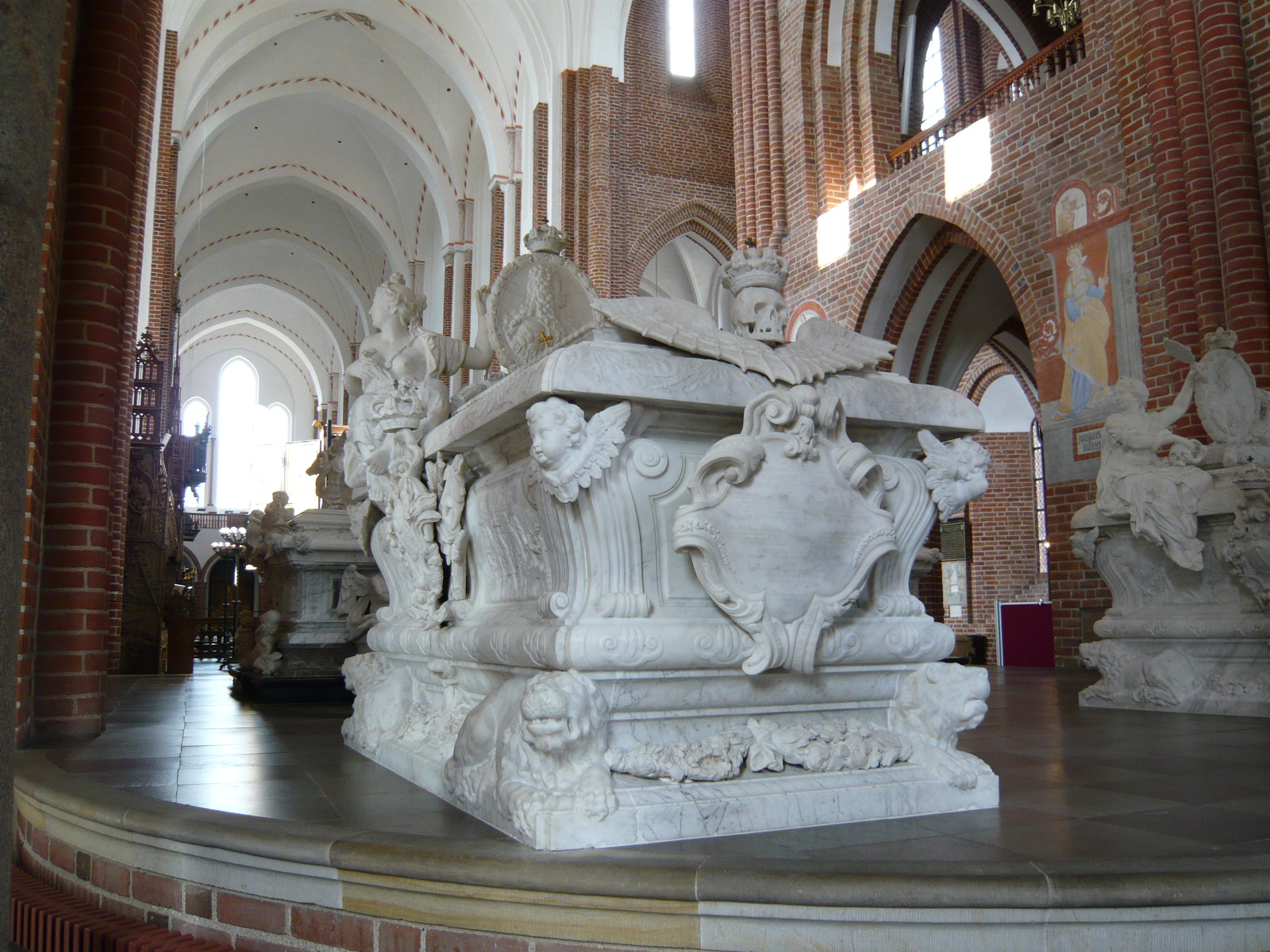
Tombeau de Christian V de Danemark.
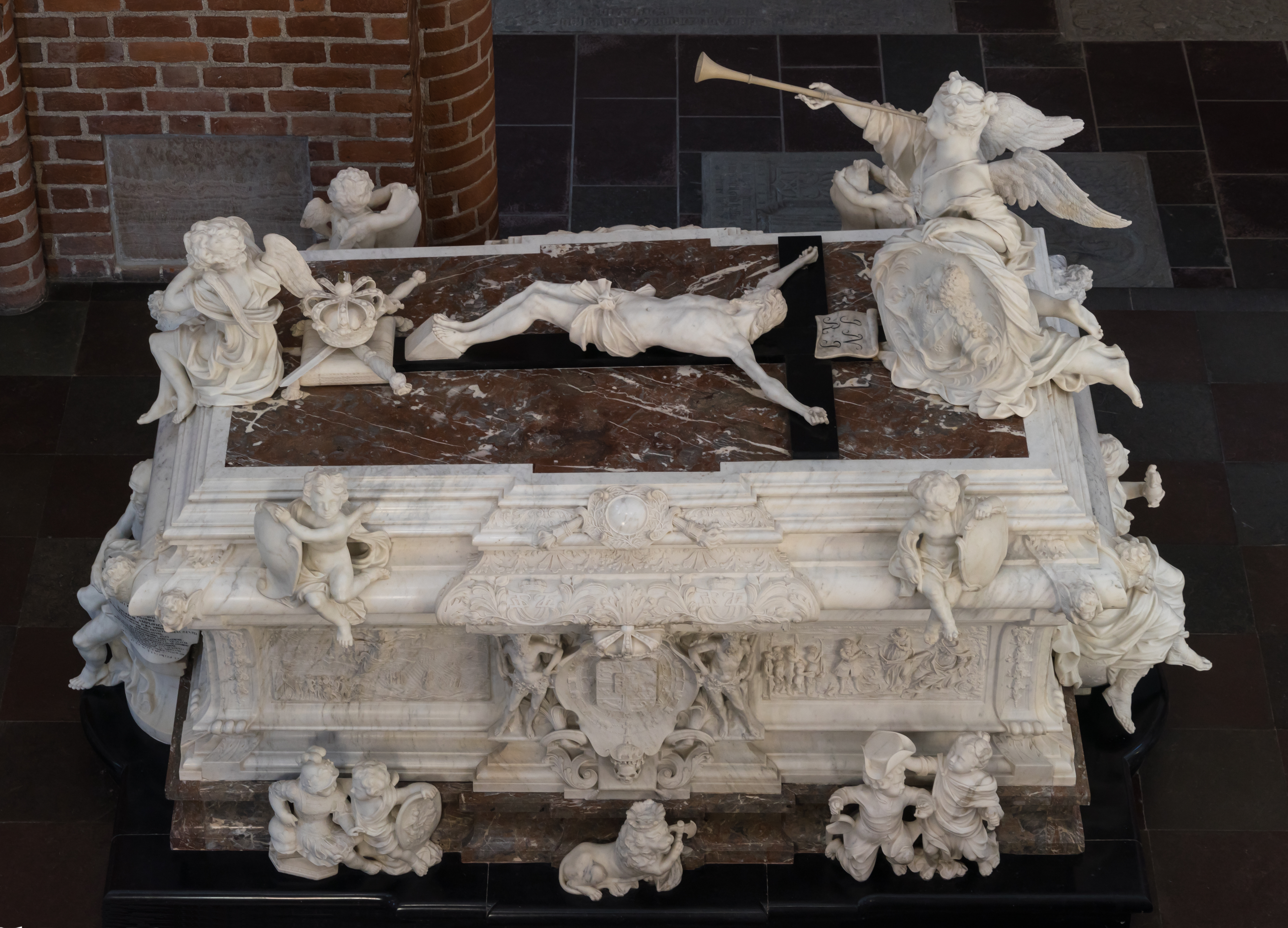
Sarcophage du roi Frédéric IV de Danemark,

### Chapelle de la Tour Nord

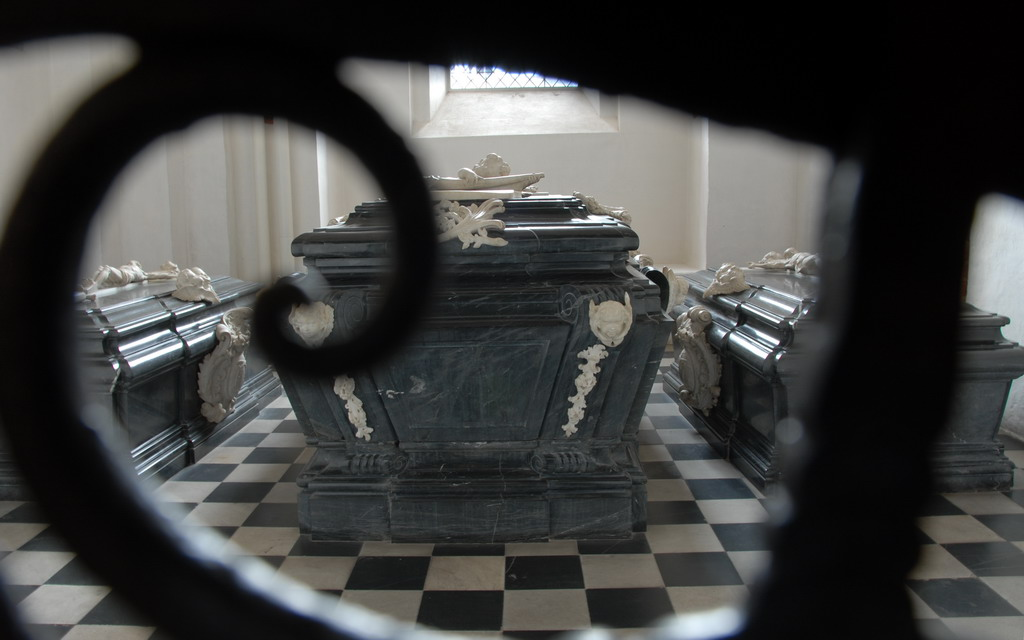
Vue de l'intérieur de la chapelle de la Tour Nord avec au centre le tombeau d'Anne-Sophie de Reventlow.

La seconde épouse du roi Frédéric IV, la reine Anne-Sophie de Reventlow, n'est pas inhumée avec son époux dans le chœur de la cathédrale mais dans la chapelle de la tour nord avec ses trois enfants morts en bas âge.
1. Anne-Sophie de Reventlow, reine consort de Danemark et de Norvège (16 avril 1693 – 7 janvier 1743) (seconde épouse de Frédéric IV de Danemark)
2. Christine Amélie de Danemark, princesse de Danemark (23 octobre 1723 - 7 janvier 1724) (fille de Frédéric IV de Danemark et d'Anne-Sophie de Reventlow)
3. Frédéric Christian de Danemark, prince de Danemark (1er juin 1726 - 15 mai 1727) (fils de Frédéric IV de Danemark et d'Anne-Sophie de Reventlow)
4. Charles de Danemark, prince de Danemark (16 février 1728 - 8 juillet 1729) (fils de Frédéric IV de Danemark et d'Anne-Sophie de Reventlow)

### Chapelle ChristianIer
La chapelle Christian Ier a été construite dans les années 1460 et est située dans le coin sud-ouest de la cathédrale. Christian Ier et son épouse ont été enterrés sous le sol où une pierre en marque les tombes. Le souverain n'a pas de tombeau, c'est la chapelle elle-même qui est son véritable tombeau.
Un point d'intérêt de la chapelle est la colonne dite du Roi, sur laquelle la taille de divers souverains européens ont été notés. Les trois plus grands souverains inscrits sont : Christian Ier de Danemark (219,5 cm), le tsar de Russie Pierre Ier de Russie (208,4 cm) et Christian X de Danemark (199,4 cm). Les trois plus petits inscrits sont : Frédéric VI de Danemark (170,9 cm), le roi du Siam Rama V (165,4 cm) et Christian VII de Danemark (164,1 cm).
1. Christian Ier de Danemark, roi de Danemark, de Norvège et de Suède (février 1426 - 21 mai 1481) (fils de Thierry d'Oldenbourg et d'Hedwige de Schleswig-Holstein)
2. Dorothée de Brandebourg-Külmbach, reine consort de Danemark, de Norvège et de Suède (1430 - 25 novembre 1495) (épouse de Christophe III de Danemark puis de Christian Ier de Danemark)
3. Christian III de Danemark, roi de Danemark et de Norvège (12 août 1503 - 1er janvier 1559) (fils de Frédéric Ier de Danemark et d'Anne de Brandebourg)
4. Dorothée de Saxe-Lauenbourg, reine consort de Danemark et de Norvège (9 juillet 1511 - 7 octobre 1571) (épouse de Christian III de Danemark)
5. Frédéric II de Danemark, roi de Danemark et de Norvège (1er juillet 1534 - 4 avril 1588) (fils de Christian III de Danemark et de Dorothée de Saxe-Lauenbourg)
6. Sophie de Mecklenburg-Güstrow, reine consort de Danemark et de Norvège (4 septembre 1557 - 14 octobre 1631) (épouse de Frédéric II de Danemark)

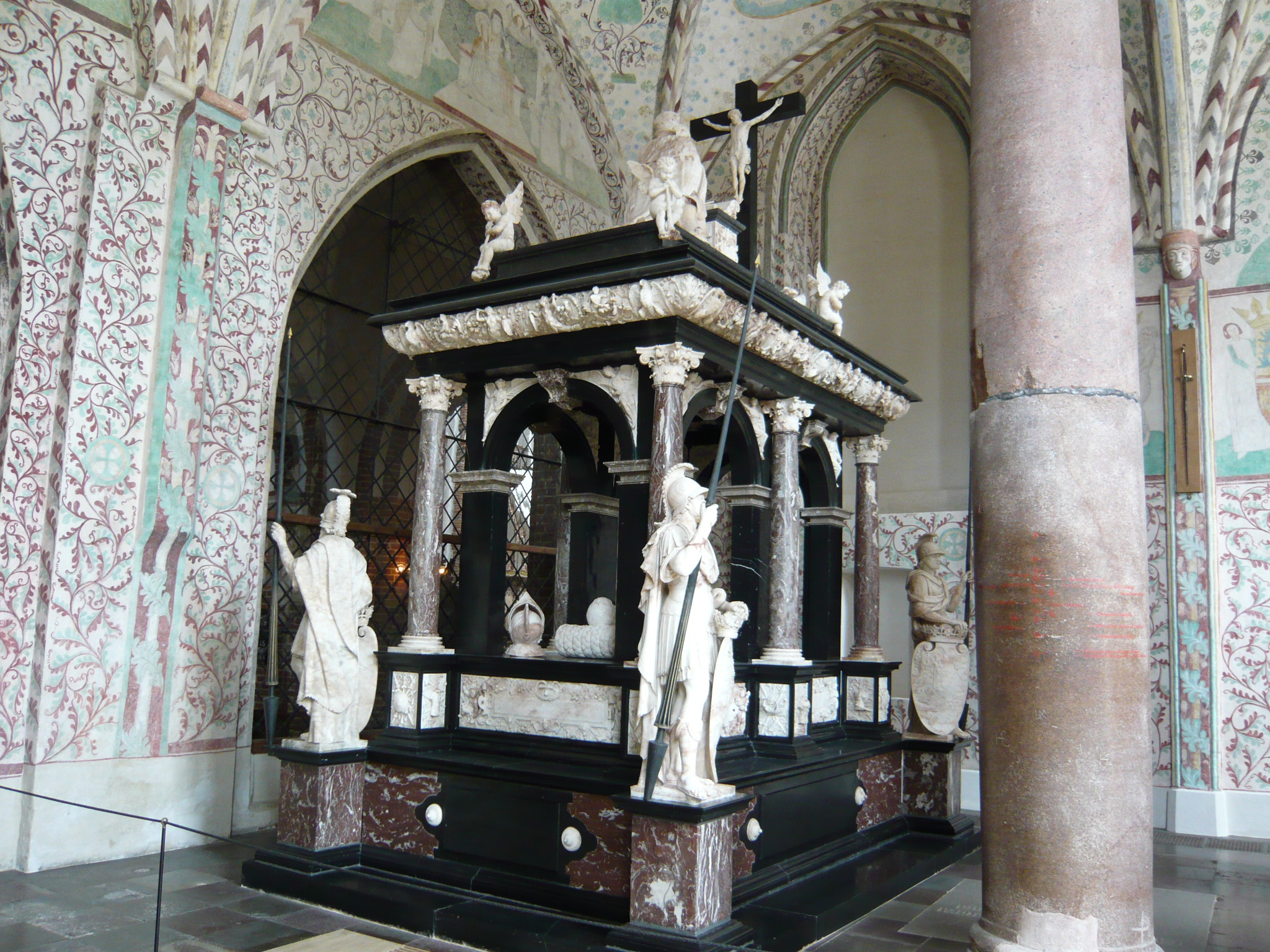
Tombeau de Christian III de Danemark et de Dorothée de Saxe-Lauenbourg, à droite la colonne du roi est visible.
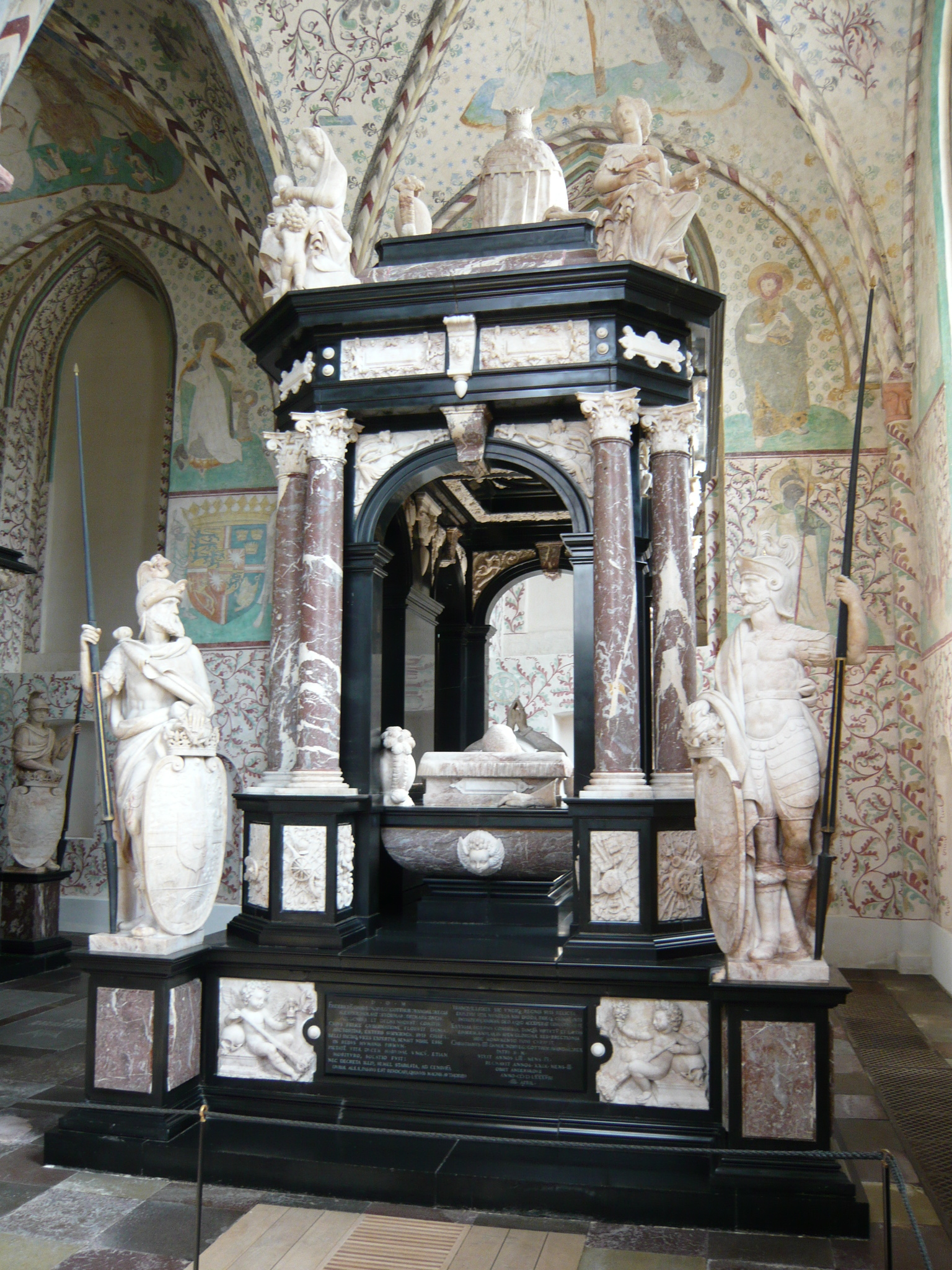
Tombeau de Frédéric II de Danemark et de Sophie de Mecklenburg-Güstrow.
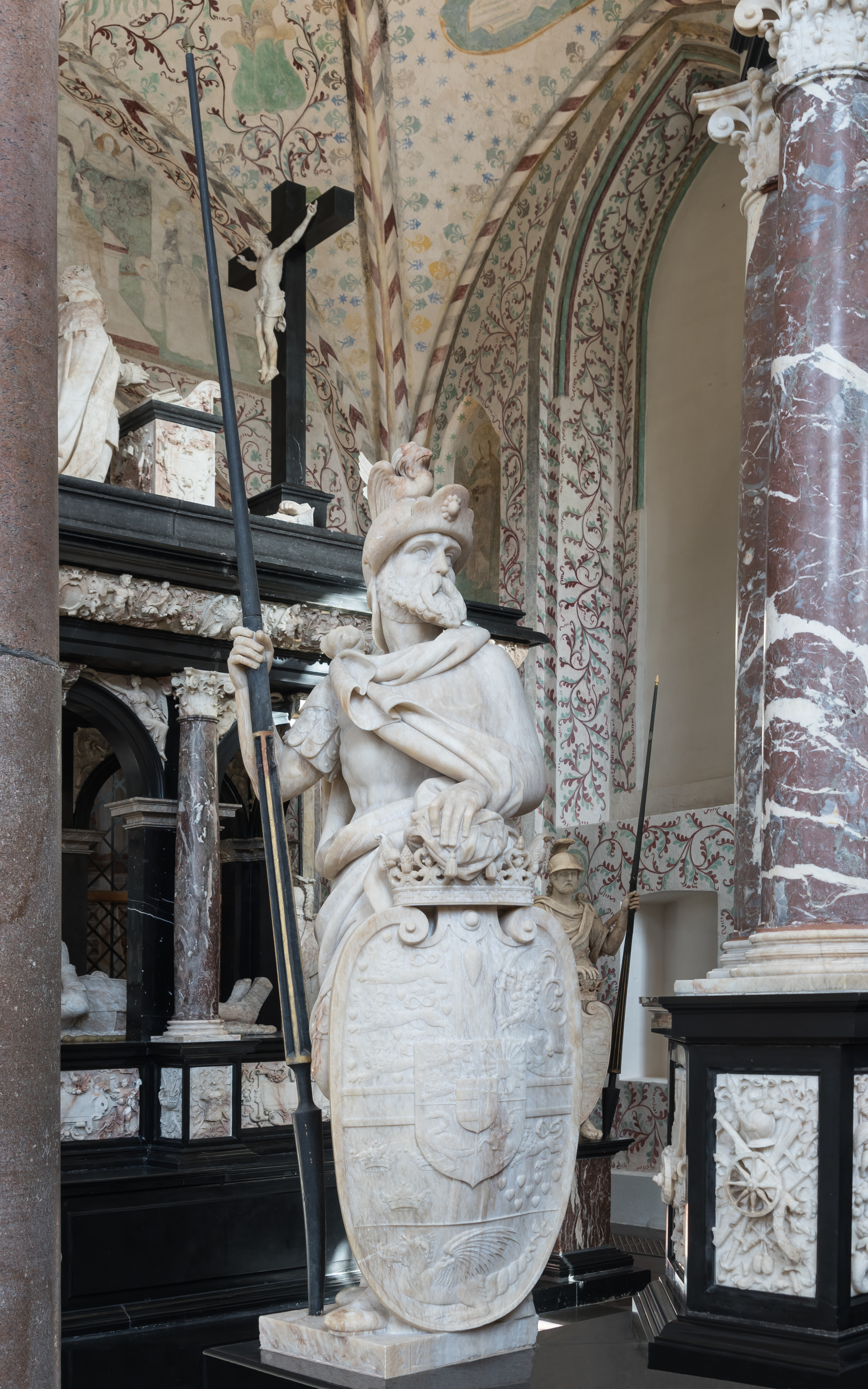
La chapelle Christian Ier.
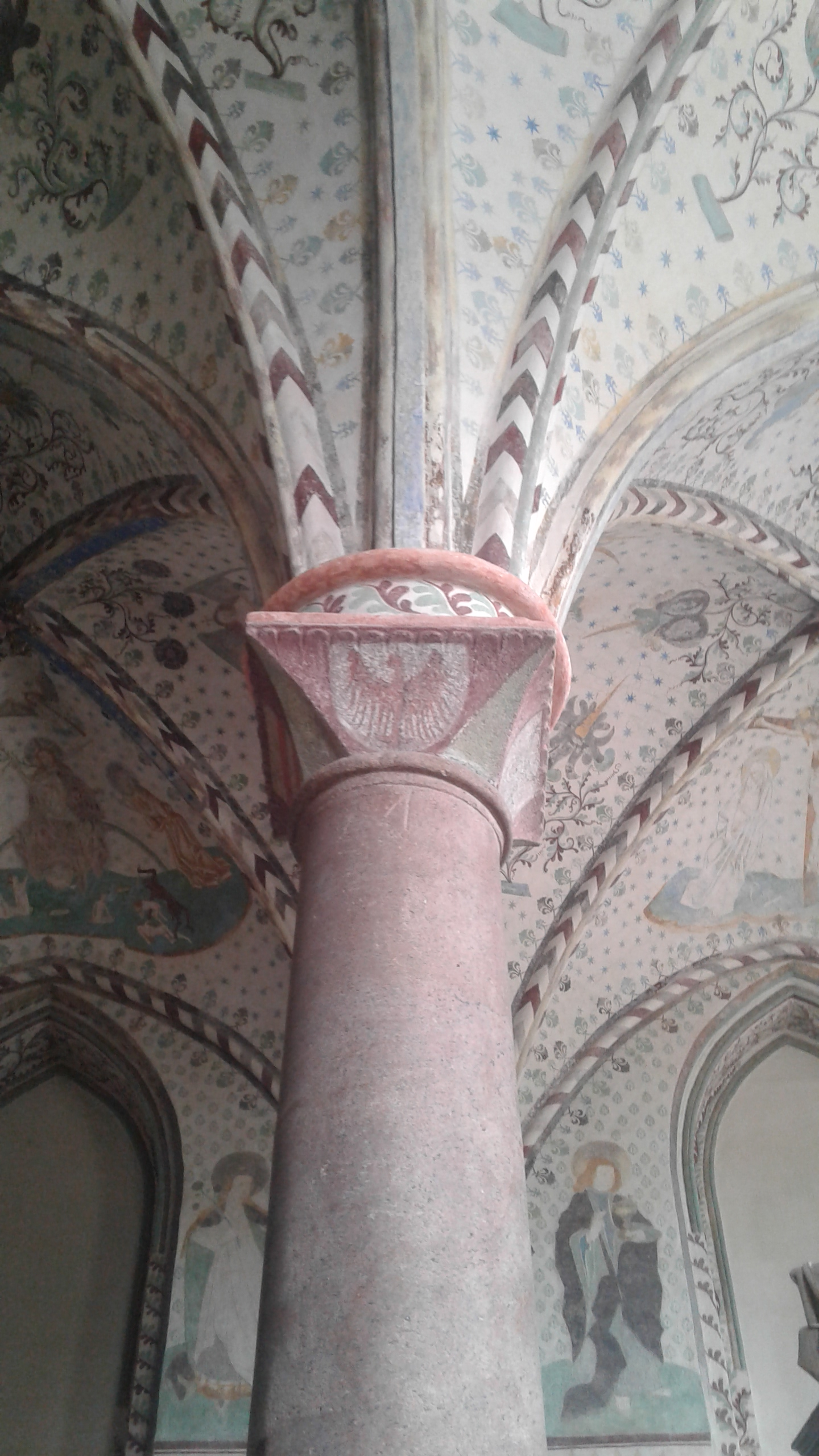
La chapelle Christian Ier.
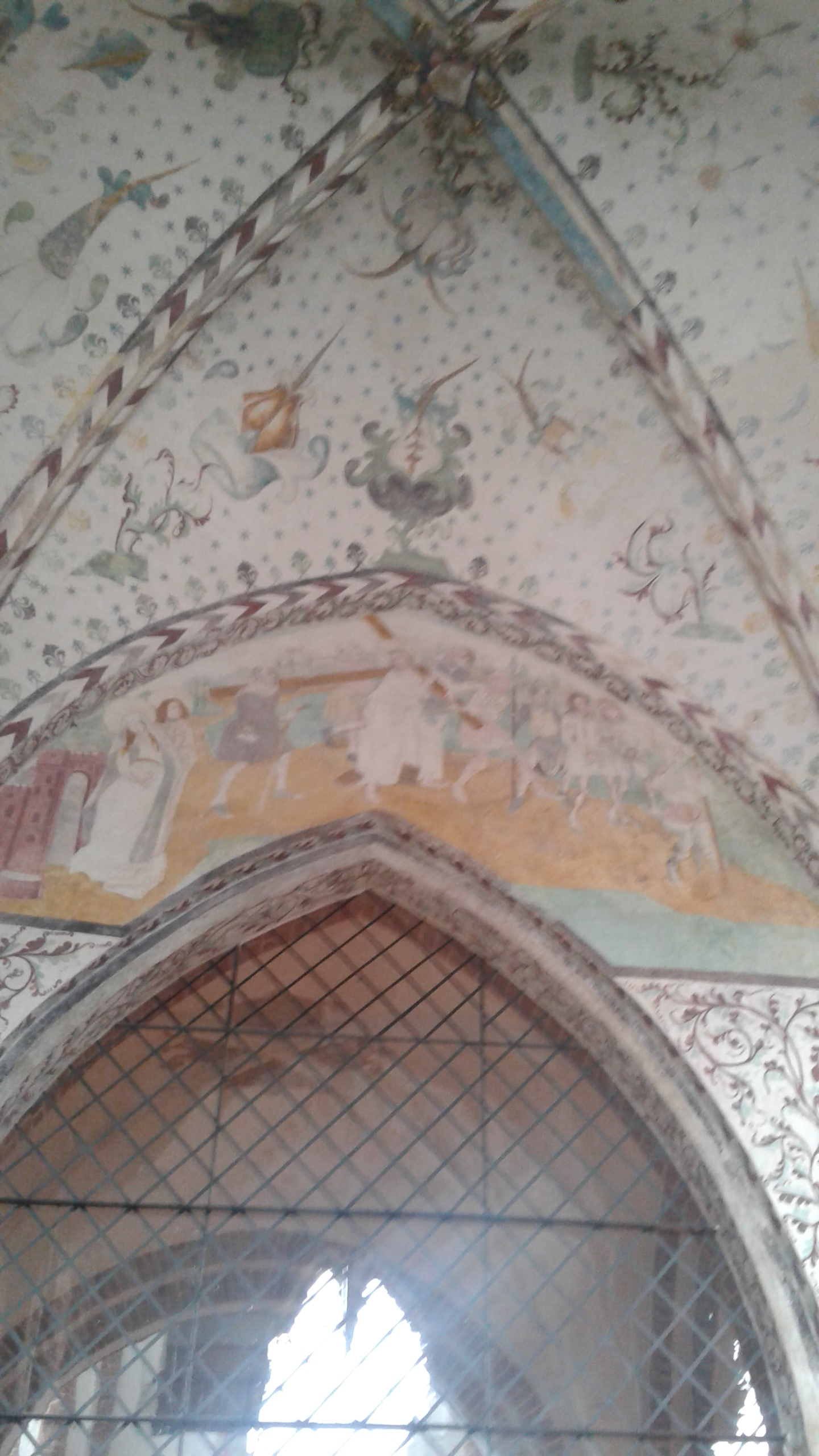
La chapelle Christian Ier.

### Chapelle ChristianIV
La chapelle Christian IV a été construite entre 1613 et 1623 et est située au nord-ouest de la cathédrale.
1. Christian IV de Danemark, roi de Danemark et de Norvège (12 avril 1577 - 28 février 1648) (fils de Frédéric II de Danemark et de Sophie de Mecklenburg-Güstrow)
2. Anne-Catherine de Brandebourg, reine consort de Danemark et de Norvège (26 juin 1575 - 9 mars 1612) (première épouse de Christian IV de Danemark)
3. Christian de Danemark, prince héritier de Danemark et de Norvège (10 avril 1603 - 2 juin 1647) (fils de Christian IV de Danemark et d'Anne-Catherine de Brandebourg)
4. Frédéric III de Danemark, roi de Danemark et de Norvège (18 mars 1609 - 9 février 1670) (fils de Christian IV de Danemark et d'Anne-Catherine de Brandebourg)
5. Sophie-Amélie de Brunswick-Calenberg, reine consort de Danemark et de Norvège (24 mars 1628 - 20 février 1685) (épouse de Frédéric III de Danemark)

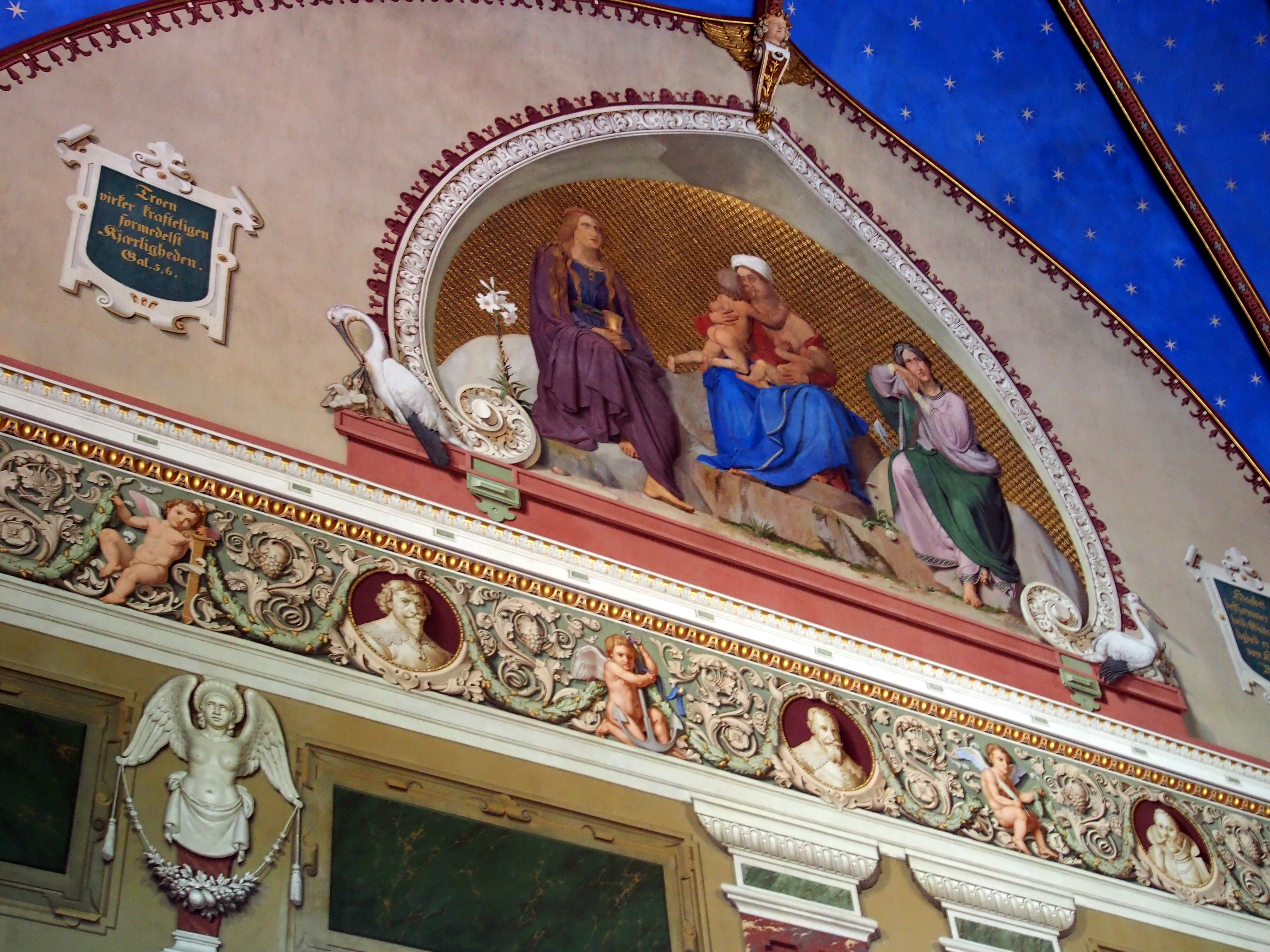
Vue de la chapelle Christian IV.
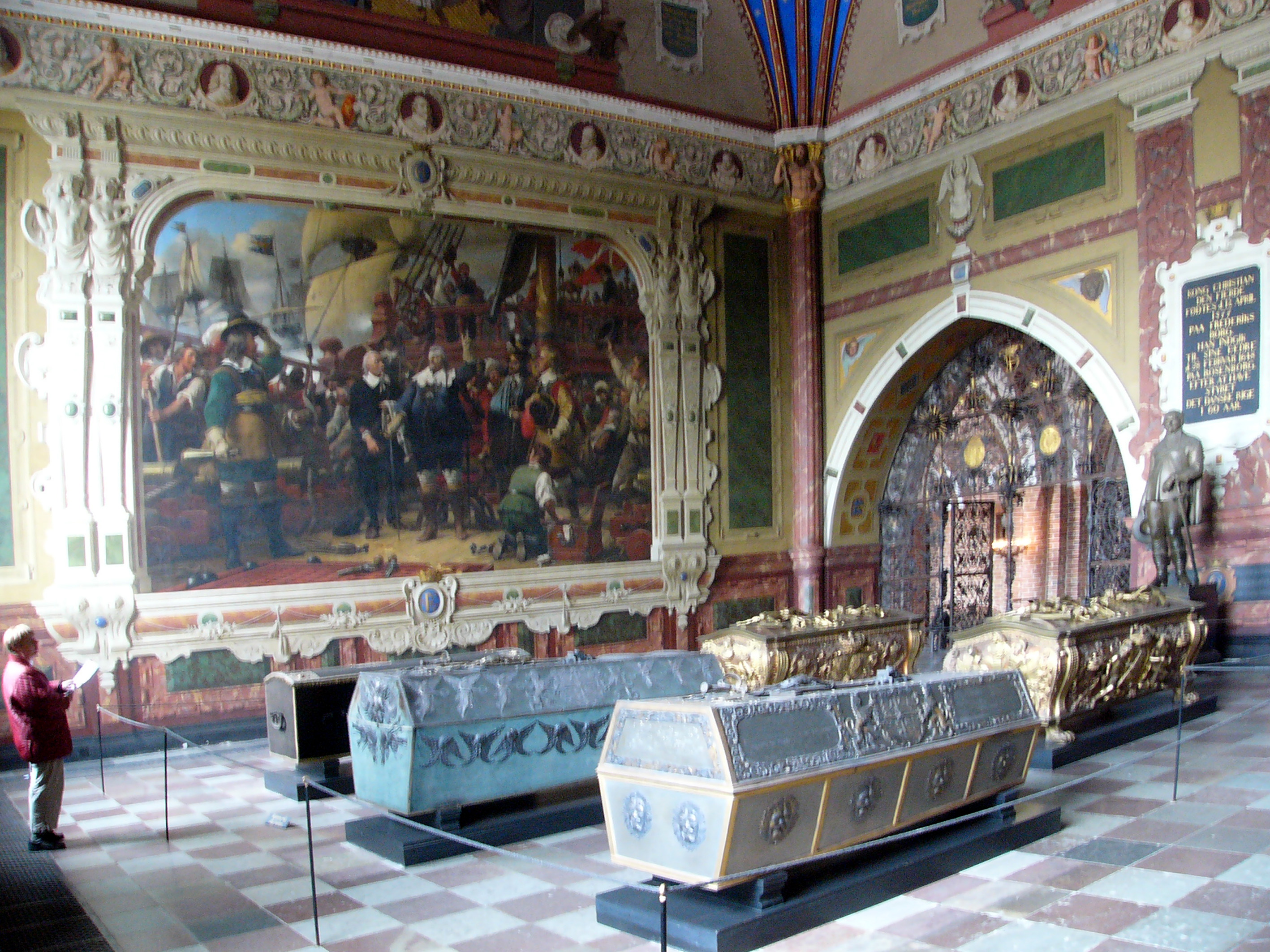
Vue de la chapelle Christian IV.
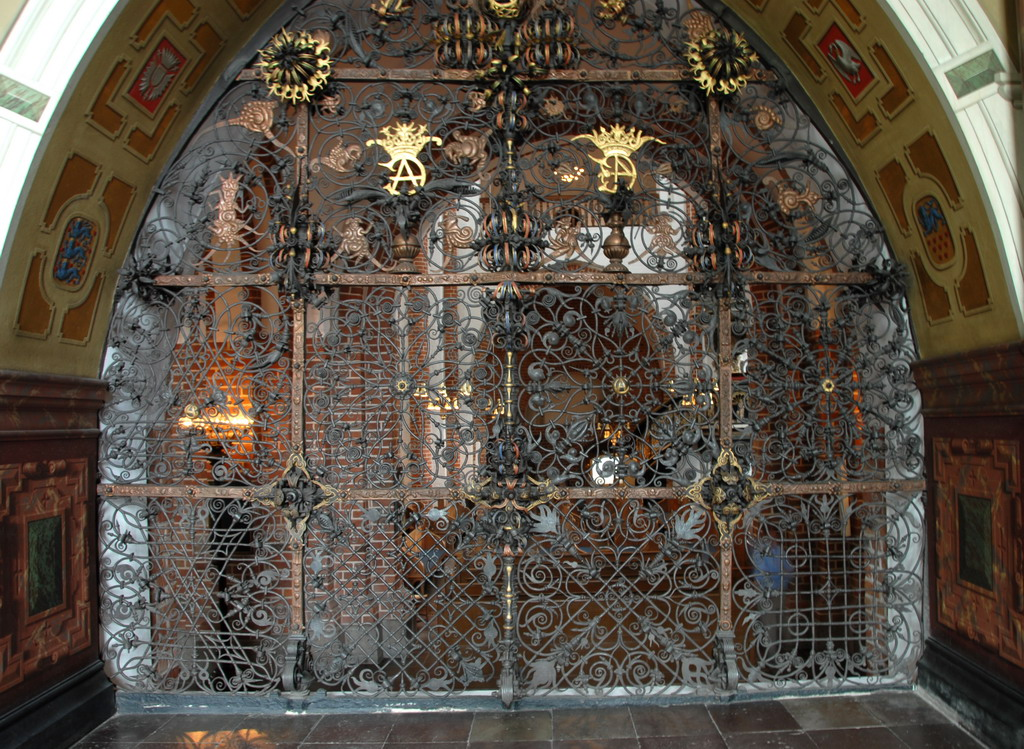
Grille de la chapelle Christian IV.
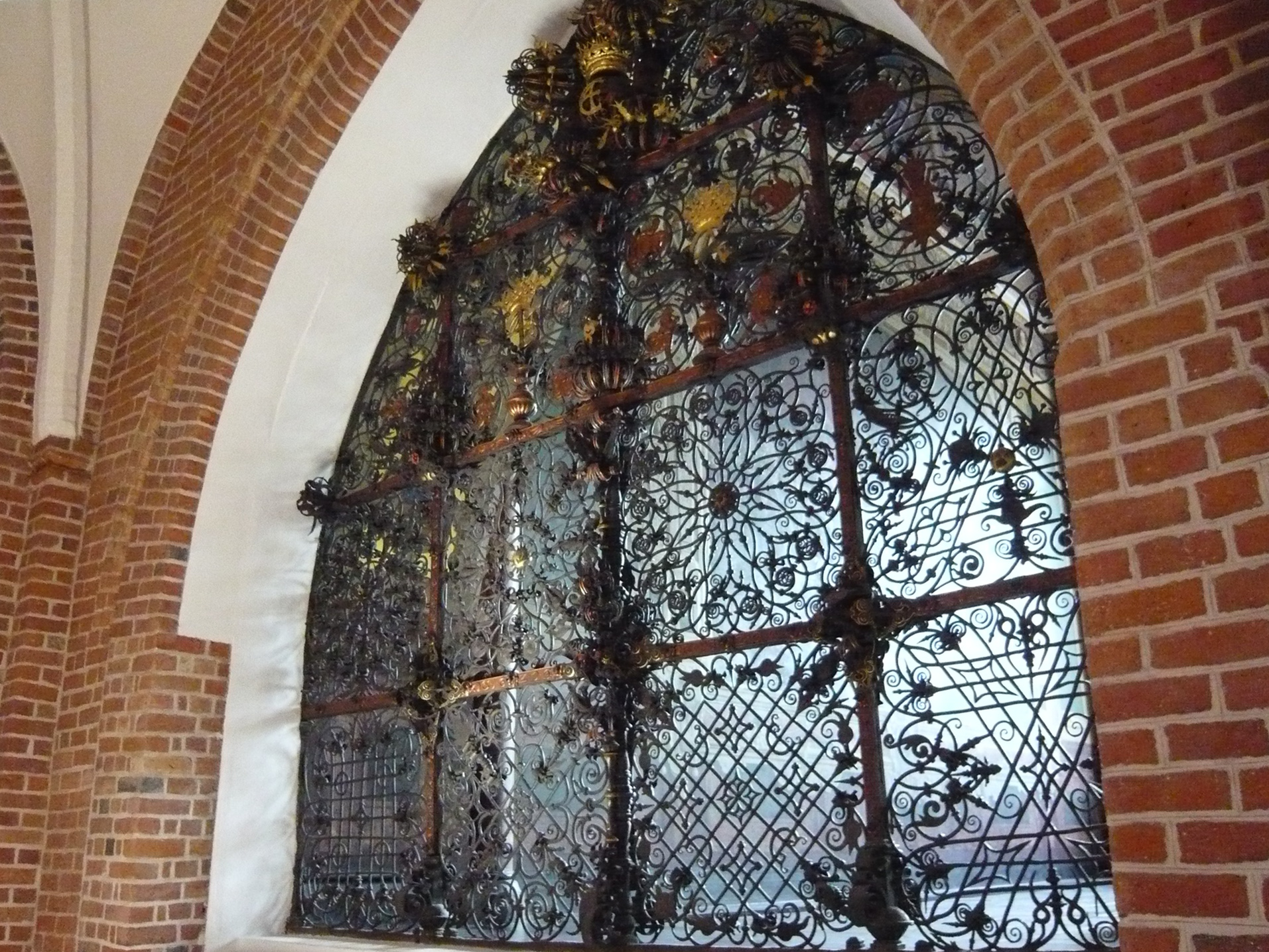
Grille de la chapelle Christian IV.
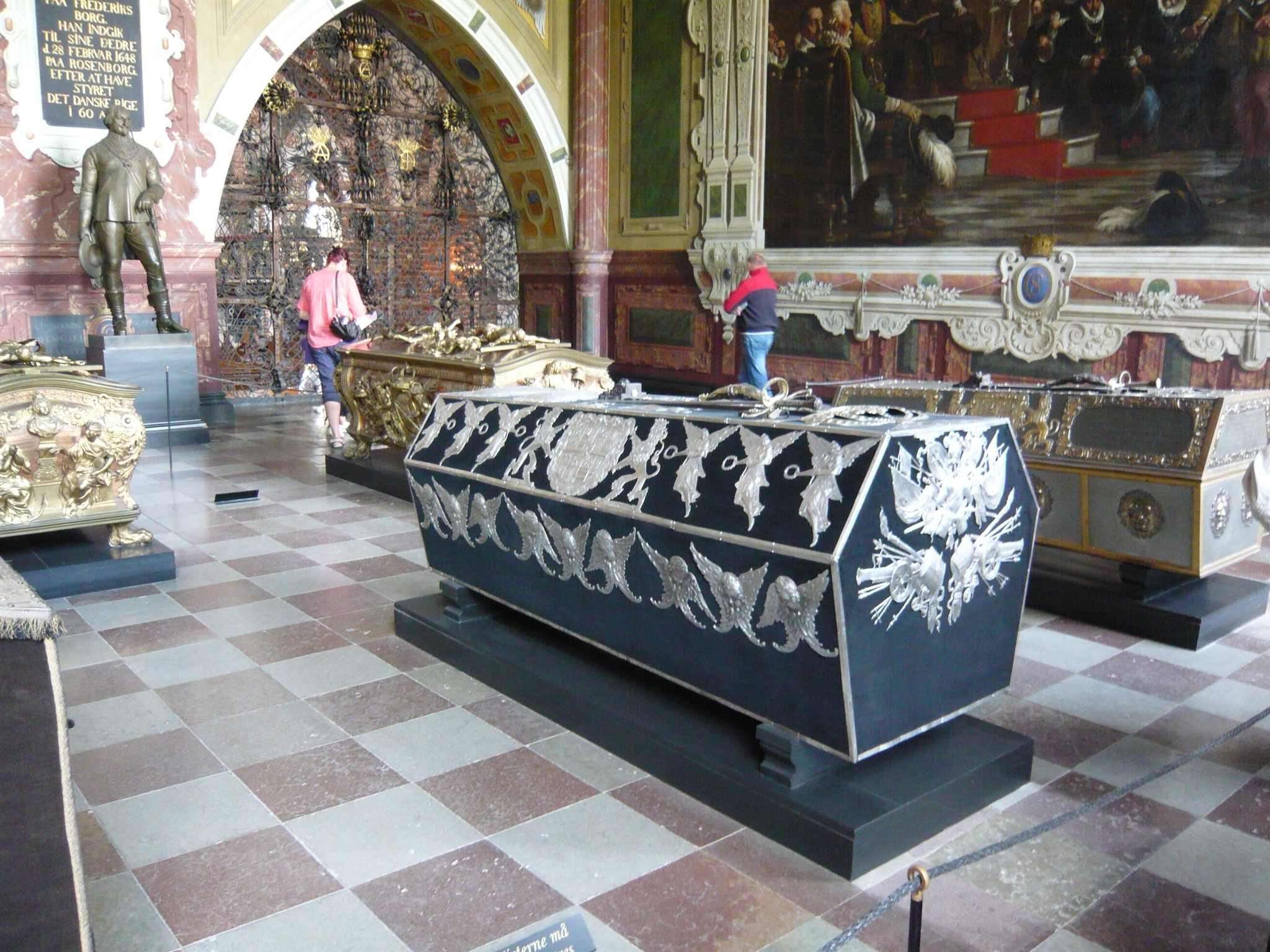
Tombeau de Christian IV de Danemark.
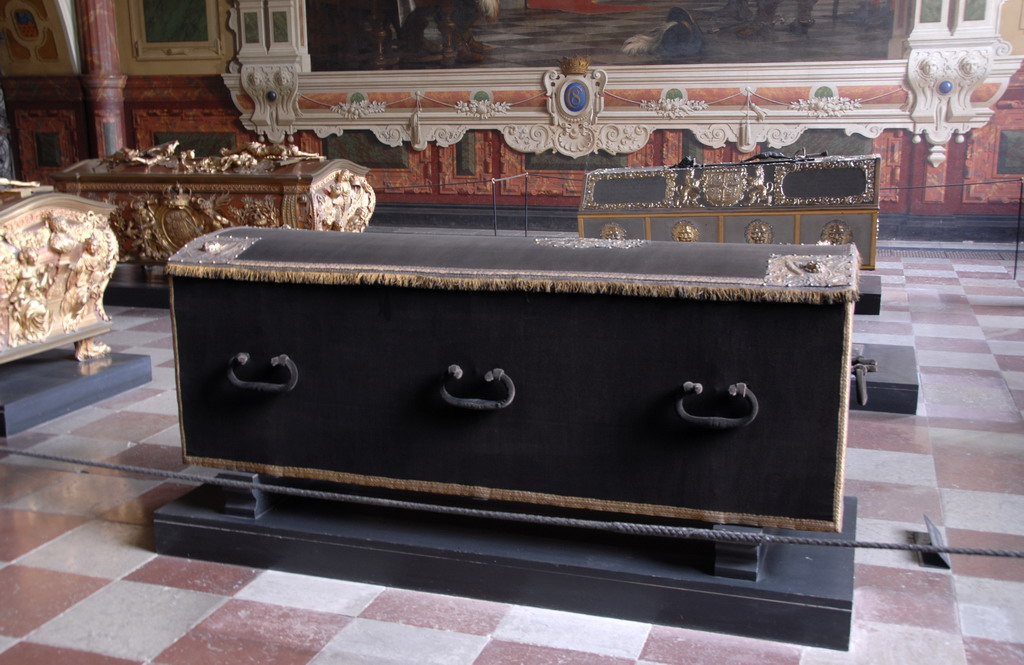
Tombeau d'Anne-Catherine de Brandebourg.
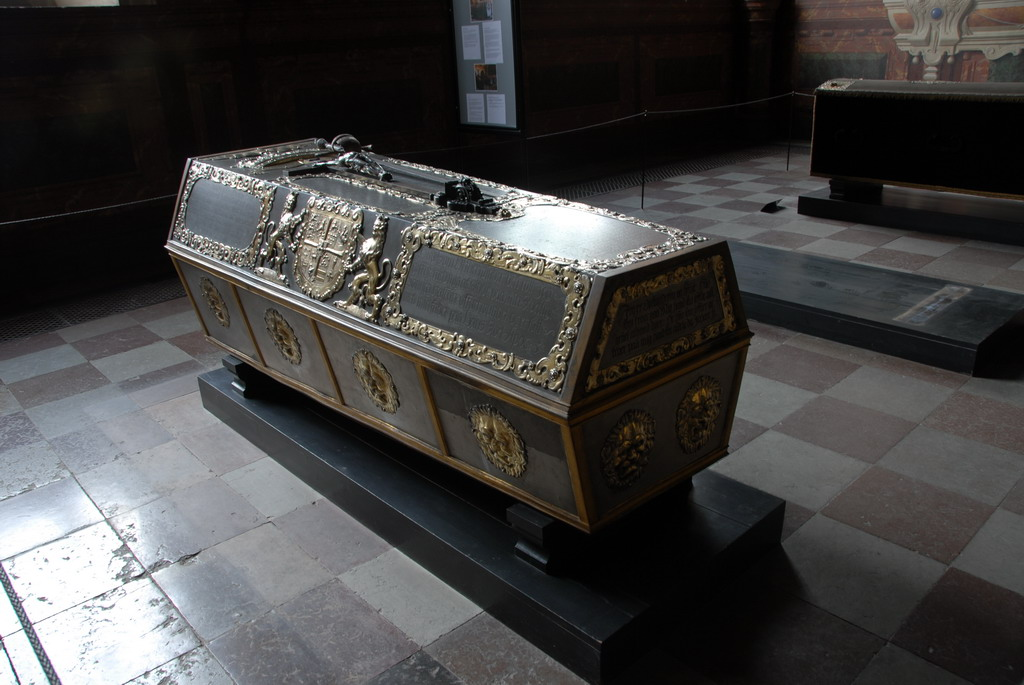
Tombeau de Christian de Danemark.
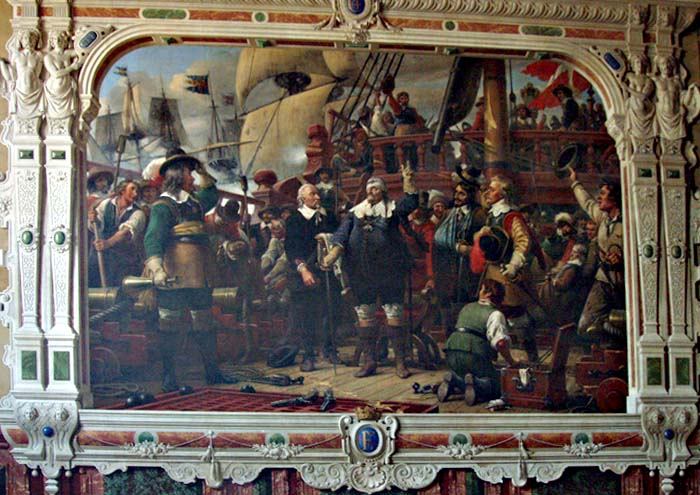
Peinture de Christian IV à la bataille de Colberger Heide (1644) par Wilhelm Marstrand.
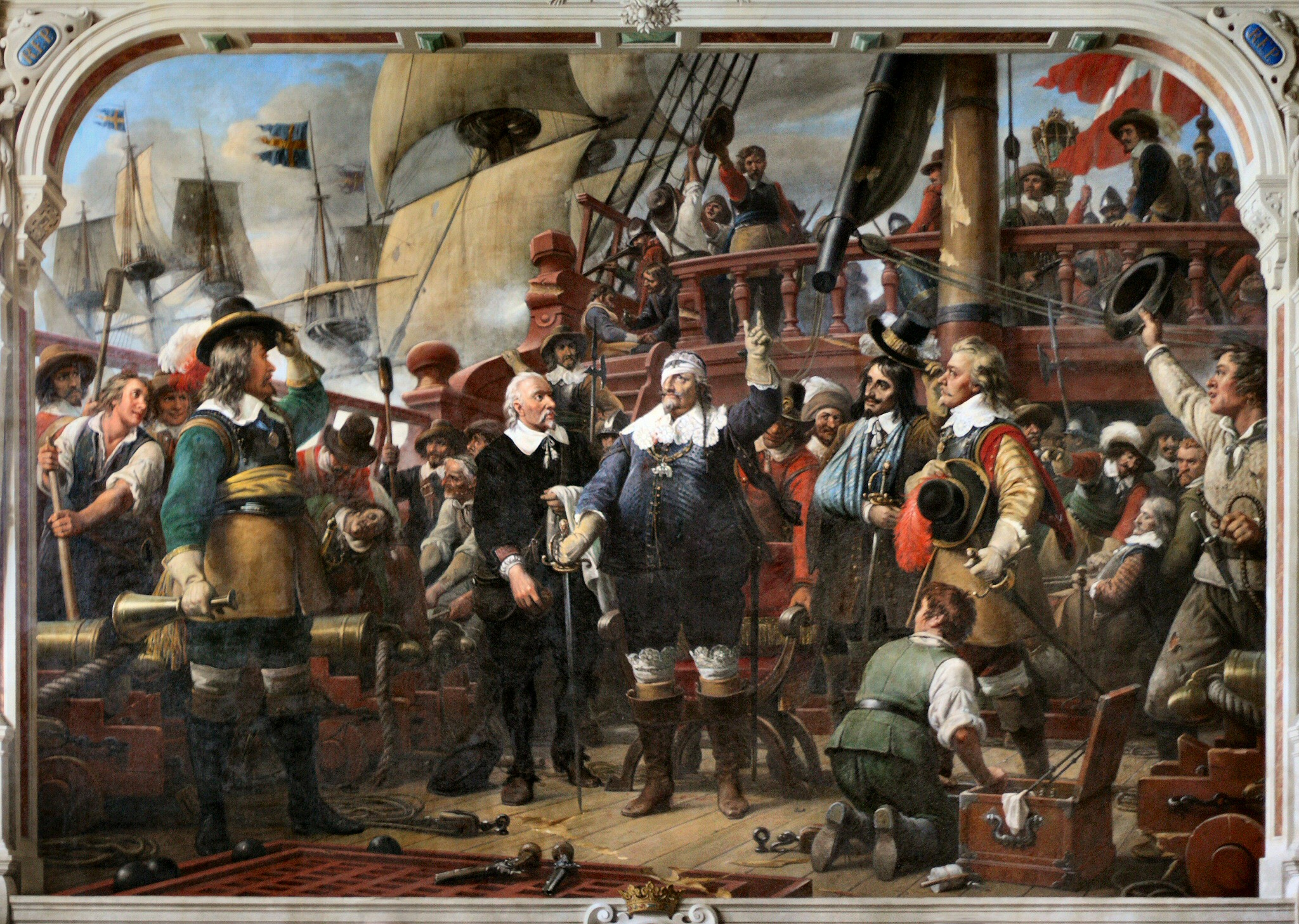
Christian IV (roi de Danemark)
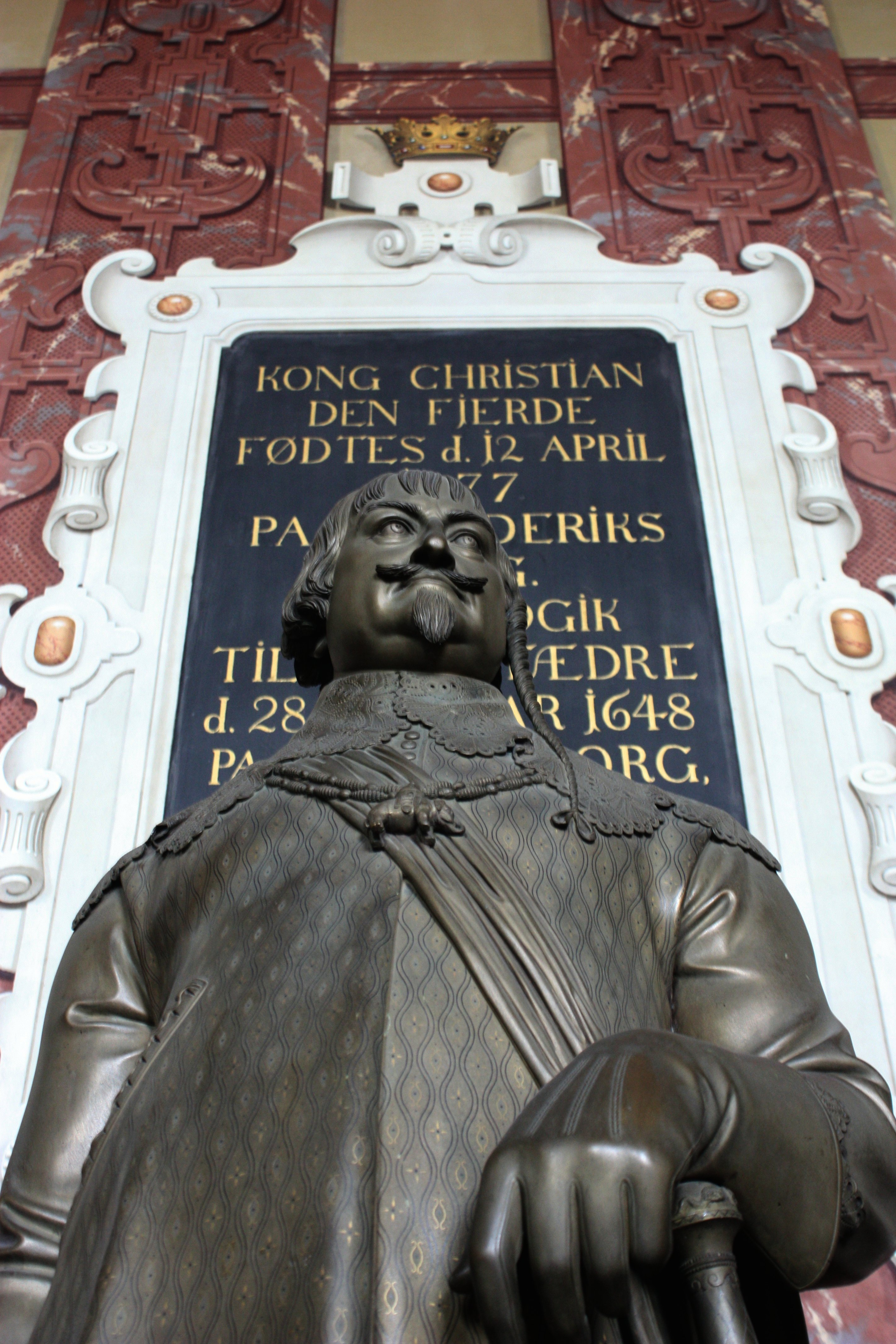
Christian IV (roi de Danemark)

### Chapelle FrédéricV
La chapelle Frédéric V a été construite entre 1774 et 1825 et se situe dans le coin sud-est de la cathédrale. Deux architectes ont été responsables de la construction, Caspar Frederik Harsdorff et Christian Frederik Hansen. Harsdorff introduit le néoclassicisme pur au Danemark, c'est-à-dire un renouveau du style classique grec. La chapelle est d'une blancheur éblouissante.
1. Christian VI de Danemark, roi de Danemark et de Norvège (30 novembre 1699 - 6 août 1746) (fils de Frédéric IV de Danemark et de Louise de Mecklembourg-Güstrow)
2. Sophie-Madeleine de Brandebourg-Culmbach, reine consort de Danemark et de Norvège (28 novembre 1700 - 27 mai 1770) (épouse de Christian VI de Danemark)
3. Frédéric V de Danemark, roi de Danemark et de Norvège (31 mars 1723 - 14 janvier 1766) (fils de Christian VI de Danemark et de Sophie-Madeleine de Brandebourg-Culmbach)
4. Louise de Grande-Bretagne, reine consort de Danemark et de Norvège (18 décembre 1724 - 19 décembre 1751) (première épouse de Frédéric V de Danemark)
5. Juliane Marie de Brunswick, reine consort de Danemark et de Norvège (4 septembre 1729 - 10 octobre 1796) (seconde épouse de Frédéric V de Danemark)
6. Louise-Charlotte de Danemark, princesse de Danemark (30 octobre 1789 - 28 mars 1864) (fille de Frédéric de Danemark et de Sophie Frédérique de Mecklembourg-Schwerin, petite-fille de Frédéric V de Danemark et de Juliane Marie de Brunswick)
7. Christian VII de Danemark, roi de Danemark et de Norvège (29 janvier 1749 - 13 mars 1808) (fils de Frédéric V de Danemark et de Louise de Grande-Bretagne)
8. Frédéric VI de Danemark, roi de Danemark et de Norvège (28 janvier 1768 - 3 décembre 1839) (fils de Christian VII de Danemark et de Caroline-Mathilde de Grande-Bretagne)
9. Marie-Sophie de Hesse-Cassel, reine consort de Danemark et de Norvège (28 octobre 1767 - 21 mars 1852) (épouse de Frédéric VI de Danemark)
10. Christian VIII de Danemark, roi de Danemark et de Norvège (18 septembre 1786 - 20 janvier 1848) (fils de Frédéric de Danemark et de Sophie Frédérique de Mecklembourg-Schwerin, petit-fils de Frédéric V de Danemark et de Juliane Marie de Brunswick)
11. Caroline-Amélie de Schleswig-Holstein-Sonderbourg-Augustenbourg, reine consort de Danemark (28 juin 1796 - 9 mars 1881) (seconde épouse de Christian VIII de Danemark)
12. Frédéric VII de Danemark, roi de Danemark (6 octobre 1808 - 15 novembre 1863) (fils de Christian VIII de Danemark et de Charlotte de Mecklembourg-Schwerin)

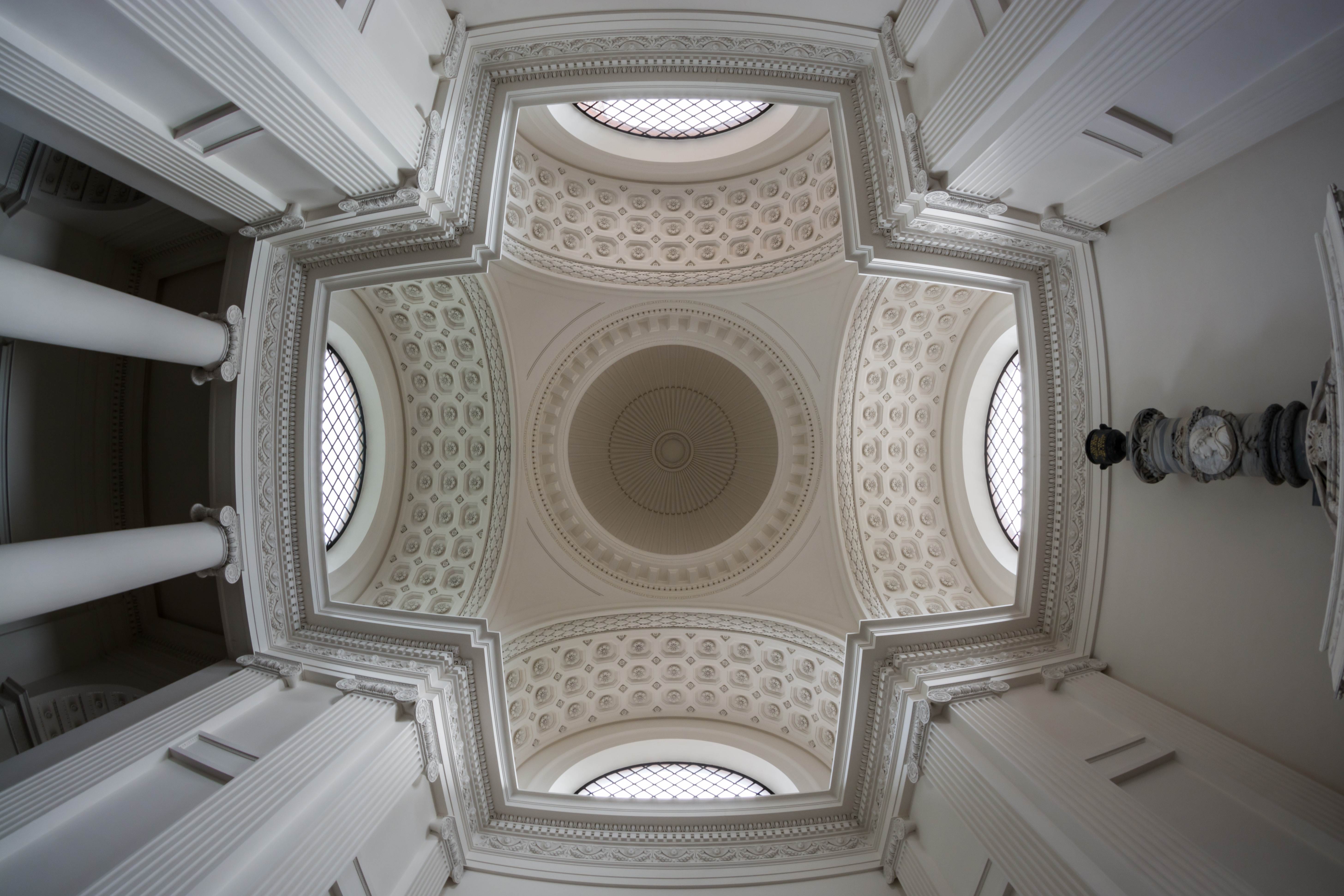
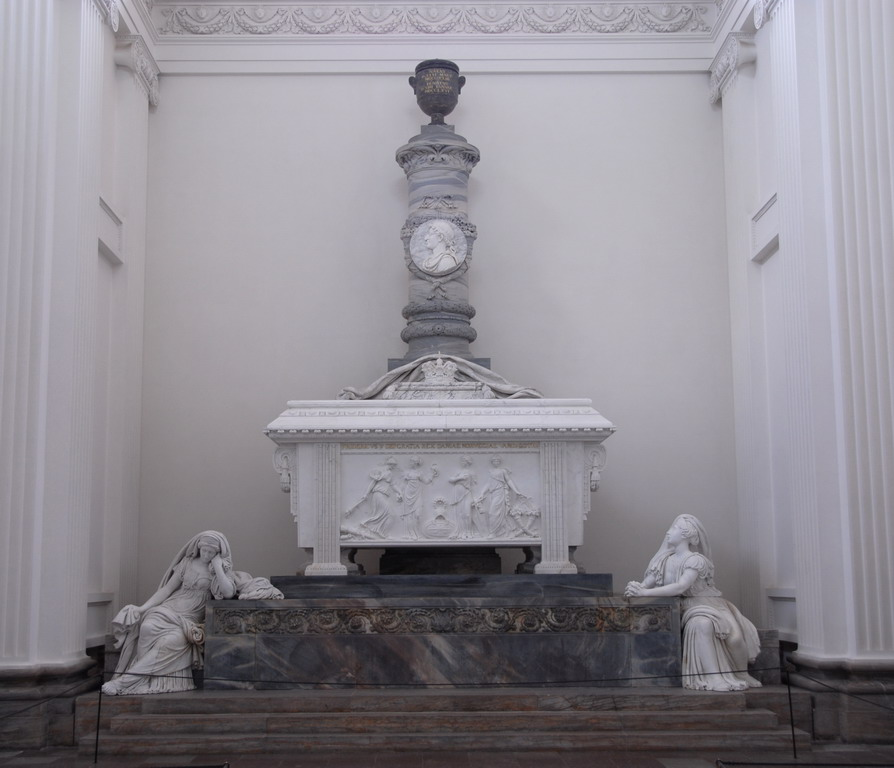
Tombeau de Frédéric V de Danemark.
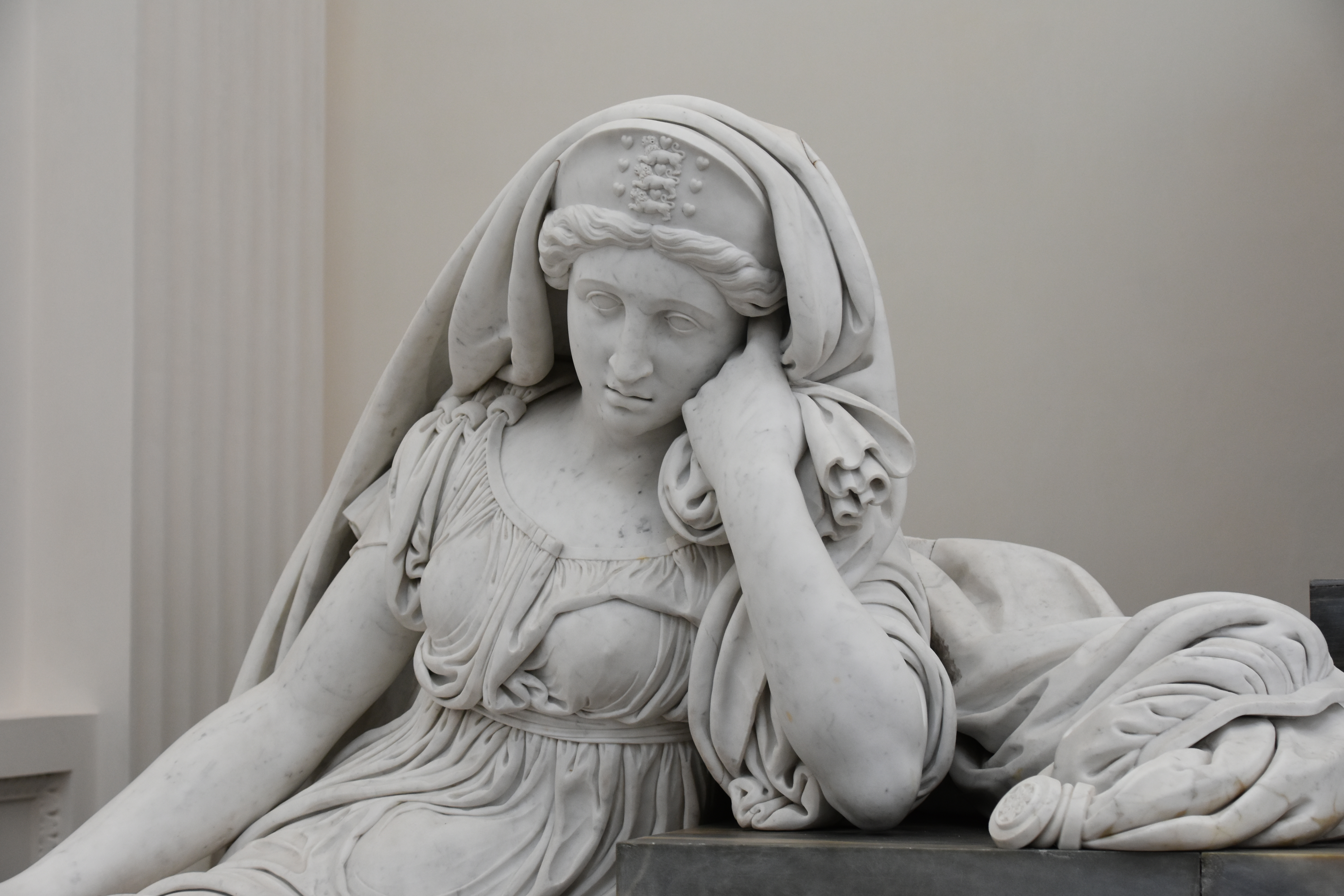
detail de tombeau de Frederik V
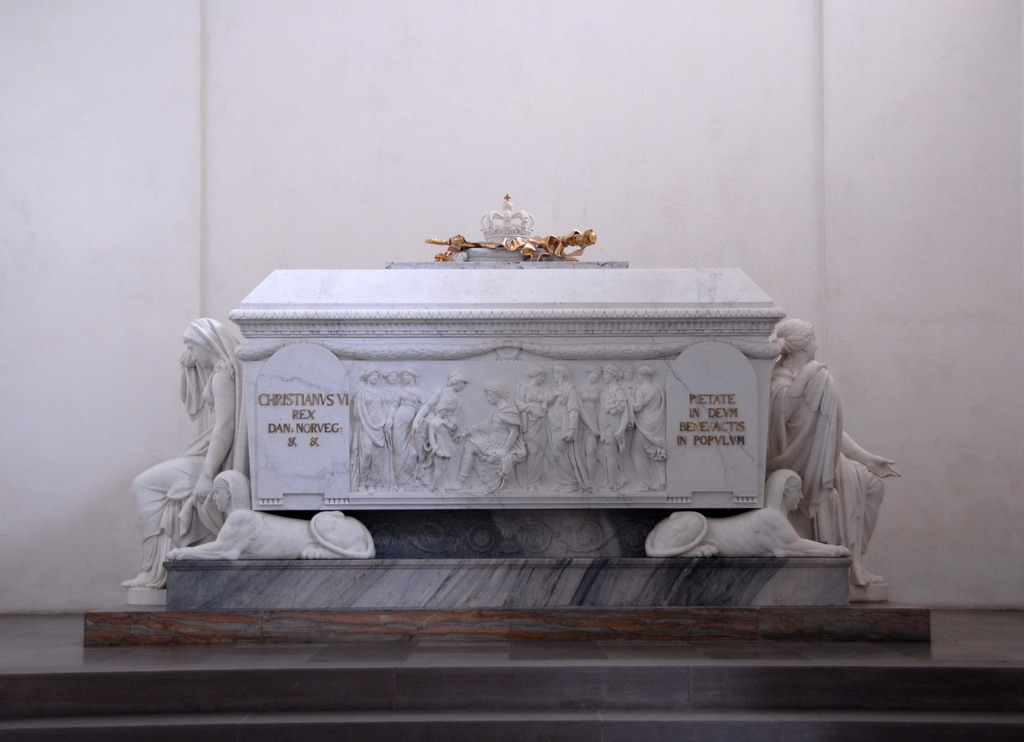
Tombeau de Christian VI de Danemark.
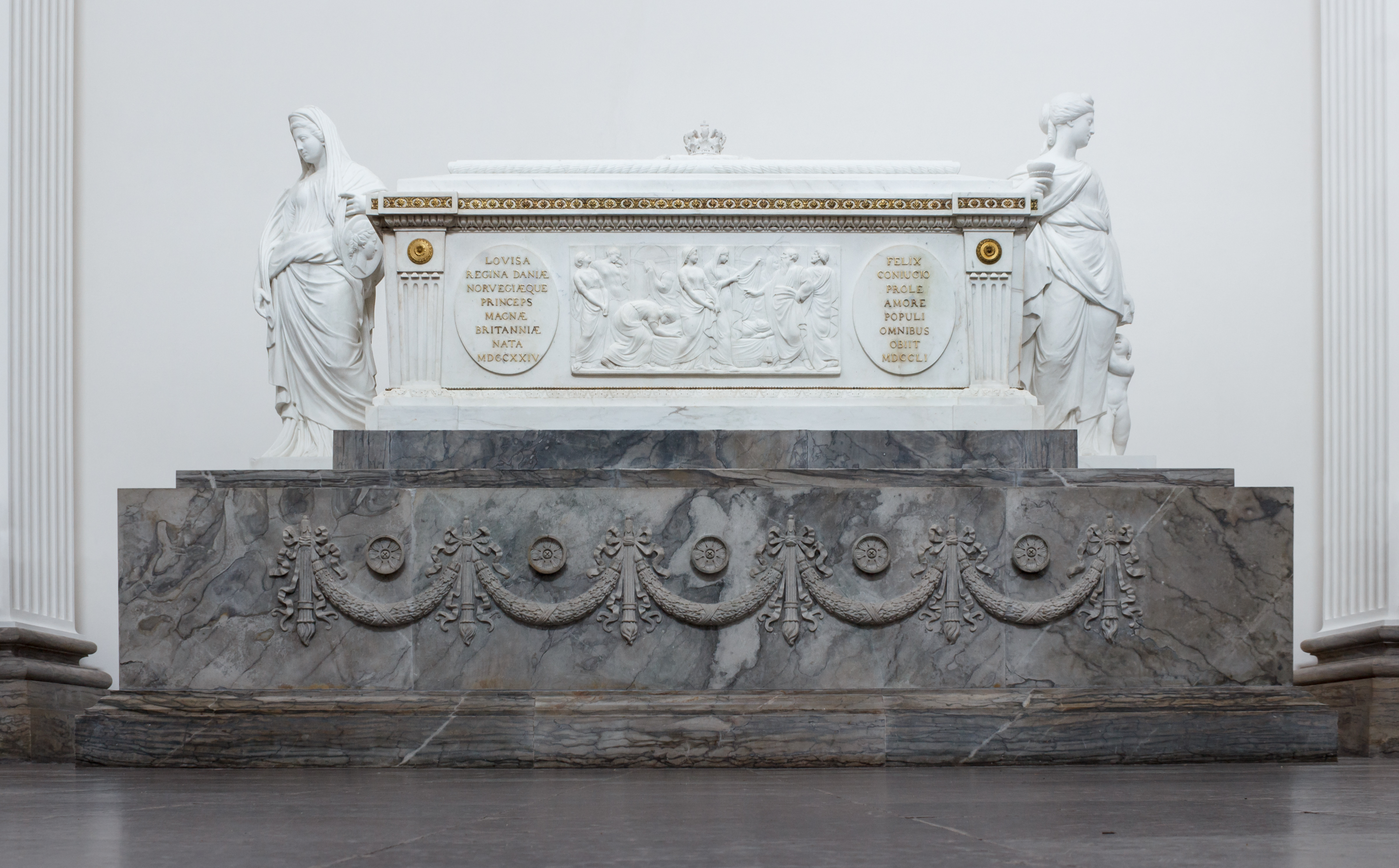
Tombeau de Louise de Grande-Bretagne.
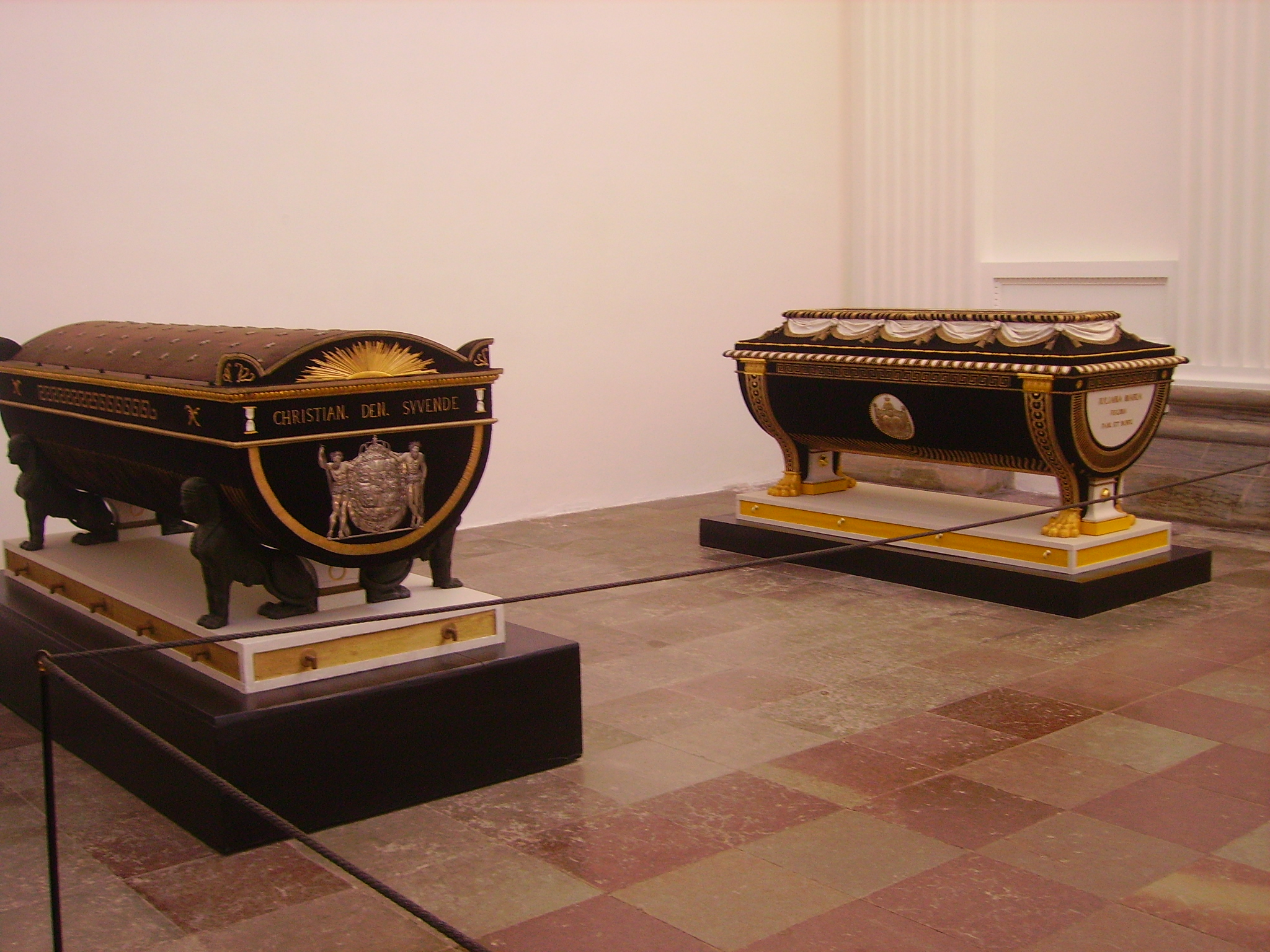
Tombeaux de Christian VII de Danemark (à gauche) et de Juliane Marie de Brunswick (à droite).
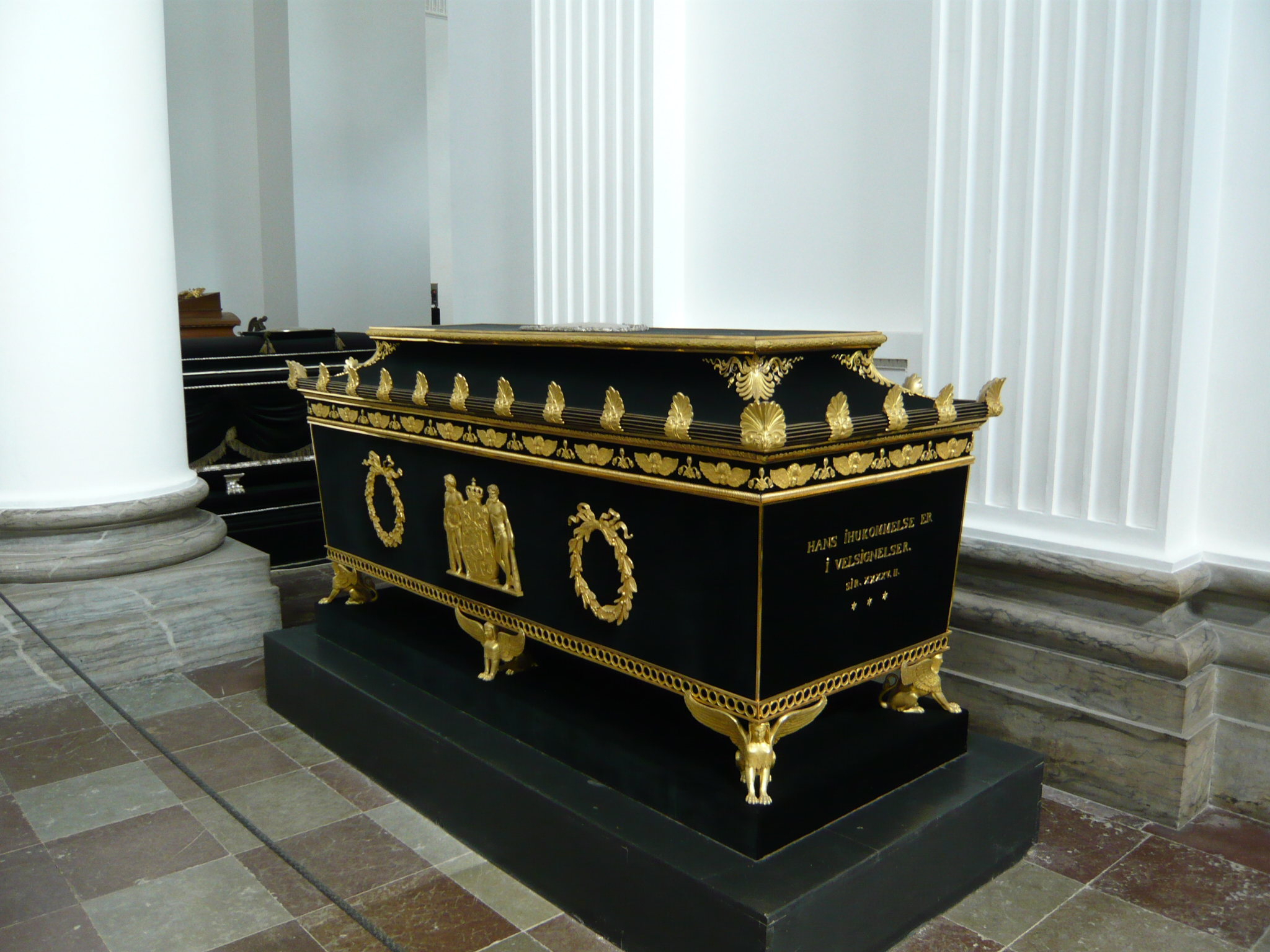
Tombeau de Frédéric VI de Danemark.
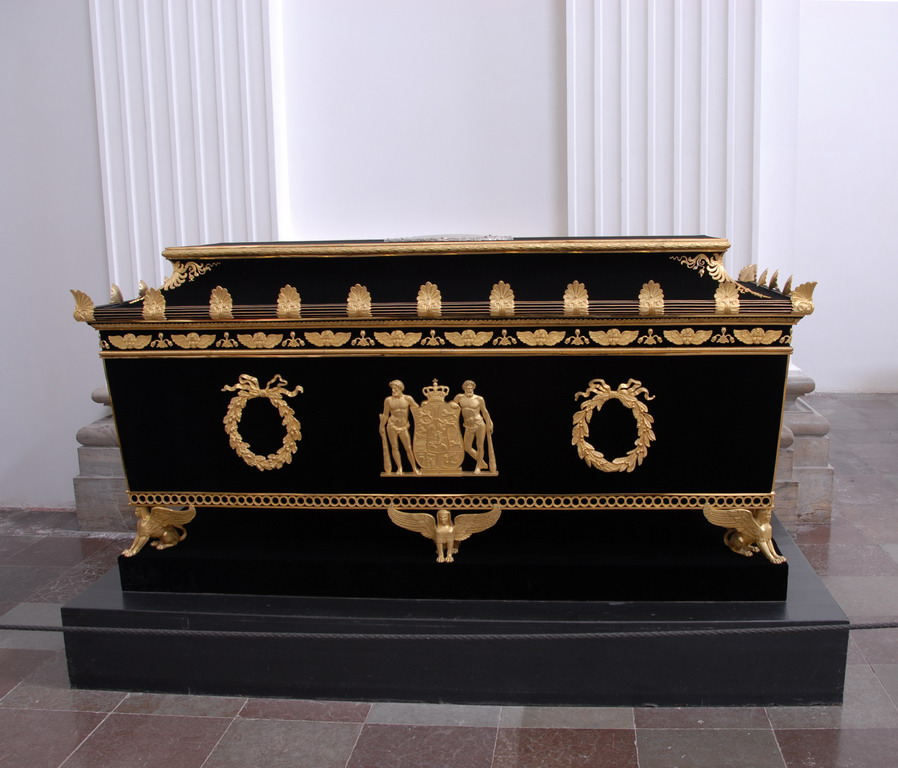
Tombeau de Marie Sophie de Hesse-Cassel.
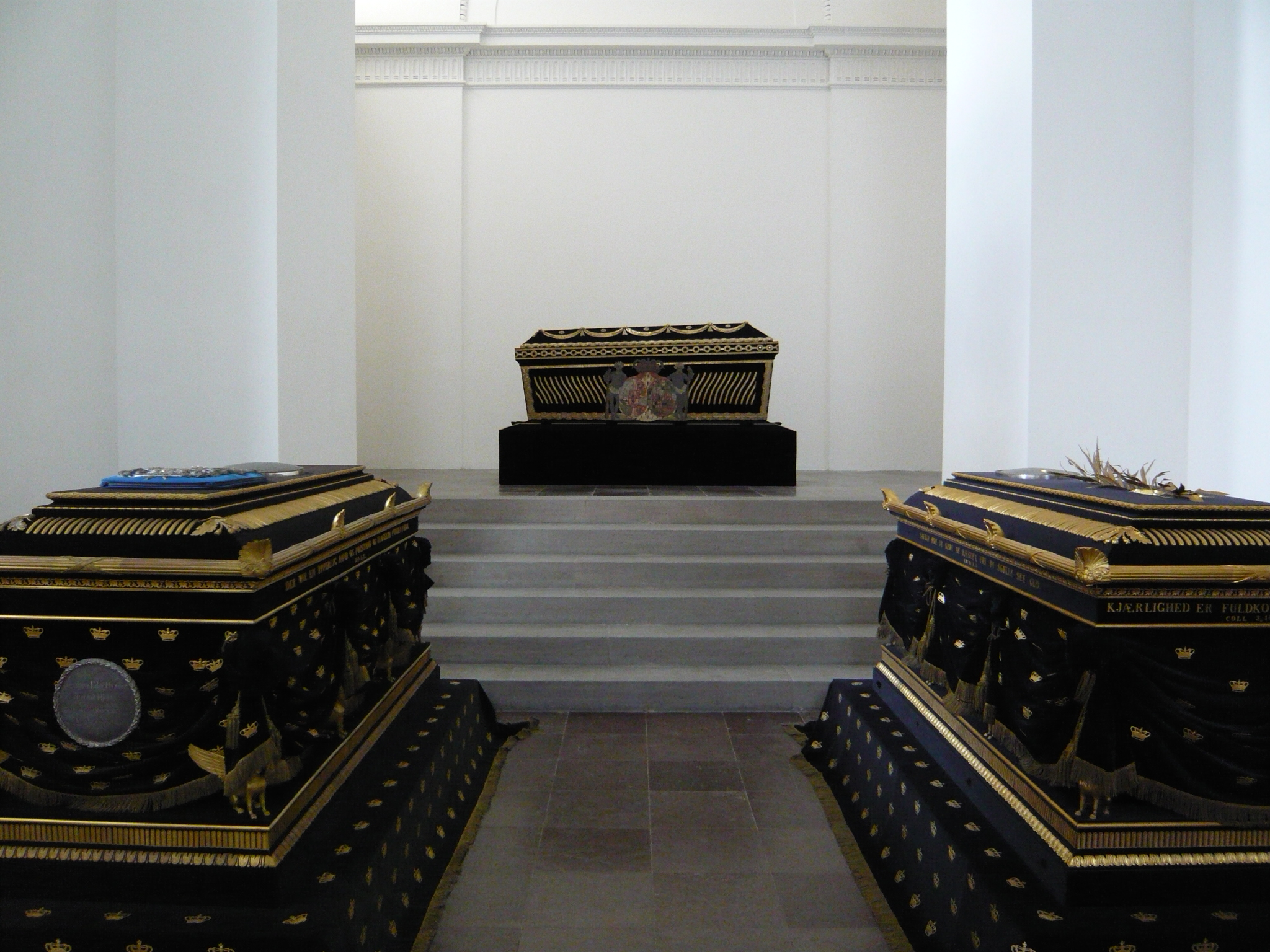
Tombeaux de Christian VIII de Danemark (à gauche), de Caroline-Amélie de Schleswig-Holstein (à droite) et de Sophie-Madeleine de Brandebourg-Culmbach (au fond).
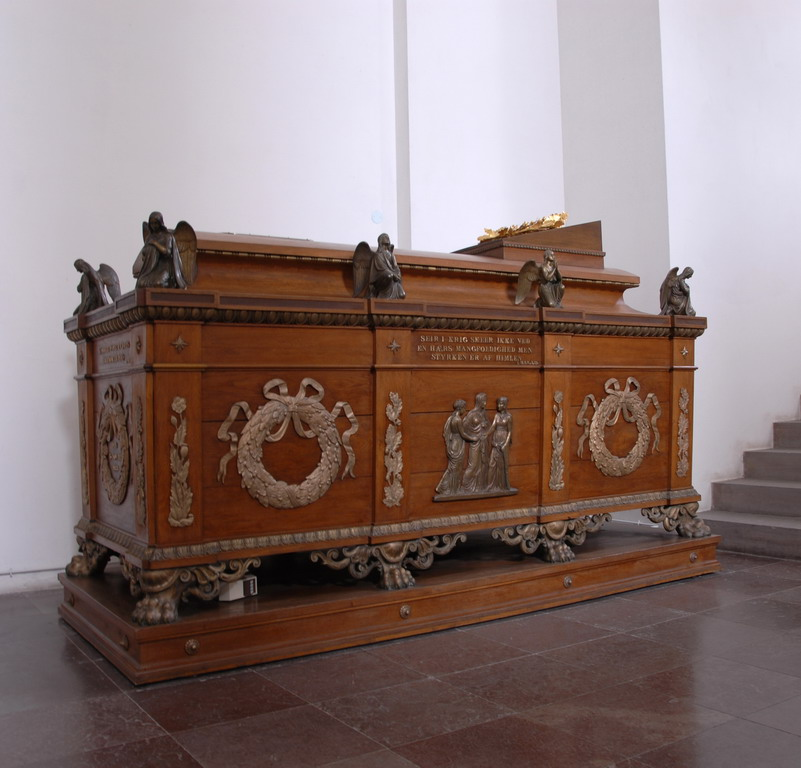
Tombeau de Frédéric VII de Danemark.

### Chapelle ChristianIX
La chapelle Christian IX, également appelée chapelle de Glücksbourg, est située dans la partie nord-ouest de la cathédrale et a été terminée en 1924. Elle a été construite par l'architecte danois Andreas Clemmensen.
1. Christian IX de Danemark, Roi de Danemark (8 avril 1818 - 29 janvier 1906) (Fils de Frédéric-Guillaume de Schleswig-Holstein-Sonderbourg-Glücksbourg et de Louise-Caroline de Hesse-Cassel)
2. Louise de Hesse-Cassel, Reine consort de Danemark (7 septembre 1817 - 29 septembre 1898) (Fille de Guillaume de Hesse-Cassel et de Louise-Charlotte de Danemark, Épouse de Christian IX de Danemark)
3. Frédéric VIII de Danemark, Roi de Danemark (3 juin 1843 - 14 mai 1912) (Fils de Christian IX de Danemark et de Louise de Hesse-Cassel)
4. Louise de Suède, Reine consort de Danemark (31 octobre 1851 - 20 mars 1926) (Fille de Charles XV de Suède et de Louise des Pays-Bas, Épouse de Frédéric VIII de Danemark)
5. Christian X de Danemark, Roi de Danemark et d'Islande (26 septembre 1870 - 20 avril 1947) (Fils de Frédéric VIII de Danemark et de Louise de Suède)
6. Alexandrine de Mecklembourg-Schwerin, Reine consort de Danemark et d'Islande (24 décembre 1879 - 28 décembre 1952) (Fille de Frédéric-François III de Mecklembourg-Schwerin et d’Anastasia Mikhaïlovna de Russie, Épouse de Christian X de Danemark)

Dans une crypte sous la chapelle se trouvent d'autres membres de la dynastie :
1. Harald de Danemark, prince de Danemark (8 octobre 1876 – 30 mars 1949) (Fils de Frédéric VIII de Danemark et de Louise de Suède)
2. Hélène de Schleswig-Holstein-Sonderbourg-Glücksbourg, princesse de Danemark (1er juin 1888 – 30 juin 1962) (Fille de Frédéric-Ferdinand de Schleswig-Holstein-Sonderbourg-Glücksbourg et de Caroline Mathilde de Schleswig-Holstein-Sonderbourg-Augustenbourg, épouse d’Harald de Danemark)
3. Alexandrine-Louise de Danemark, comtesse de Castell-Castell (12 décembre 1914 – 26 avril 1962) (Fille d’Harald de Danemark et d'Hélène de Schleswig-Holstein-Sonderbourg-Glücksbourg, Épouse de Luitpold de Castell-Castell)
4. Gorm de Danemark, prince de Danemark (24 février 1919 - 26 décembre 1991) (Fils d'Harald de Danemark et d'Hélène de Schleswig-Holstein-Sonderbourg-Glücksbourg)
5. Oluf de Danemark, prince de Danemark, comte de Rosenborg (10 mars 1923 – 19 décembre 1990) (Fils d'Harald de Danemark et d'Hélène de Schleswig-Holstein-Sonderbourg-Glücksbourg)
6. Thyra de Danemark, princesse de Danemark (14 mars 1880 – 2 novembre 1945) (Fille de Frédéric VIII de Danemark et de Louise de Suède)
7. Gustave de Danemark, prince de Danemark (4 mars 1887 – 5 octobre 1944) (Fils de Frédéric VIII de Danemark et de Louise de Suède)
8. Dagmar de Danemark, Mrs. Castenskjold (23 mai 1890 – 11 octobre 1961) (Fille de Frédéric VIII de Danemark et de Louise de Suède, Épouse de Jørgen Castenskjold)
9. Knud de Danemark, prince héréditaire de Danemark (27 juillet 1900 – 14 juin 1976) (Fils de Christian X de Danemark et d’Alexandrine de Mecklembourg-Schwerin)
10. Caroline-Mathilde de Danemark, princesse héréditaire de Danemark (27 avril 1912 – 12 décembre 1995) (Fille d’Harald de Danemark et d’Hélène de Schleswig-Holstein-Sonderbourg-Glücksbourg, Épouse de Knud de Danemark)

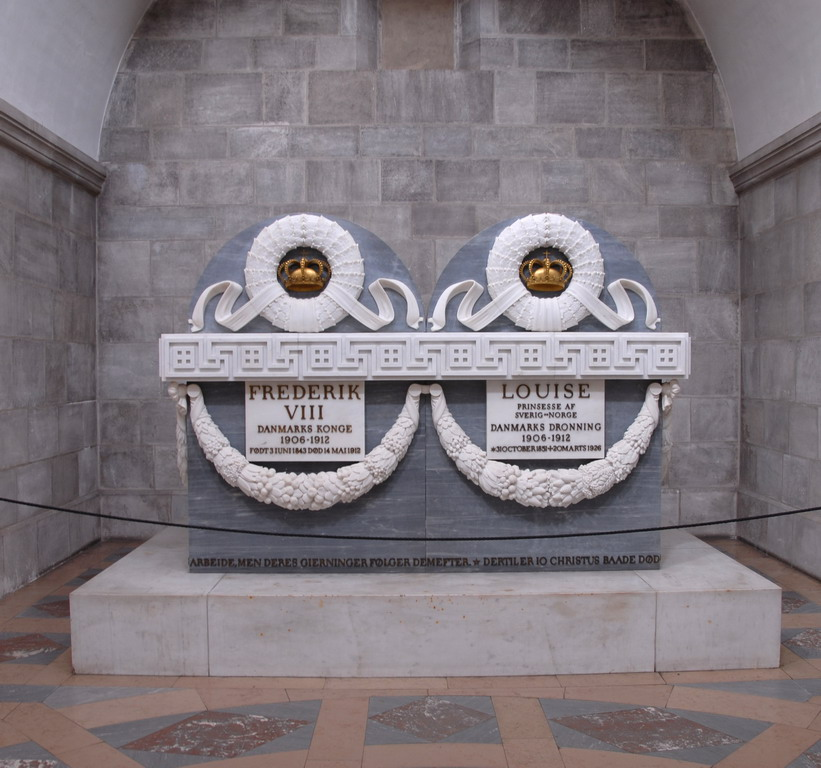
Tombeau de Frédéric VIII de Danemark et de Louise de Suède.
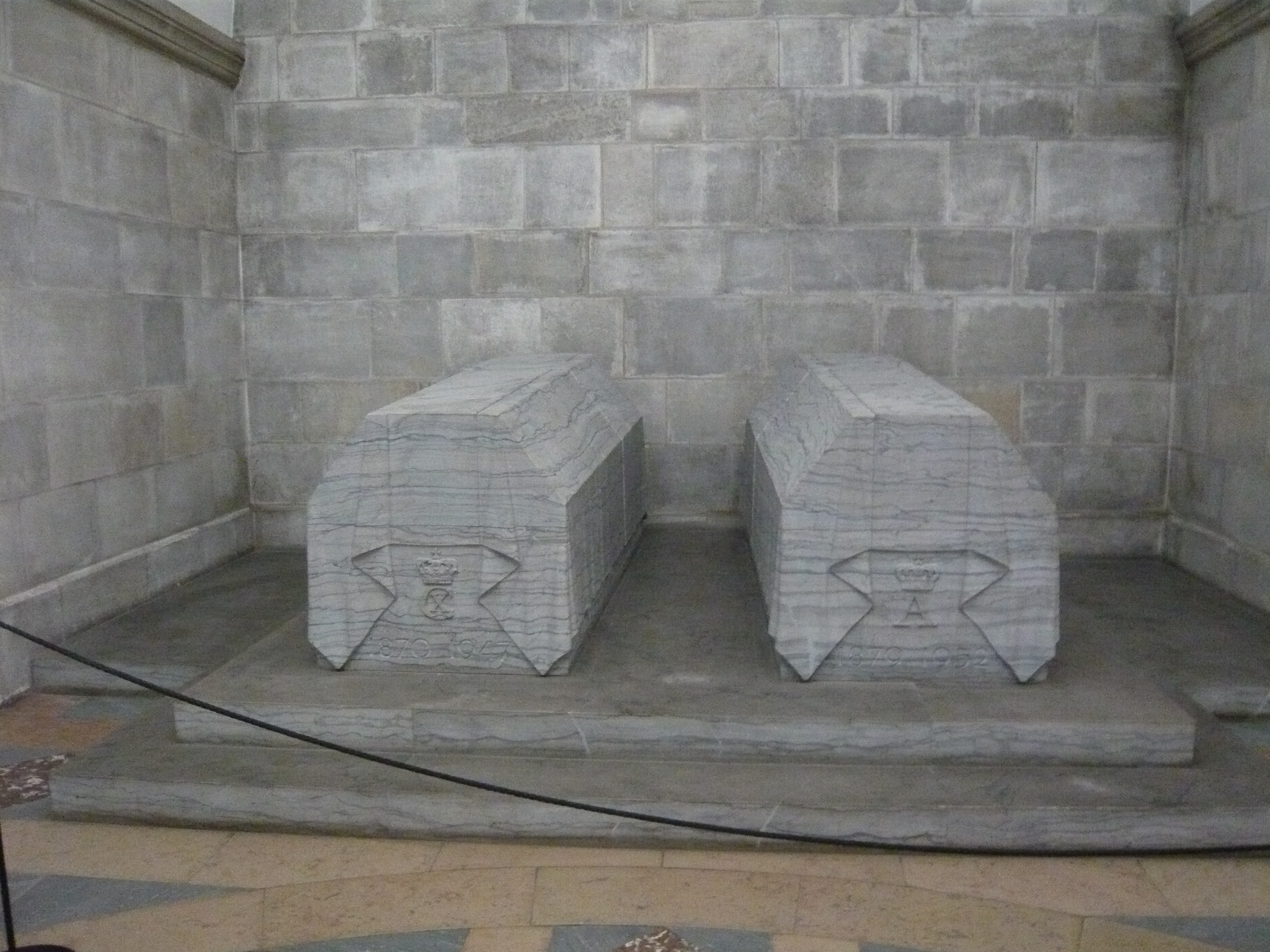
Tombeau de Christian X de Danemark et d'Alexandrine de Mecklembourg-Schwerin.
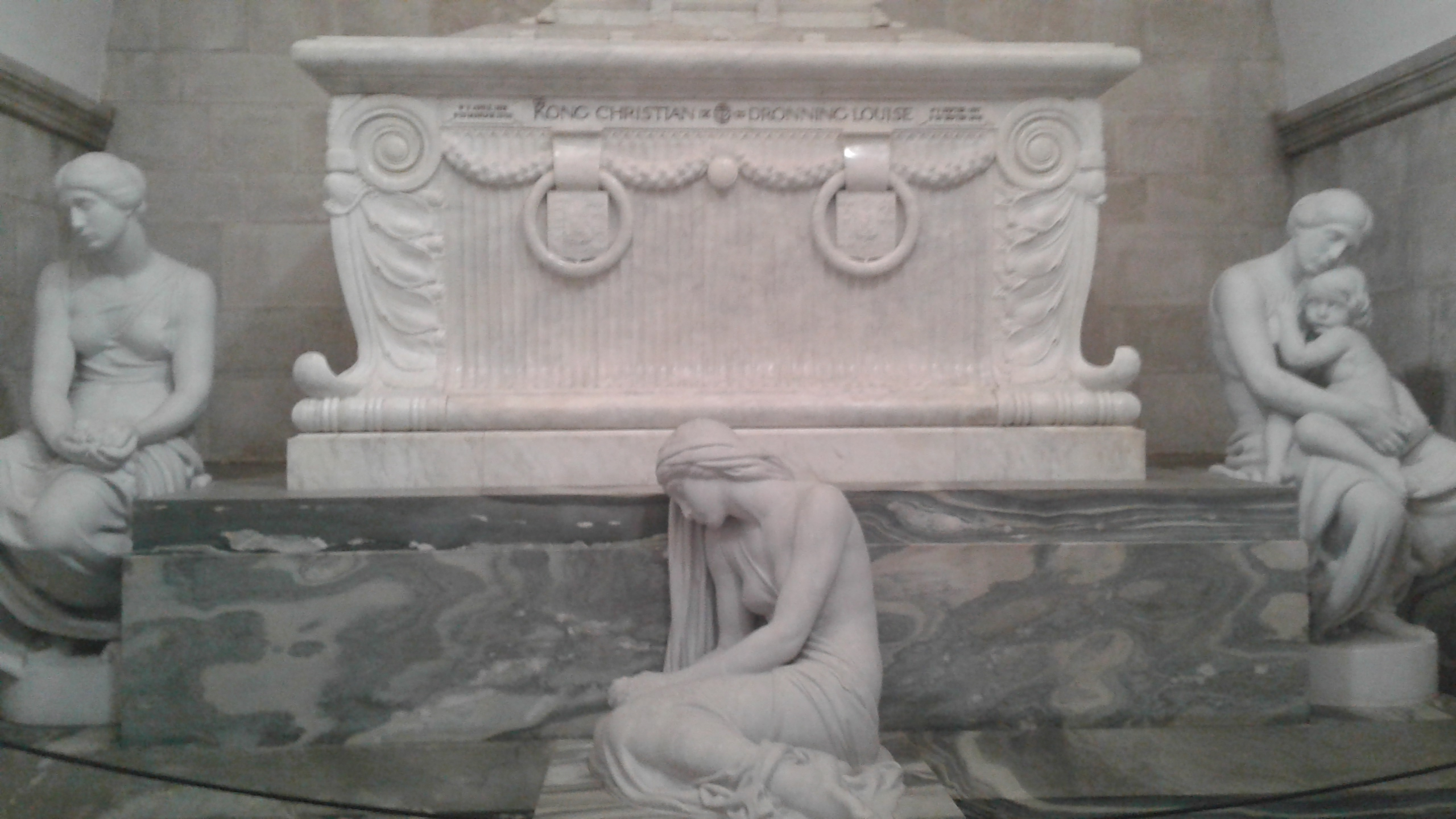
Tombeau de Christian IX.
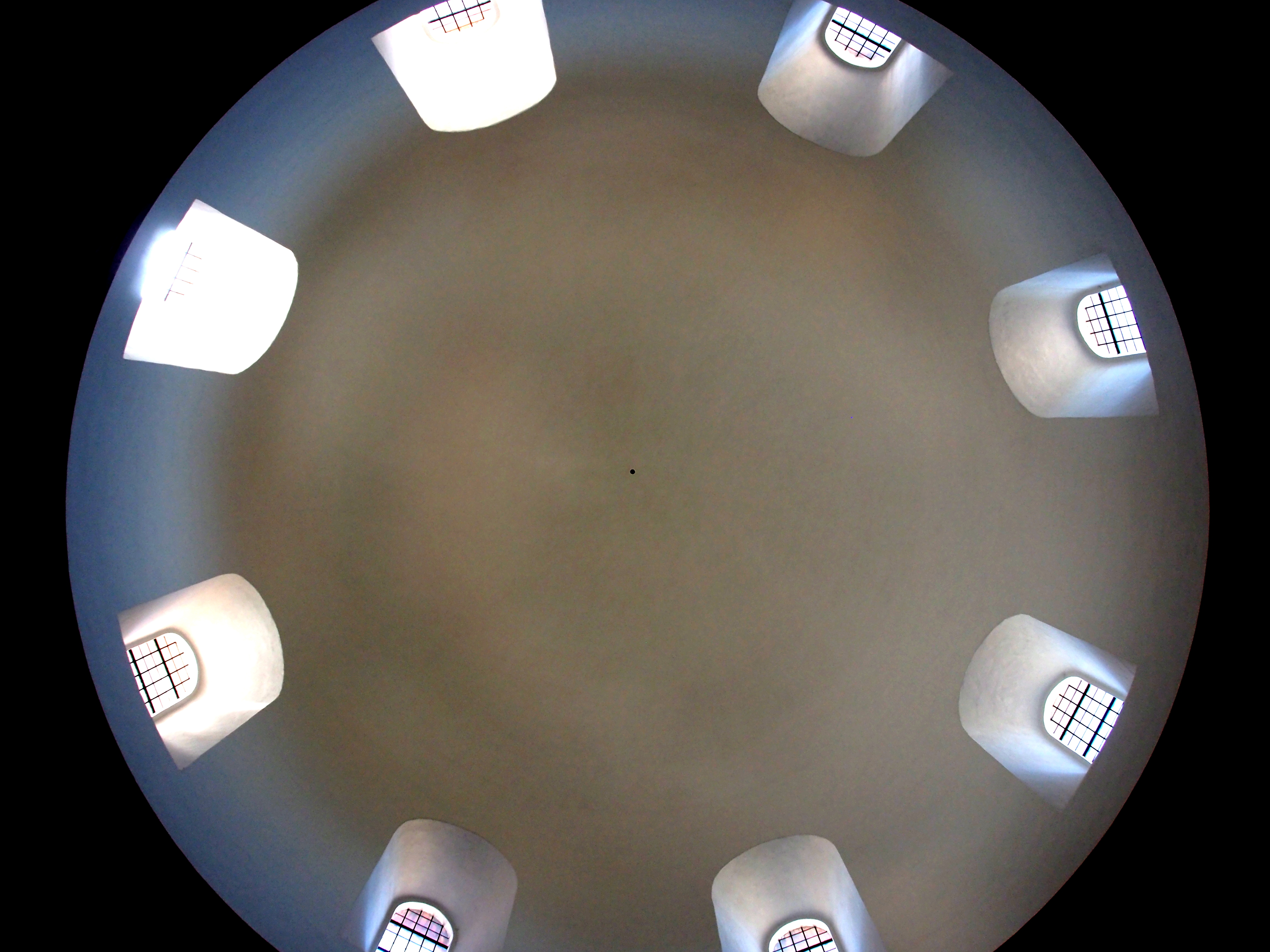
La chapelle Christian IX.

### Mausolée extérieur
Le roi Frédéric IX a été inhumé dans un mausolée à l'extérieur de la cathédrale, à côté de l'entrée principale.
1. Frédéric IX de Danemark, roi de Danemark (11 mars 1899 - 14 janvier 1972) (fils de Christian X de Danemark et d'Alexandrine de Mecklembourg-Schwerin)
2. Ingrid de Suède, reine consort de Danemark (28 mars 1910 - 7 novembre 2000) (fille de Gustave VI Adolphe de Suède et de Margaret de Connaught, épouse de Frédéric IX de Danemark)

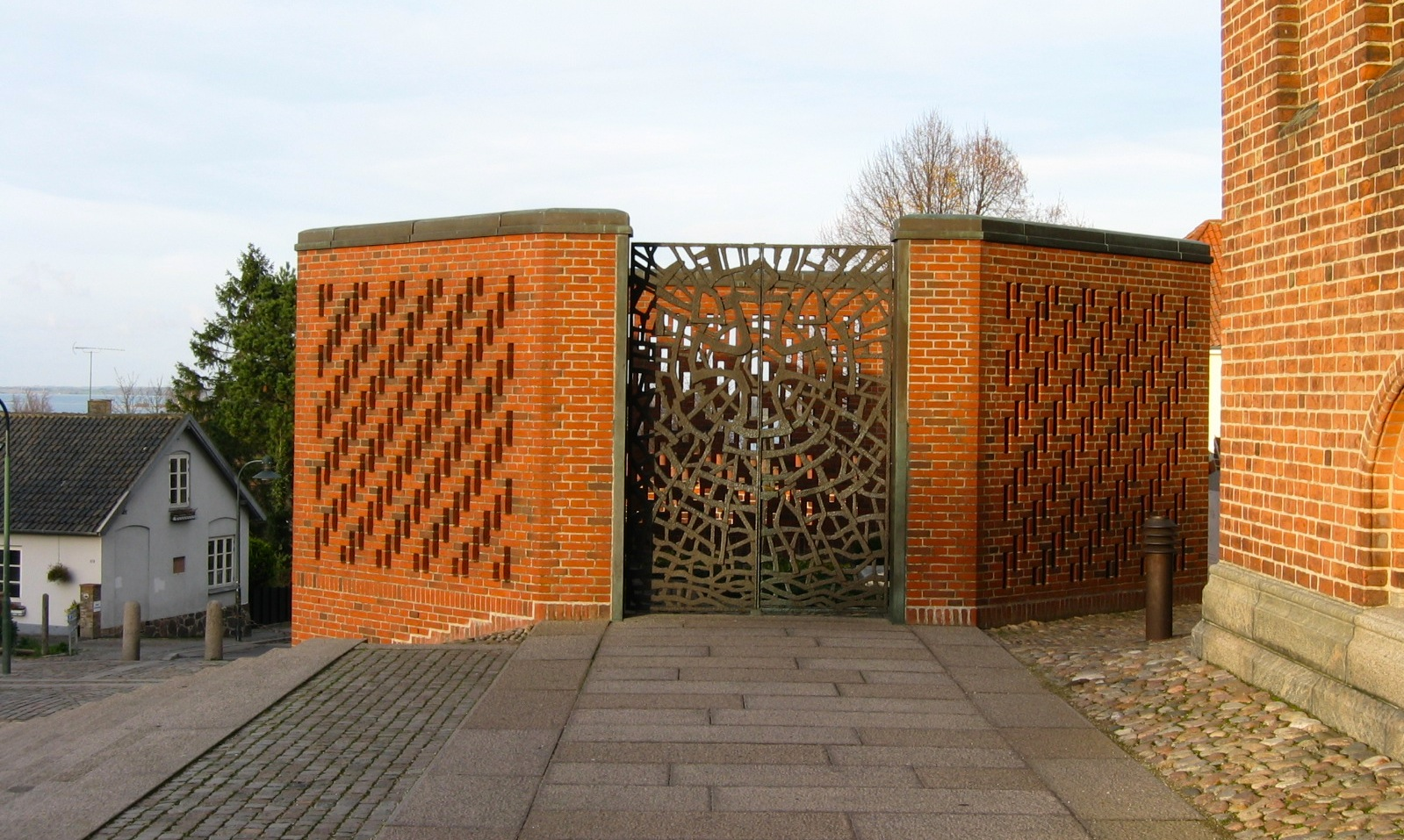
Vue du mausolée extérieur de Frédéric IX de Danemark et d'Ingrid de Suède.
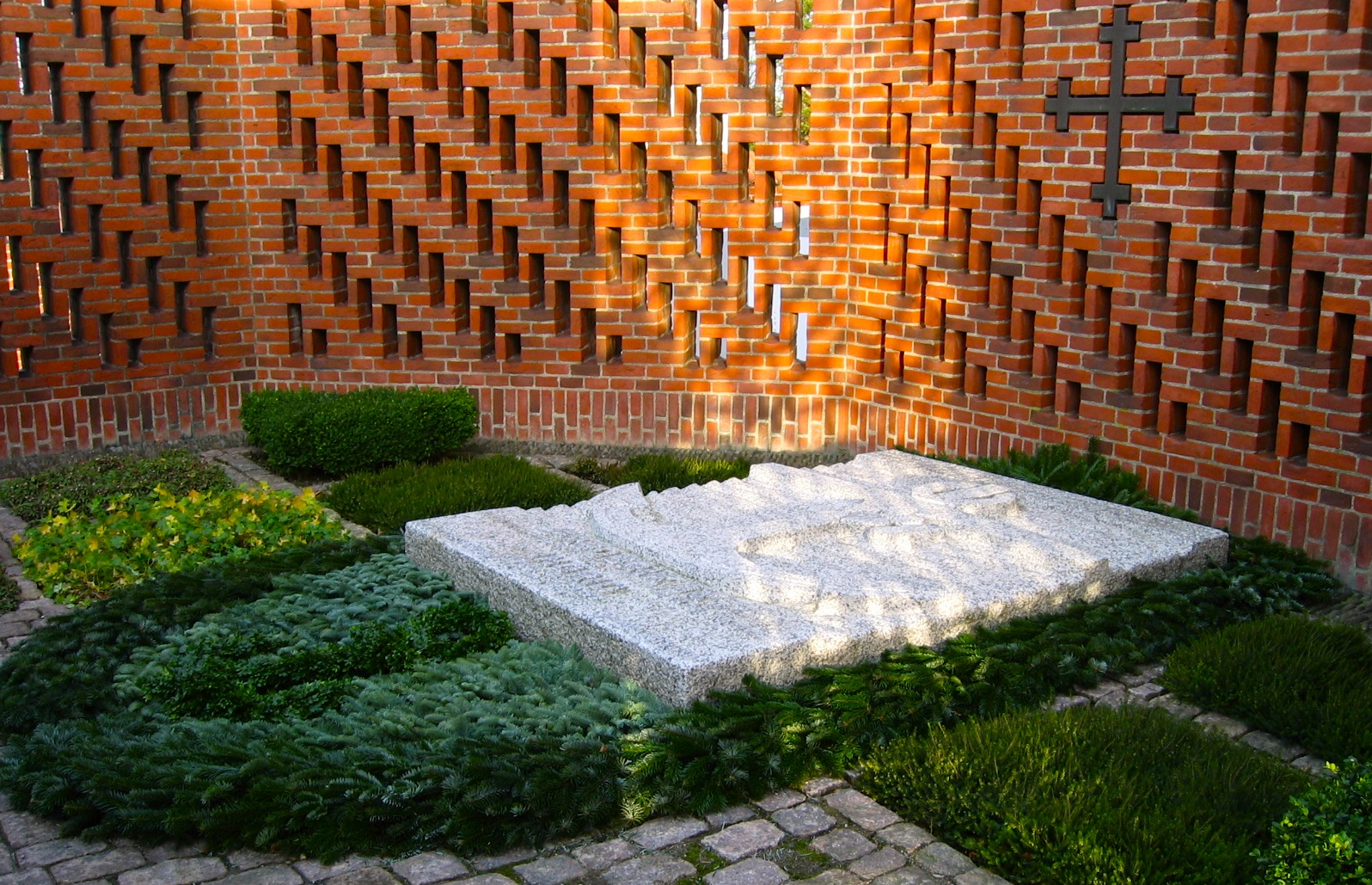
Pierre tombale de Frédéric IX de Danemark et d'Ingrid de Suède.
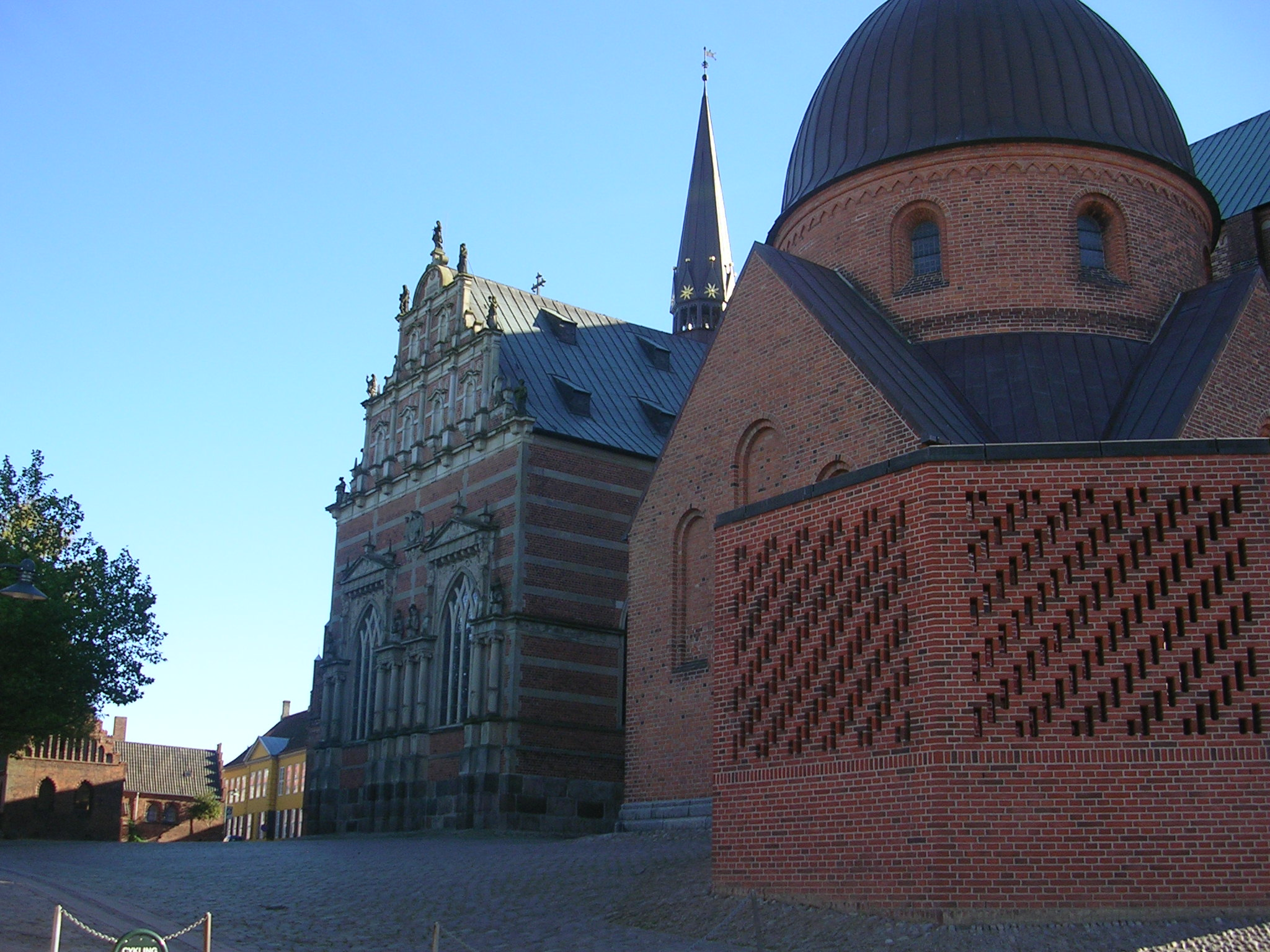
Vue du mausolée extérieur de Frédéric IX de Danemark et d'Ingrid de Suède.
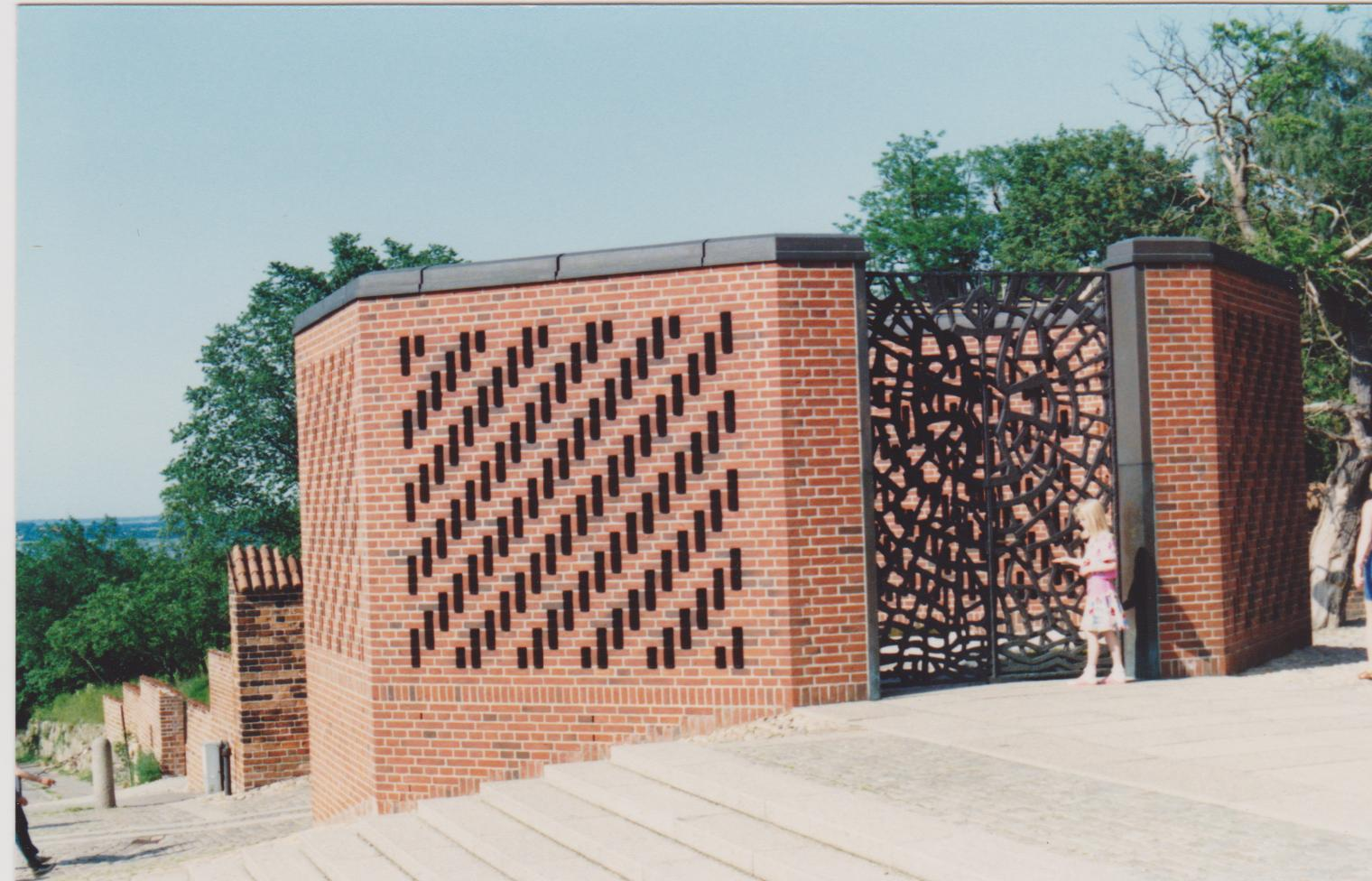
Vue du mausolée extérieur de Frédéric IX de Danemark et d'Ingrid de Suède.

### Chapelles Saint-André et Sainte-Brigitte

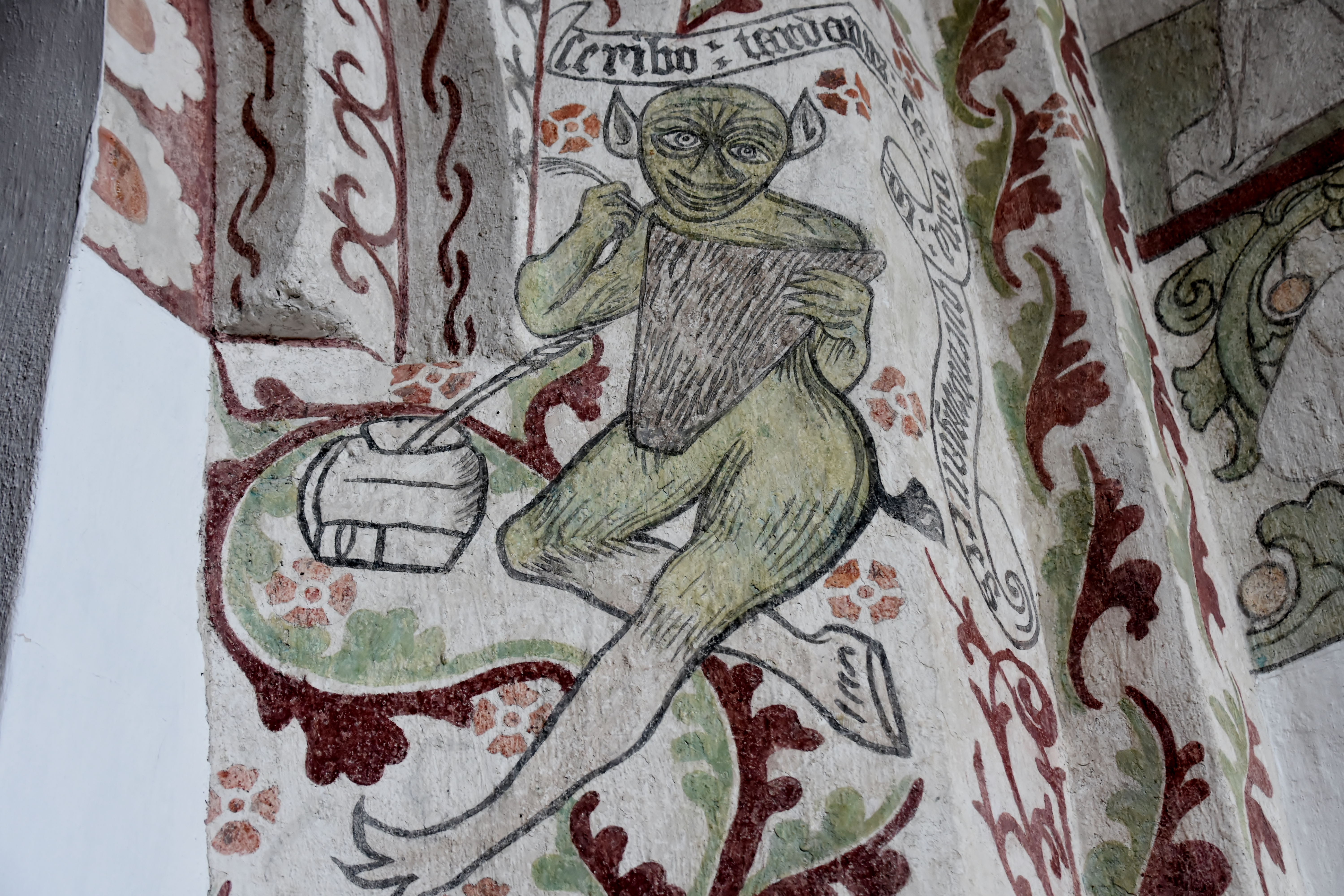
Fresque de la chapelle Sainte-Brigitte.

Ces deux chapelles, du côté nord de la cathédrale, sont les seuls vestiges des nombreuses chapelles médiévales qui étaient attachées à la cathédrale d'origine. La chapelle Saint-André a été construite en 1396 et la chapelle Sainte-Brigitte en 1485.
La chapelle Saint-André a été entièrement rénovée en 2010 par l'artiste Peter Brandes qui proposa un nouveau retable ainsi qu'un treillage qui sépare la chapelle de la nef. C'est dans l'intention du conseil de l'église paroissiale qu'à l'avenir la chapelle fournira un cadre plus intime pour certaines des fonctions de l'église dans la cathédrale comme des mariages où des baptêmes. La chapelle possède son propre petit orgue pour ces services.
Depuis la réforme, la chapelle Sainte-Brigitte a principalement été utilisée pour stocker des éléments divers provenant des anciennes églises catholiques qui ne sont désormais plus nécessaires à la religion luthérienne. La chapelle abrite aussi la pierre tombale la plus ancienne dans la cathédrale qui remonte à environ 1250.
En 2010, la reine Margrethe II de Danemark a choisi la chapelle Sainte-Brigitte comme futur lieu de sépulture pour elle sous un sarcophage double créé par l'artiste danois Bjørn Nørgaard.
Son mari le prince consort Henri de Laborde de Monpezat ayant refusé d'être inhumé avec elle (n'ayant pas été son égal dans la vie (roi), il ne le souhaitait pas dans la mort).

### Autres personnes inhumées

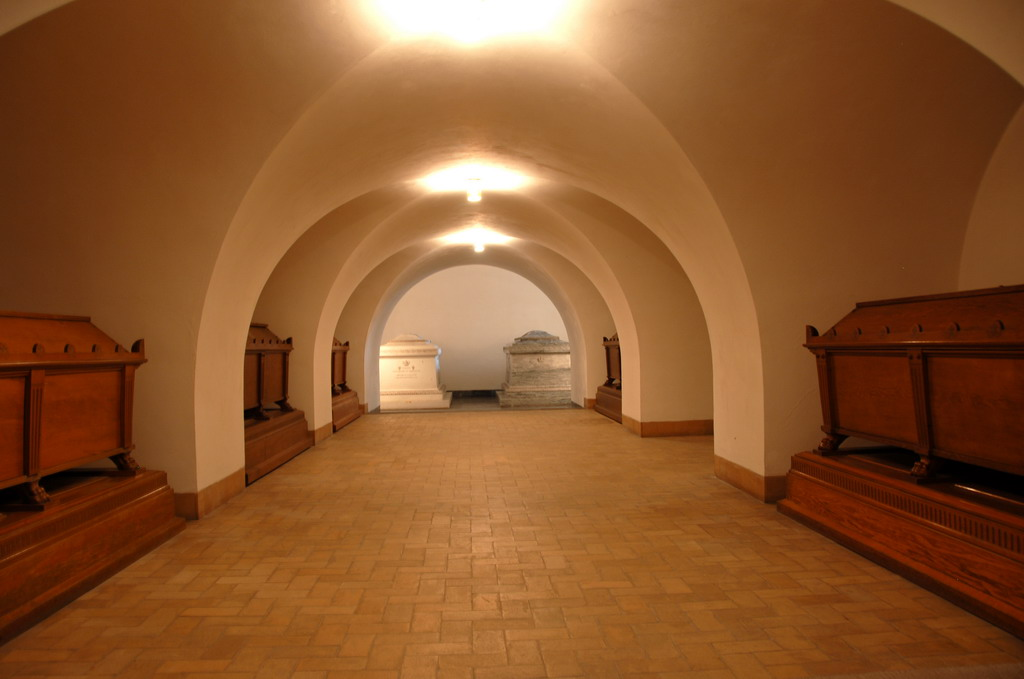
Vue de la crypte.

Dans la crypte de la cathédrale, sont enterrés d'autres membres de la famille royale danoise.
1. Christophe III de Danemark, roi de Danemark, de Norvège et de Suède (26 février 1416 - 6 janvier 1448) (fils de Jean de Wittelsbach et de Catherine de Poméranie) (Son tombeau n'a pas été conservé)
2. Magnus de Holstein, prince de Danemark et de Norvège, roi de Livonie (26 août 1540 - 18 mars 1583) (fils de Christian III de Danemark)
3. Ulrich de Danemark, prince de Danemark et de Norvège, prince évêque de Schwerin (30 décembre 1578 - 27 mars 1624) (fils de Frédéric II de Danemark)
4. Frédéric de Danemark, prince de Danemark et de Norvège (15 août 1599 - 9 septembre 1599) (fils de Christian IV de Danemark et d'Anne-Catherine de Brandebourg)
5. Madeleine-Sibylle de Saxe, princesse de Danemark et de Norvège (23 décembre 1603 - 6 janvier 1668) (épouse de Christian de Danemark)
6. Ulrich de Danemark, prince de Danemark et de Norvège, prince évêque de Schwerin (2 février 1611 - 12 août 1633) (fils de Christian IV de Danemark et d'Anne-Catherine de Brandebourg)
7. Christian de Danemark, prince de Danemark et de Norvège (25 mars 1675 - 27 juin 1695) (fils de Christian V de Danemark)
8. Guillaume de Danemark, prince de Danemark et de Norvège (21 février 1687 - 23 novembre 1705) (fils de Christian V de Danemark)
9. Charlotte Amélie de Danemark, princesse de Danemark et de Norvège (6 octobre 1706 - 28 octobre 1782) (fille de Frédéric IV de Danemark et de Louise de Mecklembourg-Güstrow)
10. Frédéric de Danemark, prince héréditaire, régent du Danemark et de la Norvège (11 octobre 1753 - 7 décembre 1805) (fils de Frédéric V de Danemark et de Juliane Marie de Brunswick)
11. Sophie Frédérique de Mecklembourg-Schwerin, princesse de Danemark (24 août 1758 - 29 novembre 1794) (épouse de Frédéric de Danemark)
12. Juliane-Sophie de Danemark, princesse de Hesse-Philippsthal-Barchfeld (18 février 1788 - 9 mai 1850) (fille de Frédéric de Danemark, petite-fille de Frédéric V de Danemark et de Juliane Marie de Brunswick)
13. Ferdinand de Danemark, prince héritier du Danemark (22 novembre 1792 - 29 juin 1863) (fils de Frédéric de Danemark, petit-fils de Frédéric V de Danemark et de Juliane Marie de Brunswick)
14. Caroline de Danemark, princesse de Danemark (28 octobre 1793 - 31 mars 1881) (fille de Frédéric VI de Danemark, épouse de Ferdinand de Danemark)
15. Guillaume de Schleswig-Holstein-Sonderbourg-Glücksbourg (10 avril 1816 - 5 septembre 1893) (fils de Frédéric-Guillaume de Schleswig-Holstein-Sonderbourg-Glücksbourg, frère de Christian IX de Danemark)
16. Jean de Schleswig-Holstein-Sonderbourg-Glücksbourg, régent de Grèce (5 décembre 1825 - 27 mai 1911) (fils de Frédéric-Guillaume de Schleswig-Holstein-Sonderbourg-Glücksbourg, frère de Christian IX de Danemark)
17. Valdemar de Danemark, prince de Danemark (27 octobre 1858 - 14 janvier 1939) (fils de Christian IX de Danemark et de Louise de Hesse-Cassel)
18. Marie d'Orléans, princesse de Danemark (13 janvier 1865 - 4 décembre 1909) (fille de Robert d'Orléans et de Françoise d'Orléans, épouse de Valdemar de Danemark)
19. Erik de Danemark, prince de Danemark, comte de Rosenborg (8 novembre 1890 - 10 septembre 1950) (fils de Valdemar de Danemark et de Marie d'Orléans)
20. Christian de Rosenborg, comte de Rosenborg (16 juillet 1932 - 24 mars 1997) (fils d'Erik de Danemark et de Lois Frances Booth)
21. Viggo de Danemark, prince de Danemark, comte de Rosenborg (25 décembre 1893 - 4 janvier 1970) (fils de Valdemar de Danemark et de Marie d'Orléans)
22. Eleanor Green, comtesse de Rosenborg (5 novembre 1895 - 3 juillet 1966) (fille de James Oliver Green et d’Amelia Hewitt Green, épouse de Viggo de Danemark)
23. Marguerite de Danemark, princesse de Bourbon-Parme (17 septembre 1895 - 18 septembre 1992) (fille de Valdemar de Danemark et de Marie d'Orléans, épouse de René de Bourbon-Parme)

### Personne anciennement inhumée
1. Dagmar de Danemark, impératrice consort de Russie (26 novembre 1847 - 13 octobre 1928) (Fille de Christian IX de Danemark et de Louise de Hesse-Cassel, épouse d'Alexandre III de Russie)  Inhumée dans une crypte de la cathédrale de Roskilde, elle fut réinhumée le 28 septembre 2006 dans la cathédrale Pierre-et-Paul à Saint-Pétersbourg en Russie.

## L'orgue

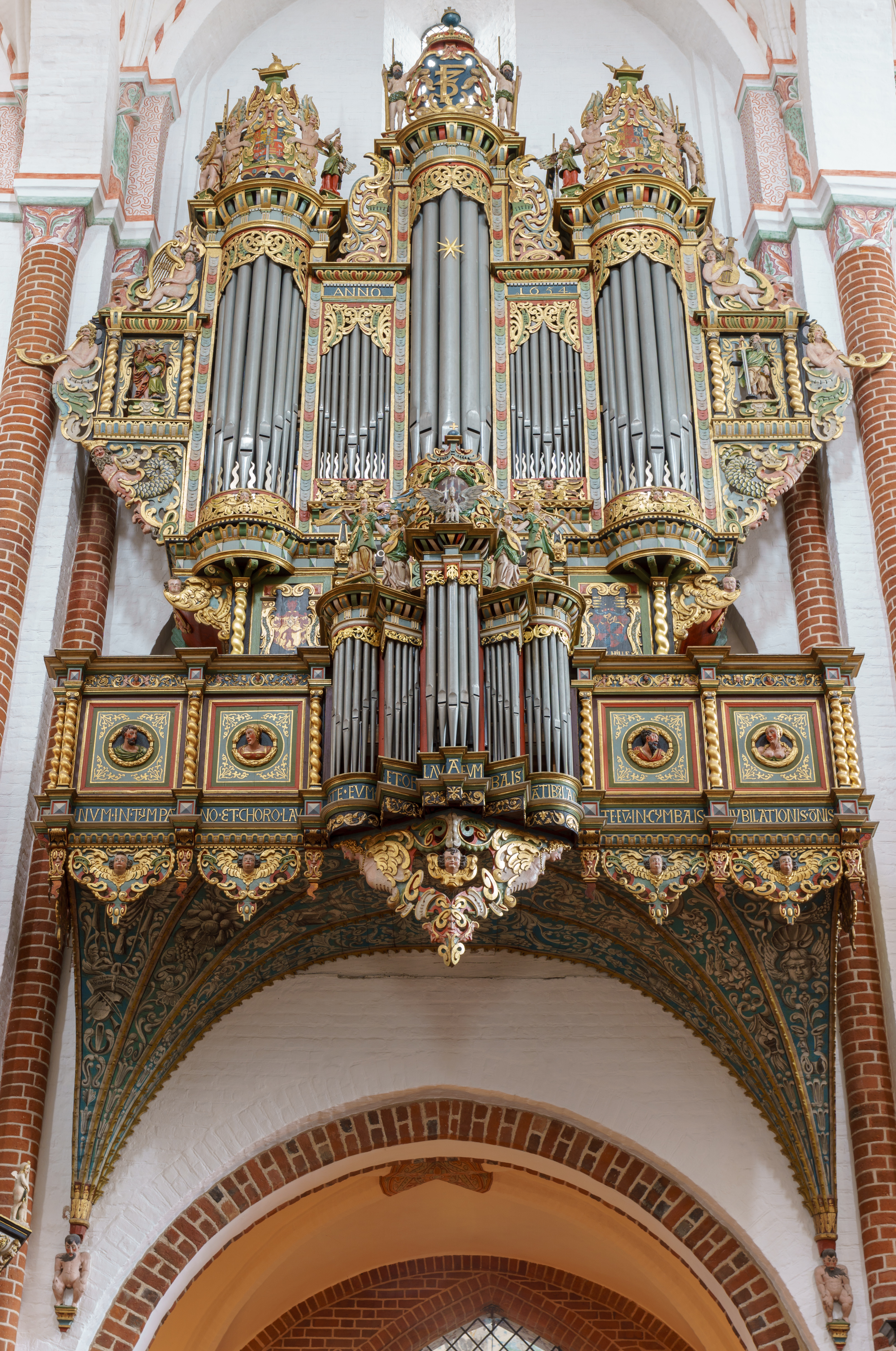

L'orgue de la cathédrale de Roskilde est l'un des plus importants du Danemark. La cathédrale possédait déjà un orgue à la fin du XVe siècle.
En 1554, le facteur d'orgues hollandais Hermann Raphael Rodensteen construit un nouvel instrument dont subsiste aujourd'hui le positif. Après une restauration en 1612, l'instrument est reconstruit vers 1654 par un facteur dont on n'est pas certain de l'identité.
Johan Lorentz l'Ancien peut y avoir travaillé, remplacé ensuite par son maître compagnon Gregor Mülisch (mort en 1654), travail peut-être complété par Peter Karstensen Botz en 1654/55. 
L'instrument subit plusieurs relevages au cours de décennies qui suivent (Marcussen, Busch) puis une nouvelle restauration en 1926 avec agrandissement (passant de 37 à 56 jeux) par le facteur danois Frobenius sur les conseils, notamment, d'Albert Schweitzer ; à cette occasion, est installée une nouvelle console, et les transmissions deviennent pneumatiques.
Une reconstruction est entreprise par Frobenius, qui renforce aussi la structure du buffet et restaure les transmissions mécaniques en réduisant le nombre de jeux. 
Enfin, entre 1988 et 1991, le facteur Marcussen revient à l'orgue d'origine antérieur à 1833, pour la partie instrumentale aussi bien pour la partie instrumentale avec harmonisation au diapason de 432 Hz que pour le buffet et sa décoration.   
Composition
| Positif de dos 49 notes |
| Principal 4'            |
| Gedact 8'               |
| Gedact 4'               |
| Octava 2'               |
| Sesquialt II            |
| Salicional 2'           |
| Sedecima 1'             |
| Mixtur III 2/3'         |
| Hoboy 8'                |

| Grand-orgue 49 notes |
| Bordun 16'           |
| Principal 8'         |
| Spitzflöjt 8'        |
| Octava 4'            |
| Rohrflöjt 4'         |
| Nassath 3'           |
| Super Octava 2'      |
| Mixtur IV-V 1 1/3'   |
| Trompet 8'           |

| Positif 49 notes |
| Gedact 8'        |
| Gedactflöjt 4'   |
| Octava 2'        |
| Waltflöjt 2'     |
| Sedecima 1'      |
| Regal 8'         |
| Geigen Regal 4'  |

| Pédale 25 notes |
| Principal 16'   |
| Octava 8'       |
| Gedact 8'       |
| Octava 4'       |
| Mixtur IV 2'    |
| Posaun 16'      |
| Trompet 8'      |
| Schalmej 4'     |